# شيفروليه سبارك
شيفروليه سبارك (بالإنجليزية: Chevrolet Spark)‏ هي سيارة فردية خصوصية أنتجها شركة شيفورليه الأمريكية، بدأت إصدارها في المعرض عام 1998م.
شيفروليه سبارك (التي تم تسويقها في الأصل بشكل بارز باسم دايو ماتيز) هي سيارة صغيرة الحجم هاتشباك تنتجها شركة جنرال موتورز كوريا التابعة لشركة جنرال موتورز.

## مقدمة
أُطلق الجيل الأول من دايو ماتيز في عام 1998 ليحل محل دايو تيكو. في عام 2002، أصبحت دايو موتورز قسم جنرال موتورز في كوريا الجنوبية، والمعروف باسم جنرال موتورز كوريا. منذ التحول، تم تسويق السيارة بشكل متزايد تحت شارة شيفروليه. تم تقديم طراز الجيل الثاني من قبل جنرال موتورز كوريا في عام 2005، مع إطلاق الجيل الثالث في عام 2010.
تم إطلاق نسخة محدودة الإنتاج بالكامل من شفروليه سبارك إيف الكهربائية في الولايات المتحدة في أسواق مختارة في كاليفورنيا وأوريغون في يونيو 2013. كانت سبارك إيف أول سيارة ركاب كهربائية بالكامل يتم تسويقها من قبل جنرال موتورز منذ توقف إيف1  في عام 1999.

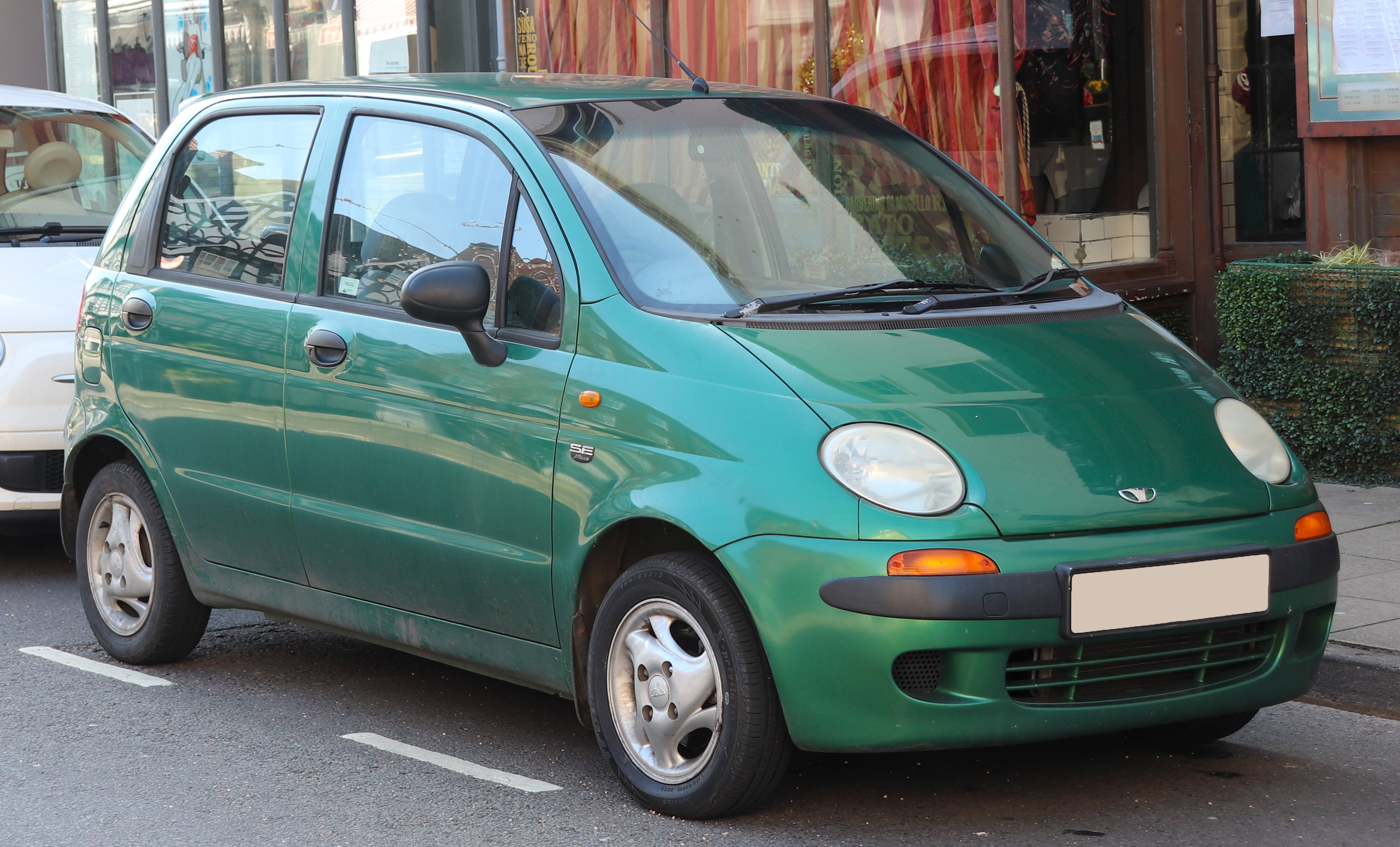

| الجيل الأول (إم100 ، إم150) | الجيل الأول (إم100 ، إم150) |
| ملخص                        | ملخص |
| --------------------------- | --- |
| أيضا يسمى                   | - دايو ماتيز - شيفروليه ماتيز - أوزدايو ماتيز - رافون ماتيز - فورموزا ماتيز (تايوان) - فسو ماتيز - بونتياك ماتيز - بونتياك جي 2 - شيفروليه ليتشي (الصين) - باوجون ليتشي (الصين) - شفروليه الحصري (باكستان) - شيفروليه جوي (باكستان) - شيفروليه تاكسي 7:24 كرونوس (كولومبيا)   |
| إنتاج                       | - 1998-2005 (كوريا الجنوبية) - 1998 إلى الوقت الحاضر (بموجب ترخيص) - 1998-2007 (M100 ، بولندا) - 1998-2008 (M100 ، رومانيا) - 1998-2002 (الهند) - 2010-2016 (الصين) |
| المجسم                      | - كوريا الجنوبية: تشانغوون - أوزبكستان: أساكا ( أوزدايو ) - بولندا: وارسو ( فسو ) - رومانيا: كرايوفا ( رودي ) - إيران: كرمان (كرمان خودرو) - الصين: ليوتشو ، قوانغشي - الهند: (دايو الهند) - باكستان: كراتشي ( نيكزس ) - تايوان: تايبيه (فورموزا) - فيتنام: هانوي ( فيدامكو ) |
| مصمم                        | فابريزيو إيتالديزاين جيوجيارو |
| الجسم والشاسيه              | |
| نمط الجسم                   | - 5 أبواب هاتشباك - فان بانل 5 أبواب |
| متعلق ب                     | دايو تيكو |
| مجموعة نقل الحركة           | |
| محرك                        | - البنزين: - 0.8 لتر S-TEC I3 - 1.0 لتر S-TEC I4 - 1.2 لتر P-TEC I4 (الصين) |
| توصيل                       | - دليل 5 سرعات - 3 سرعات أوتوماتيكية |
| أبعاد                       | |
| قاعدة العجلات               | 2,340 مم (92.1 بوصة) |
| طول                         | 3495 مم (137.6 بوصة) |
| عرض                         | 1495 مم (58.9 بوصة) |
| ارتفاع                      | 1,485 مم (58.5 بوصة) |

## الجيل الأول

### (إم100، إم150؛ 1998)

#### إم100 (1998-2000)
بدأ إنتاج دايو ماتيز في عام 1998 وتم بيعه في كوريا الجنوبية والعديد من الأسواق الأوروبية بالاسم الرمزي إم100. يعتمد التصميم الخارجي على لوتشيولا، وهي عبارة عن مفهوم فيات كونكشنتو لعام 1993 بواسطة فابريزيو جيوجيارو في إيتالديزاين والذي رفضته شركة فيات. كان محرك البنزين سعة 0.8 لتر وناقل الحركة من دايو تيكو، ولكنه يستخدم الآن نظام حقن الوقود متعدد النقاط. تم تنفيذ الهندسة في مركز دايو وورثينج الفني في إنجلترا. أصبحت السيارة أفضل طرازات دايو مبيعاً في أوروبا والهند خلال السنوات الأربع التالية.
تم تطويره على أساس دايو تيكو، وهو إصدار بموجب ترخيص من سوزوكي ألتو، حيث يشترك كل من تيكو وماتيز في الميكانيكا والتعليق. من هذا الأصل يستمد عرضه الضيق المميز، الذي تفرضه فئة ضريبة السيارات اليابانية.
تم إطلاق ماتيز في الأصل بمحرك سعة 0.8 لتر وثلاثة محركات على التوالي. طورت قوة قصوى تبلغ 51 حصان (38 كيلو واط)، وعزم دوران أقصى يبلغ 68.5 نيوتن متر (51 رطل قدم) واستهلاك مشترك يبلغ 6.4 لتر / 100 كم (44 ميلا في الغالون). تبلغ سرعتها القصوى 144 كم / ساعة (89 ميلاً في الساعة) ويمكن أن تصل من 0 إلى 100 كم / ساعة (62 ميلاً في الساعة) في 17 ثانية. تم تطوير هذا المحرك من وحدة تيكو بواسطة تيك فورد، وهي شركة بريطانية مقرها في ميلتون كينز.
تم الاعتراف باتصال تيك فورد في الكتيبات الموزعة في صالات العرض في المملكة المتحدة.

تم إصداره بشكل أساسي بثلاثة مستويات متقاربة: إي وأس وأس إي. كان الأخير مزوداً بتكييف الهواء، وأغطية العجلات، ومصدات بلون الهيكل، وجناح خلفي، ومصابيح ضباب وستيريو، مع ميزات اختيارية مثل قضبان السقف، ونظام التوجيه المعزز، والقفل المركزي، والنوافذ الأمامية الكهربائية، ونظام أي بي أس، والوسادة الهوائية للسائق. في بعض الأسواق كانت متوفرة أيضاً مع ناقل حركة أوتوماتيكي.

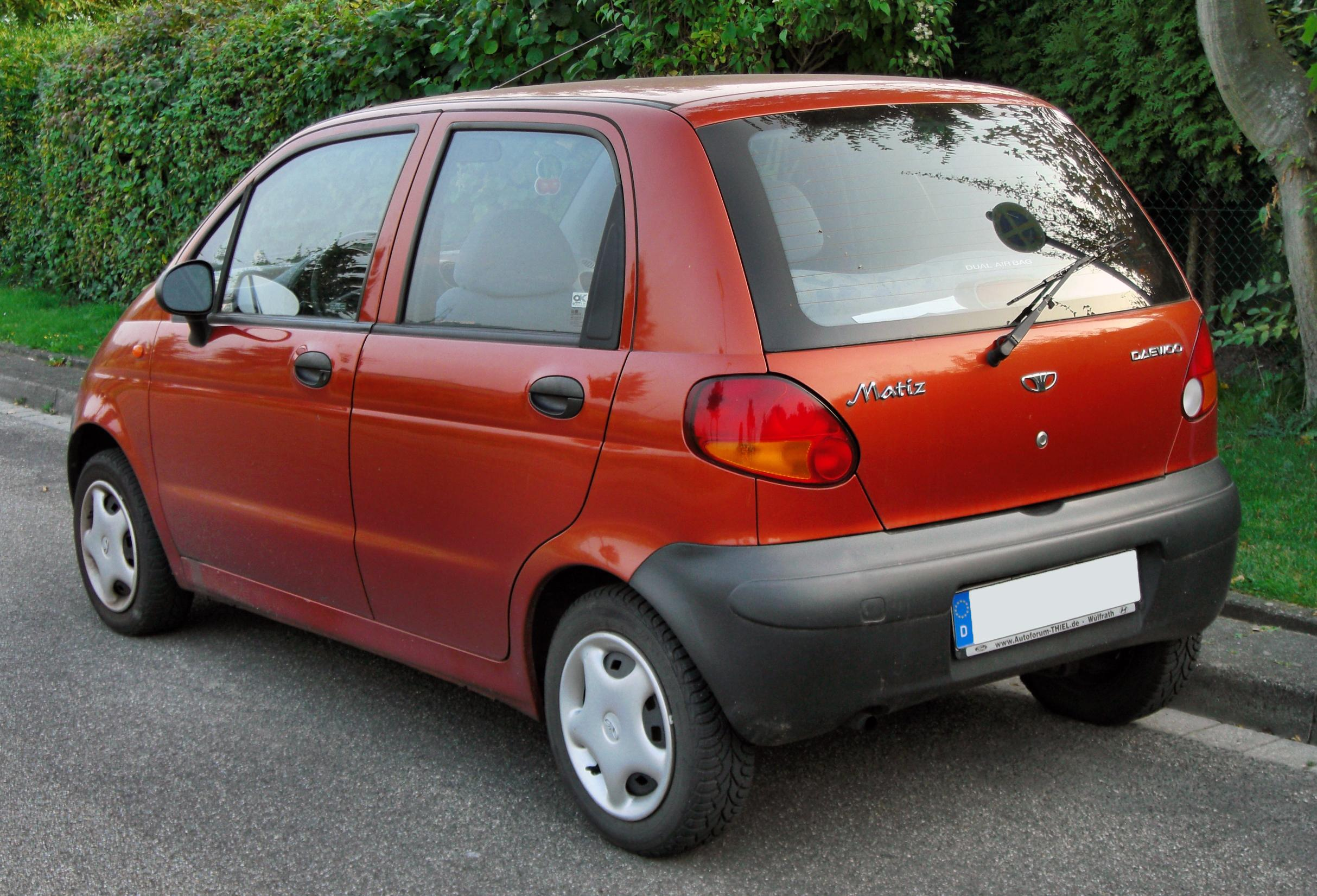
دايو ماتيز (أم100 ما قبل شد الوجه)
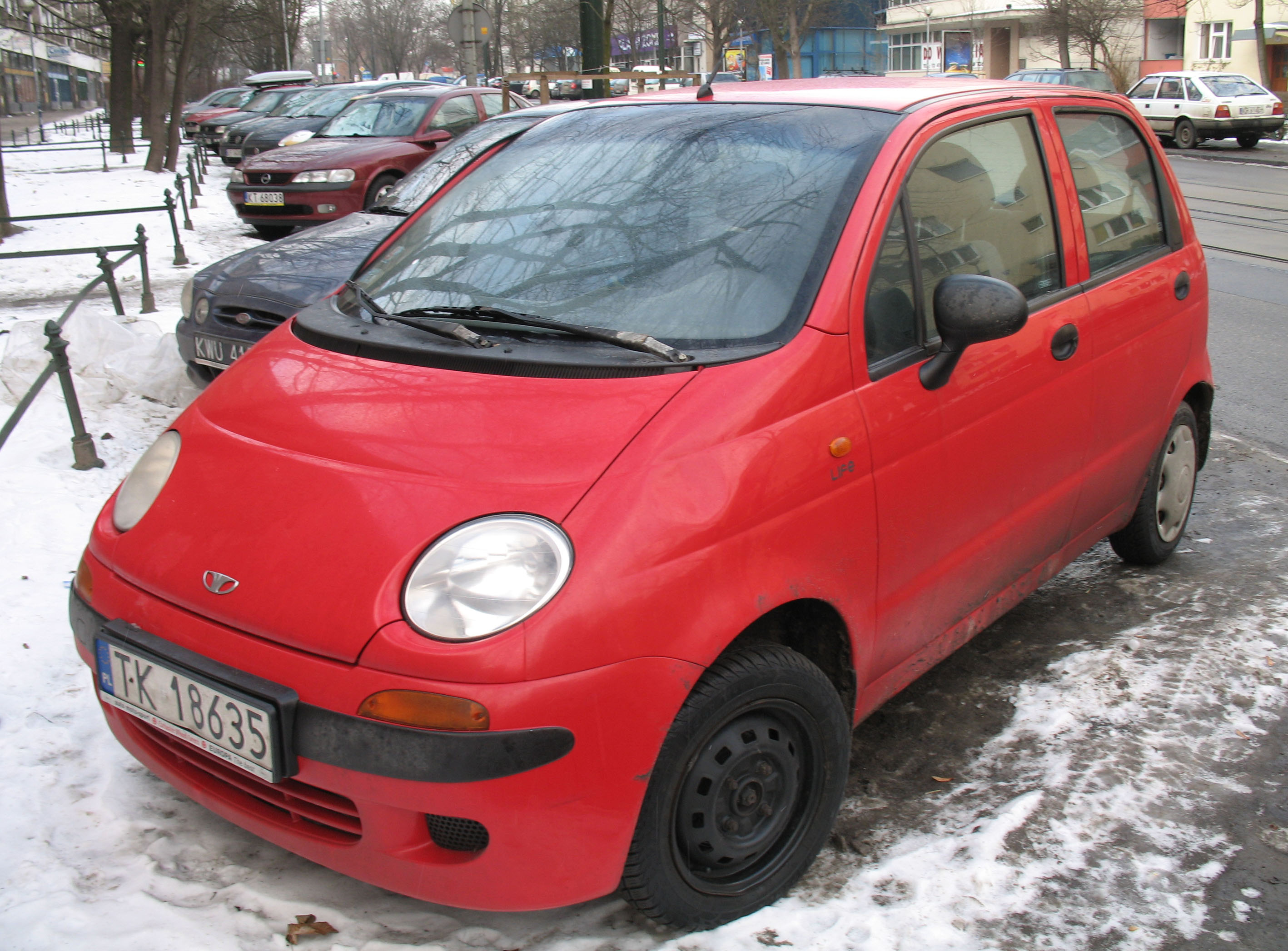
ماتيز فسو
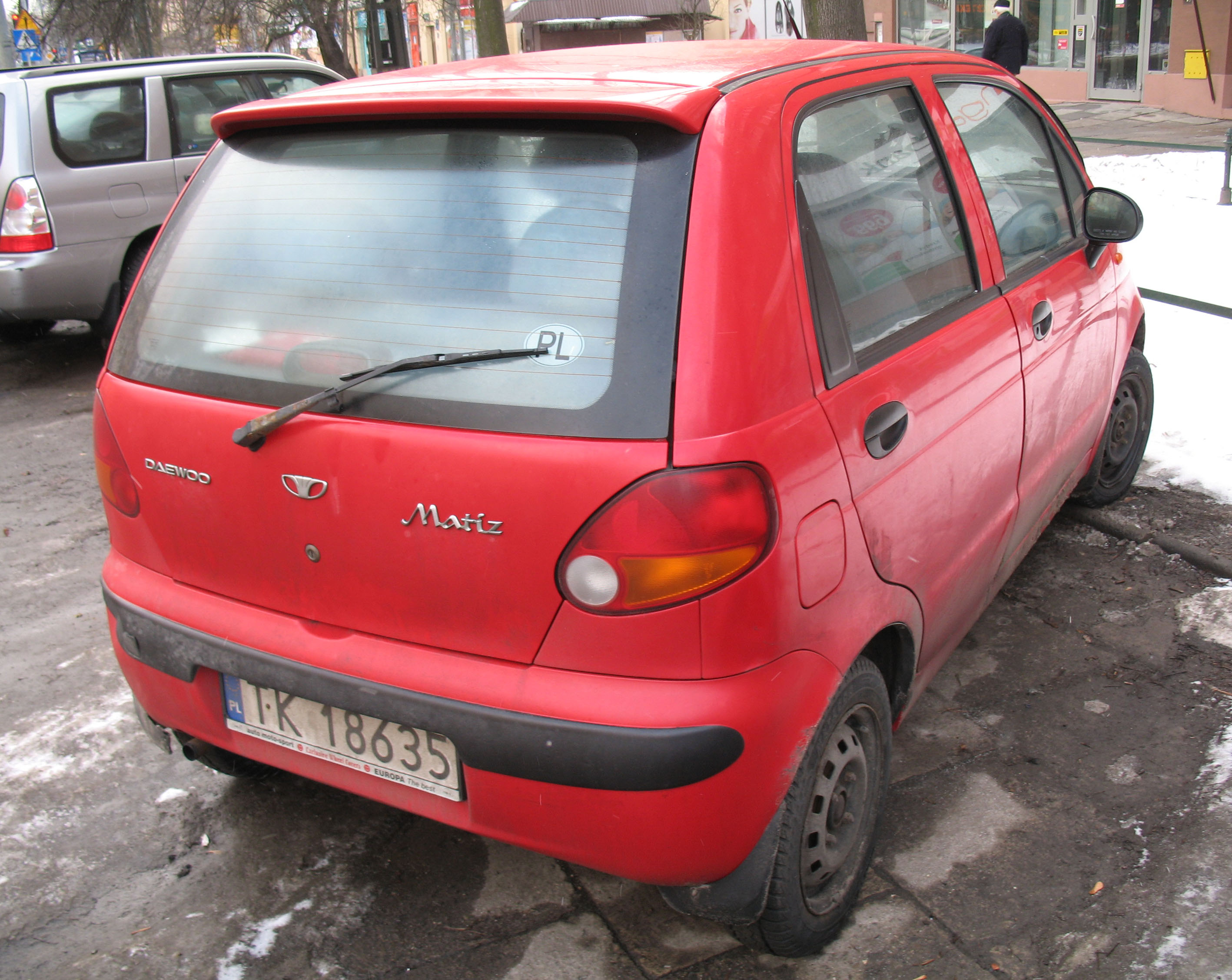
ماتيو فسو
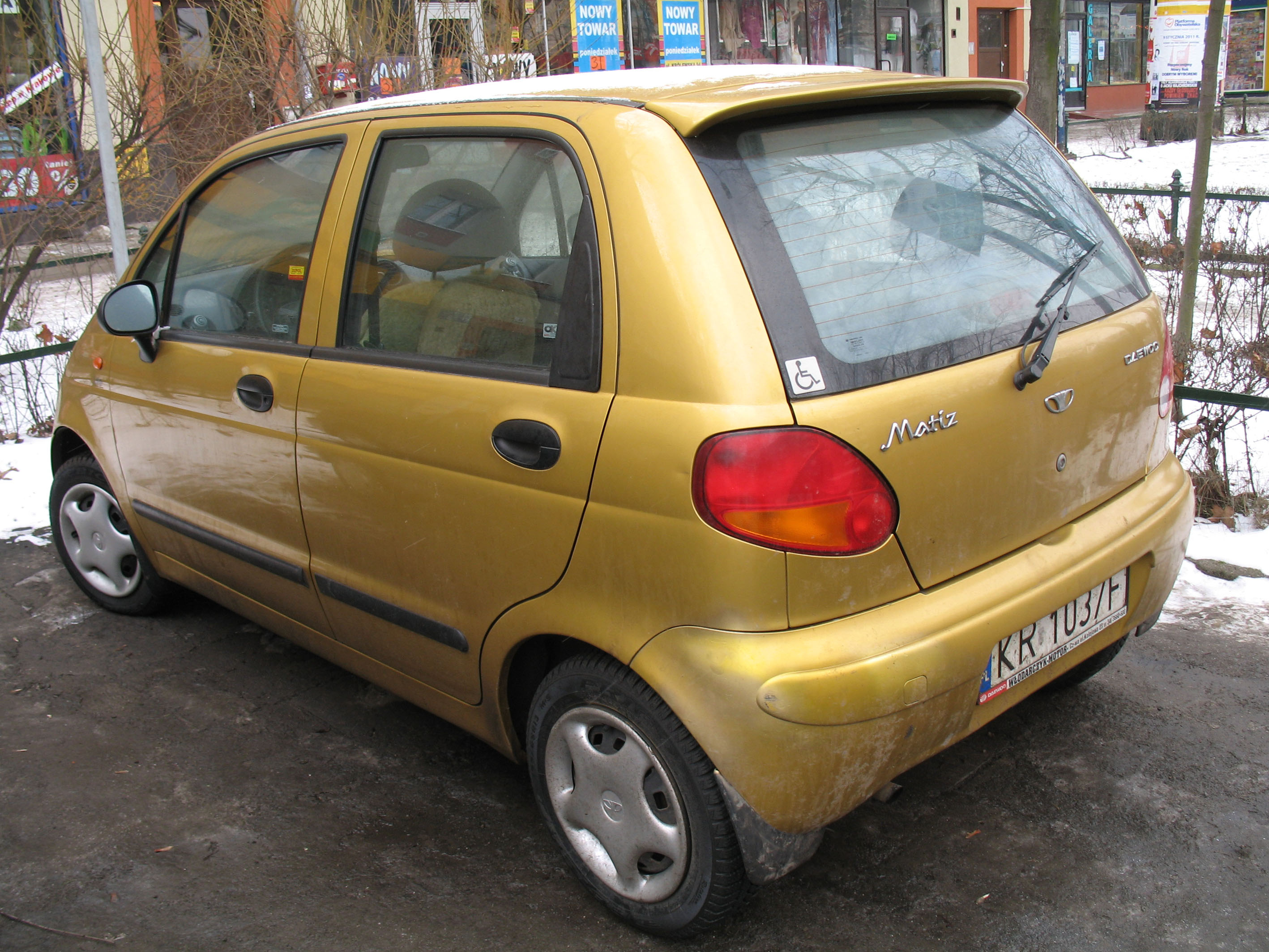
دايو ماتيز
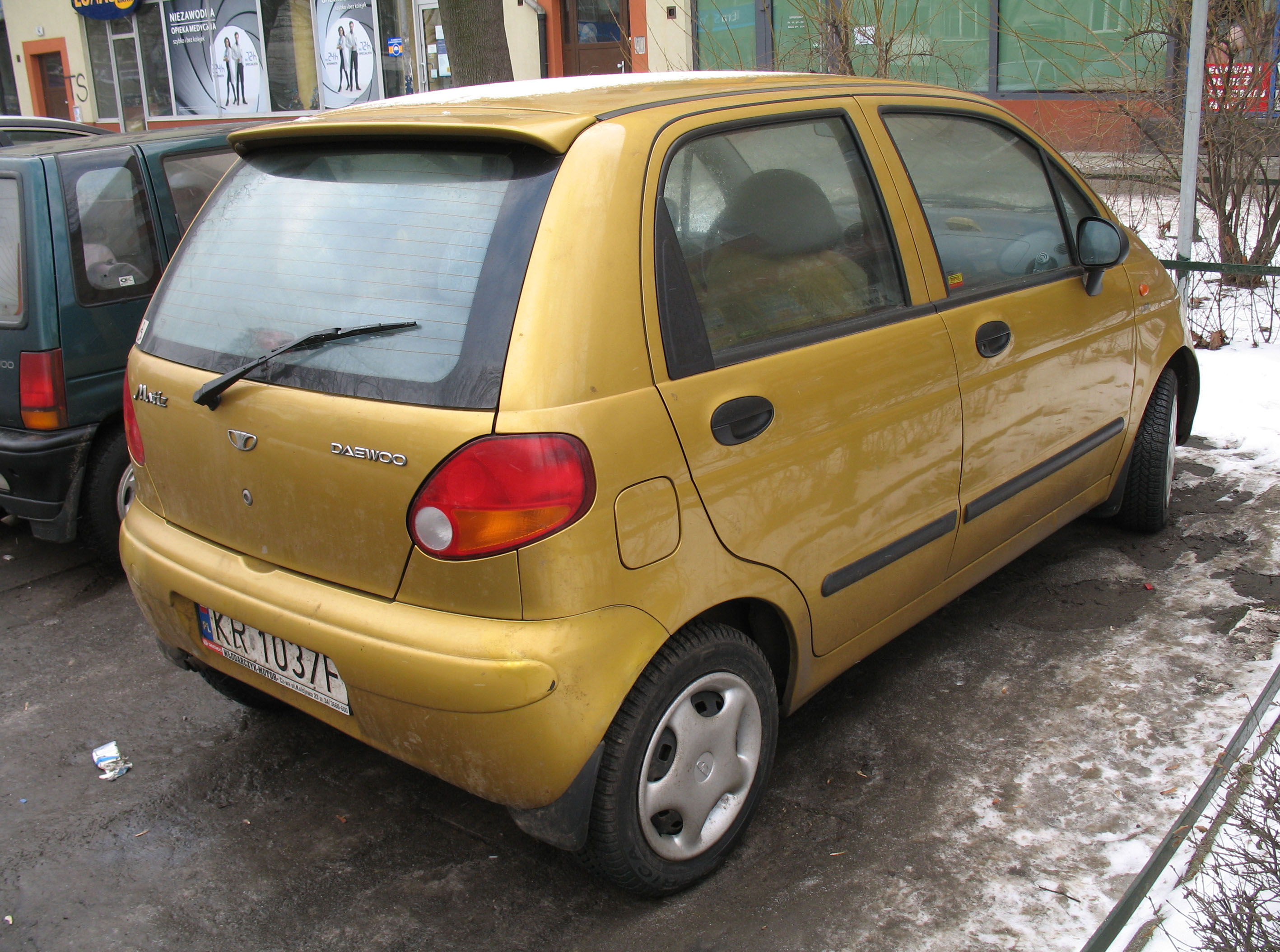
دايو ماتيز (أم100 ما قبل شد الوجه)
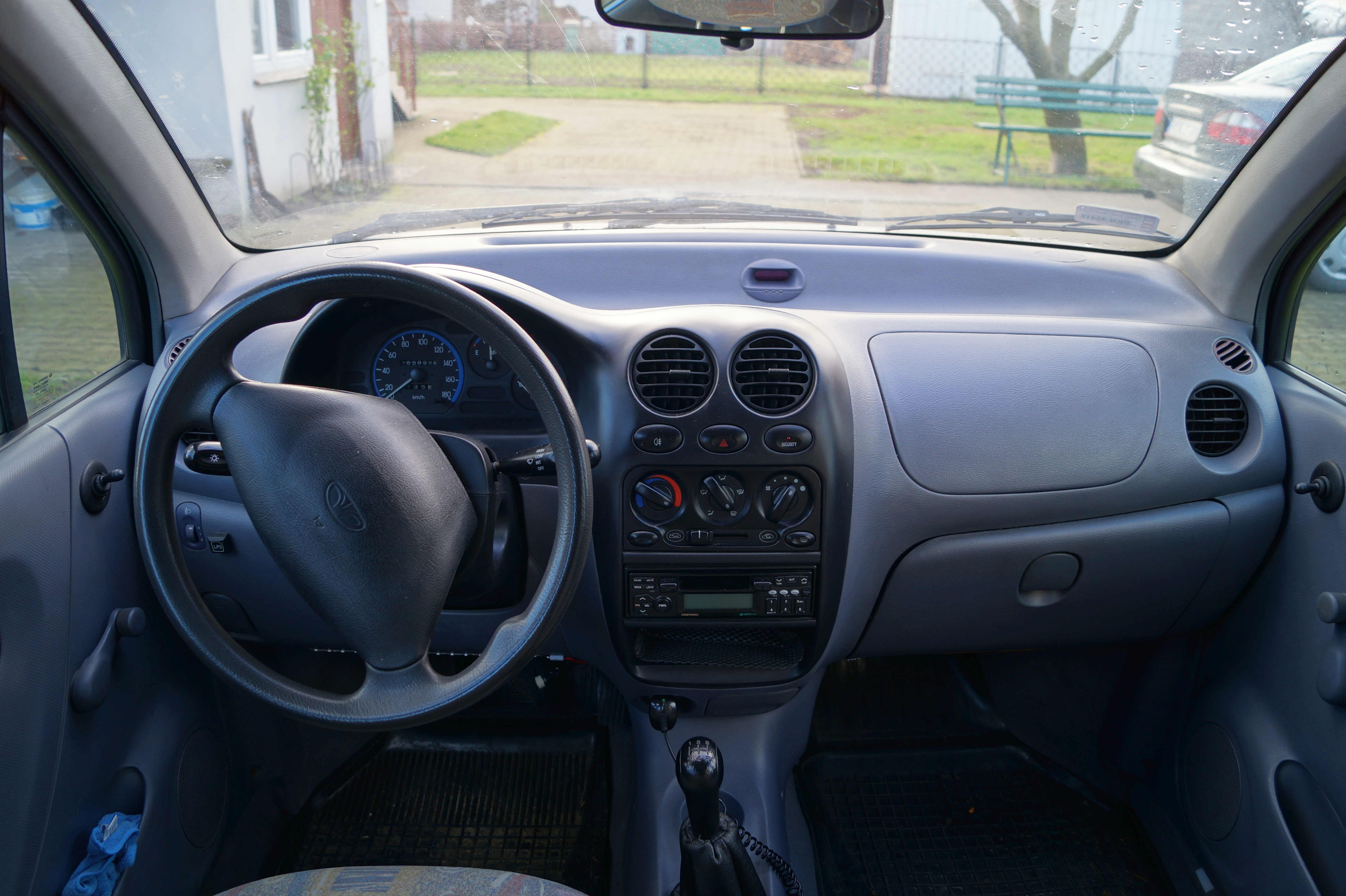
أم 100 من الداخل

#### إم150 (2000-2005)
تم تصميم عملية شد الواجهة هذه في مركز مركز دايو ورذينج الفني في إنجلترا وتم تقديمه في كوريا الجنوبية في أواخر عام 2000، وتم تصديره من عام 2001. تم تعديل الهيكل الأمامي لاستيعاب محرك رباعي الأسطوانات، على الرغم من إدخال هذا المحرك، الإصدار 1.0- لتر وحدة S-Tec، تم تأجيلها إلى ما بعد استحواذ شركة جنرال موتورز على دايو في عام 2002.

لا يزال إم150 ينتج بواسطة جي أم أوزباكستان (سابقاً أوزباكستان دايو أوتو) في أوزبكستان. تم إطلاق السيارة في السوق الروسية باسم رافون ماتيز في عام 2016 ولكن تم إيقافها فيما بعد. في كوريا الجنوبية واليابان، تم بيع منتج ماتيز المحدث هذا تحت اسم دايو ماتيز 2.

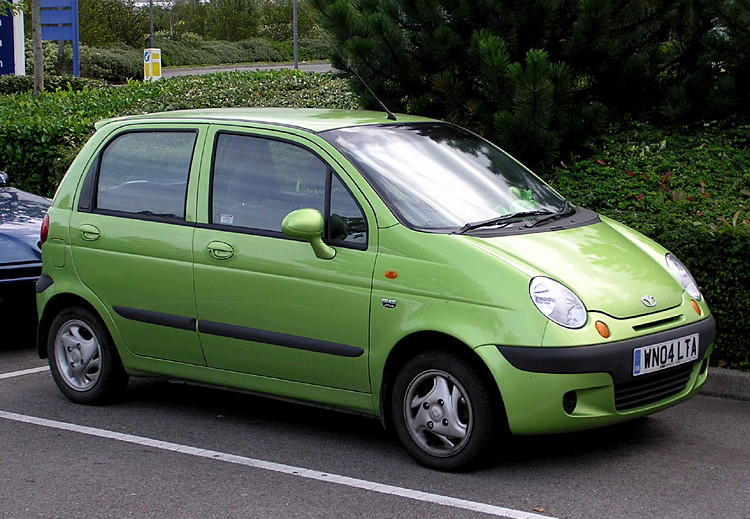
سلسلة دايو ماتيز المحسنة للوجه أم150
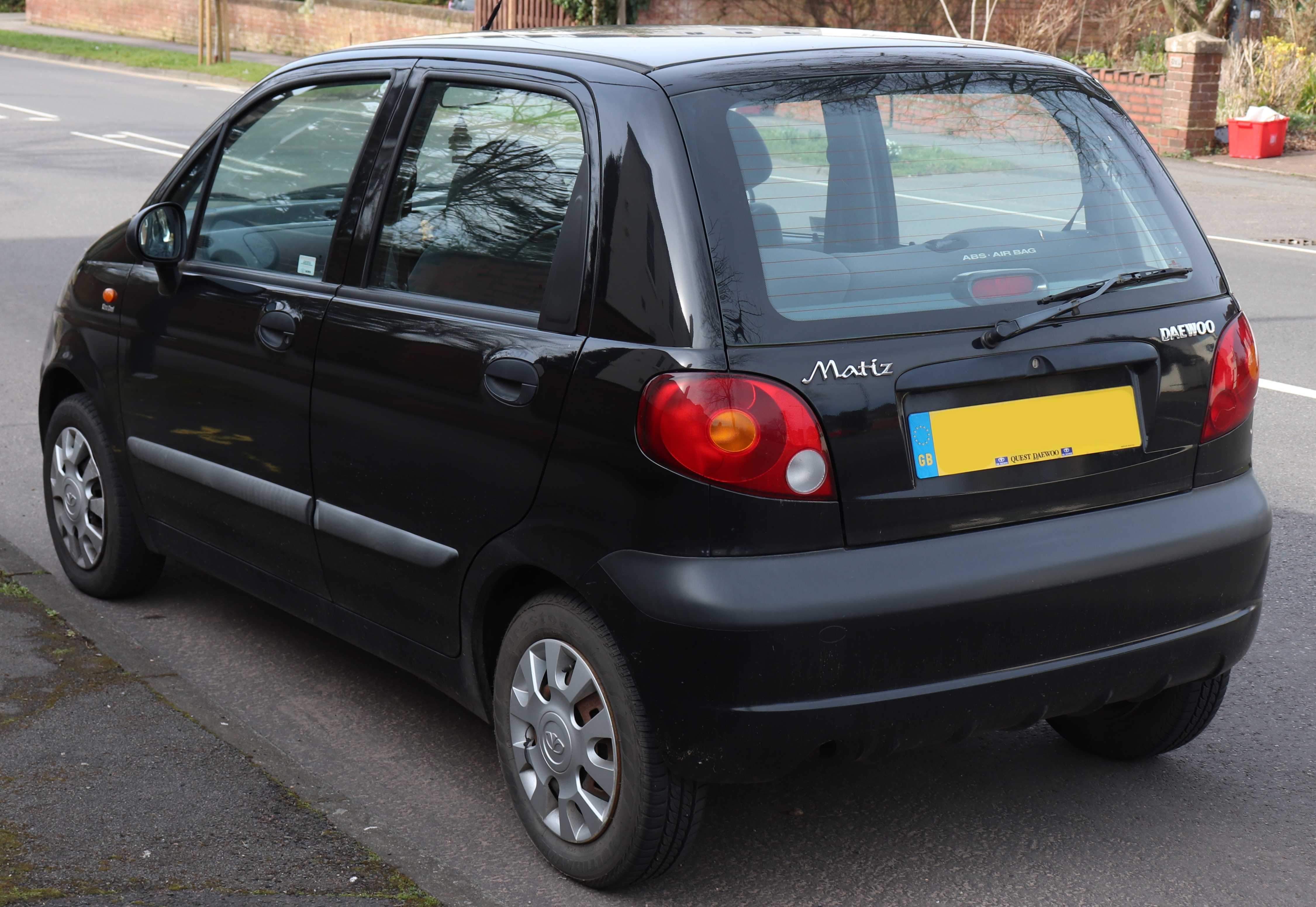
سلسلة دايو ماتيز المحسنة للواجهة أم150
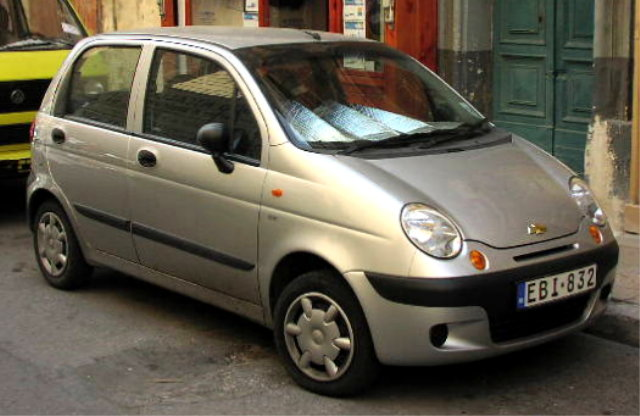
ماتيز
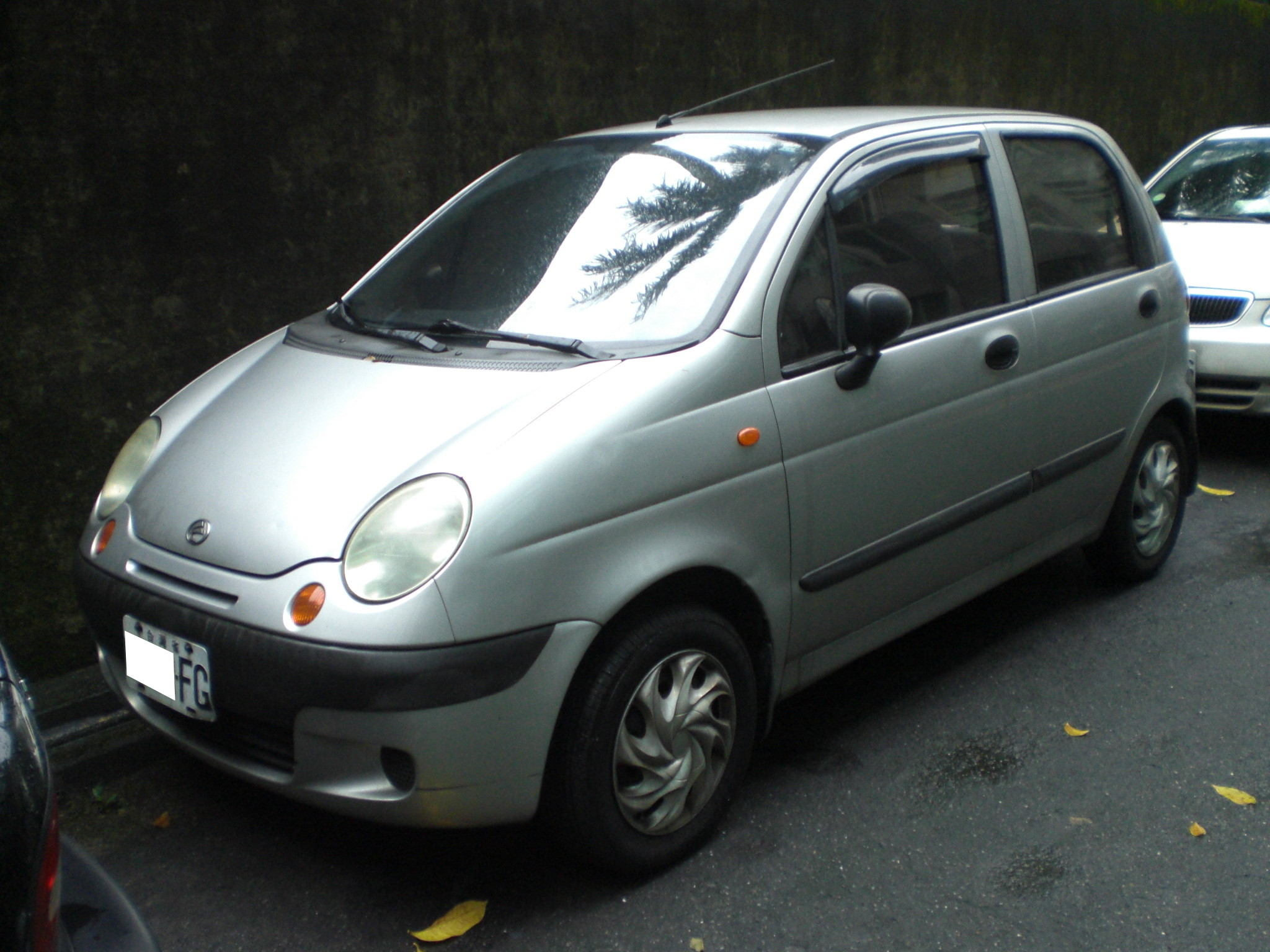
فورموزا (FAC) ماتيز
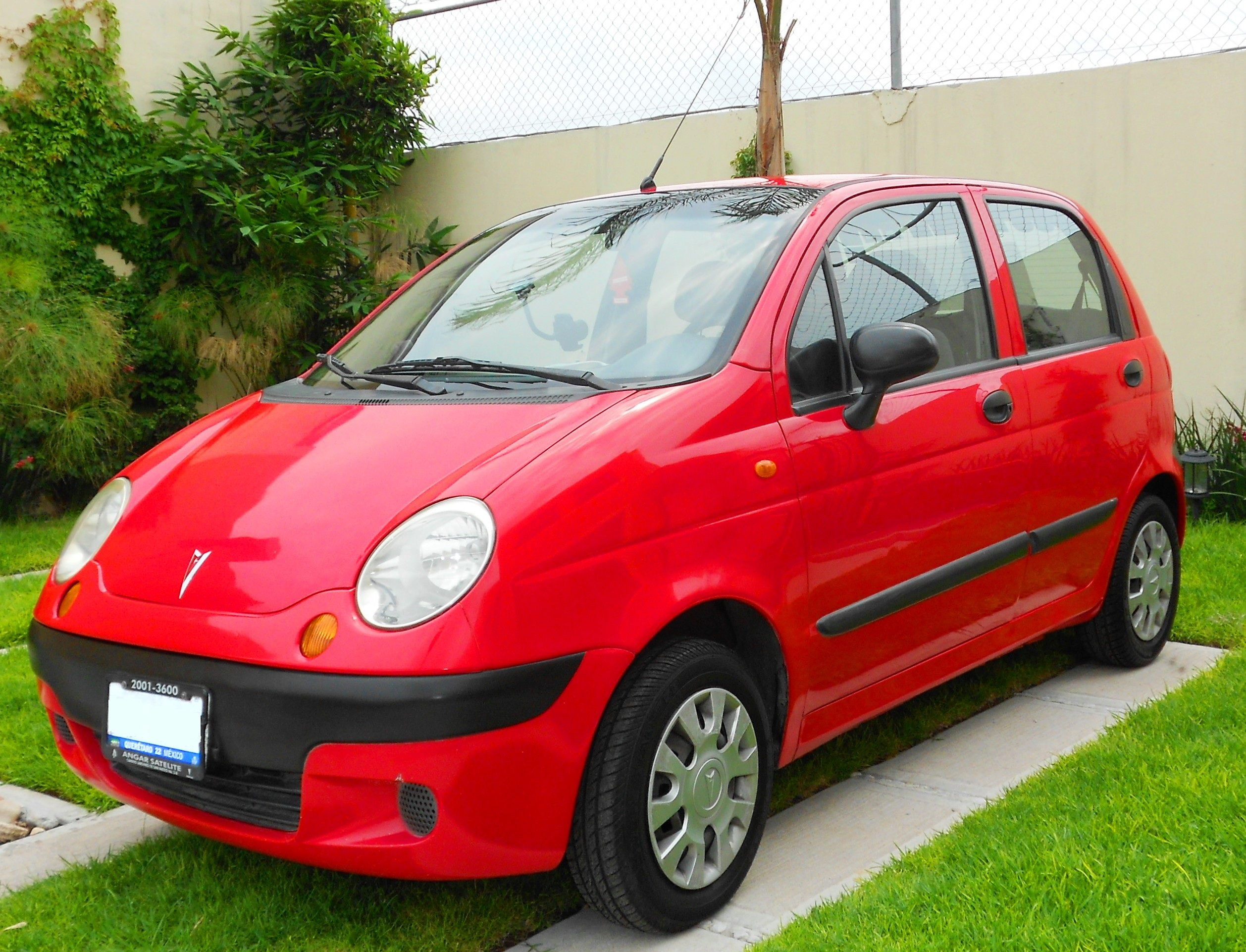
بونتياك ماتيز
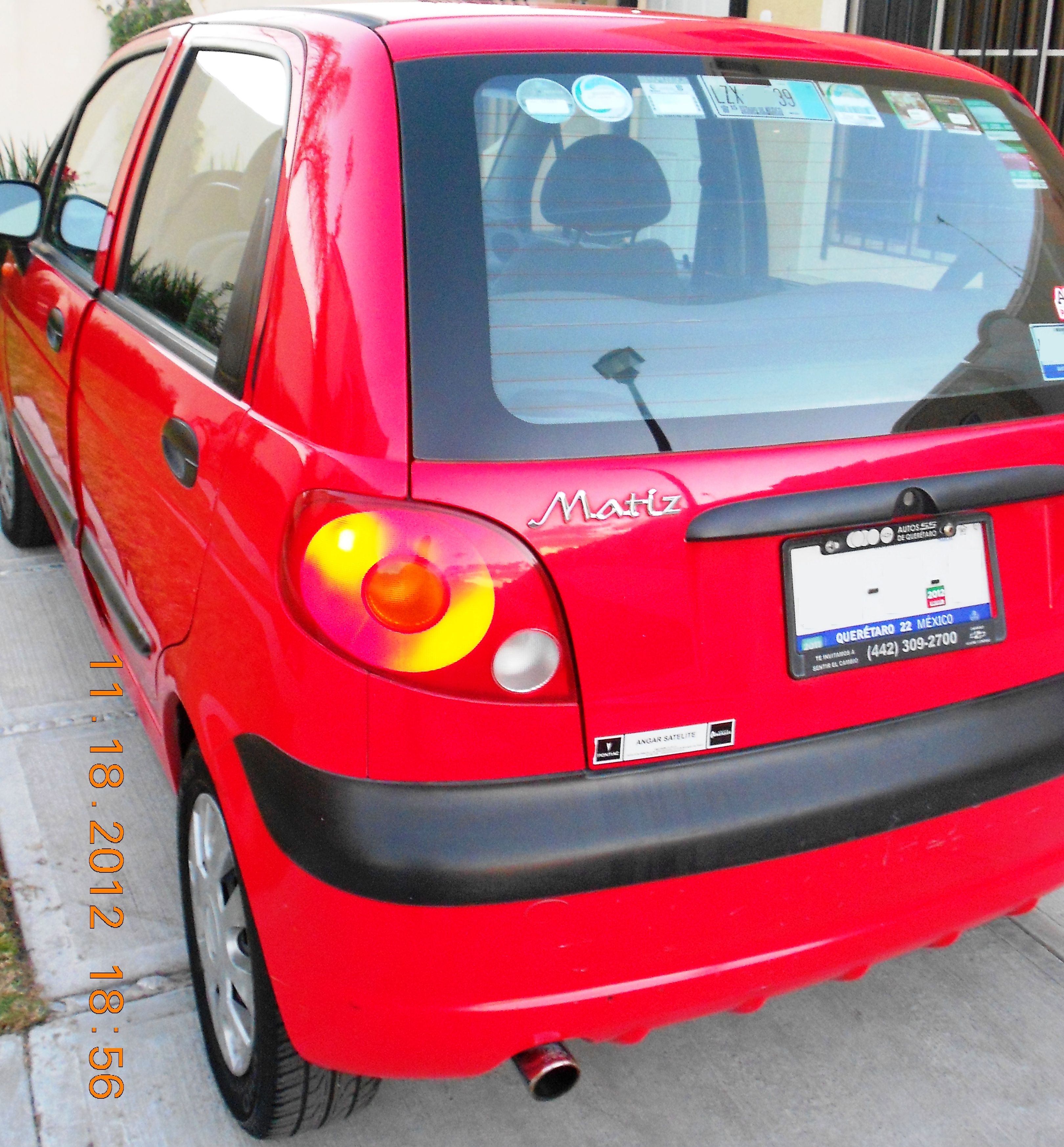
بونتياك ماتيز

#### ليتشي (الصين)
في الصين، تم بيع السيارة باسم شيفروليه ليتشي. ظل قيد الإنتاج حتى عام 2012، عندما تم تقديم نسخة محدثة باسم  باجون ليشي. سيتم تقديمه تحت علامتي شفروليه وباوجون خلال فترة انتقالية. كما تلقت ليشي تحديثات معينة لمجموعة نقل الحركة، مما يجعل السيارة اقتصادية بما يكفي للتأهل للحصول على إعانة وإعفاء ضريبي من الحكومة الصينية.

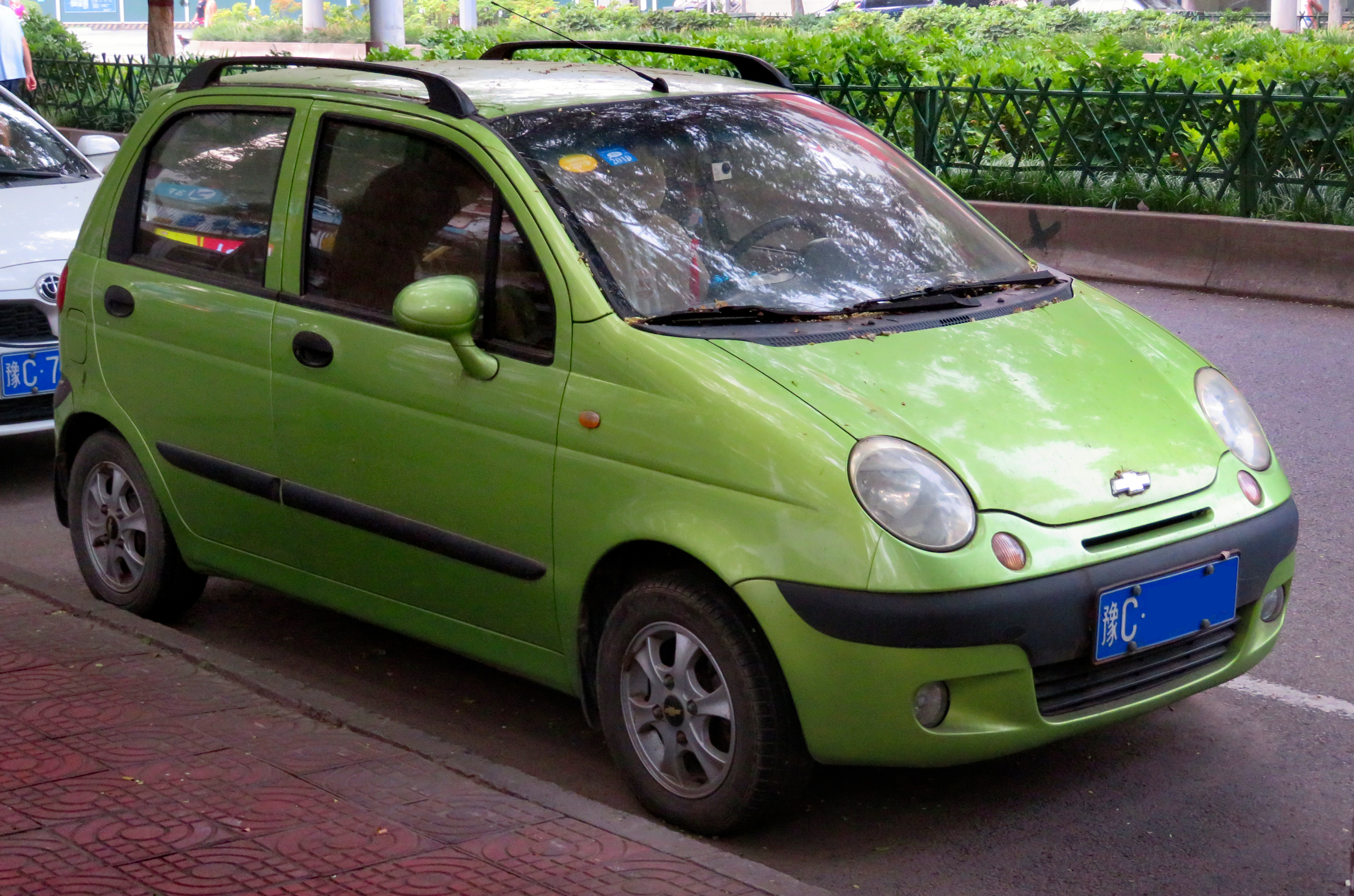
2007 شيفروليه ليتشي
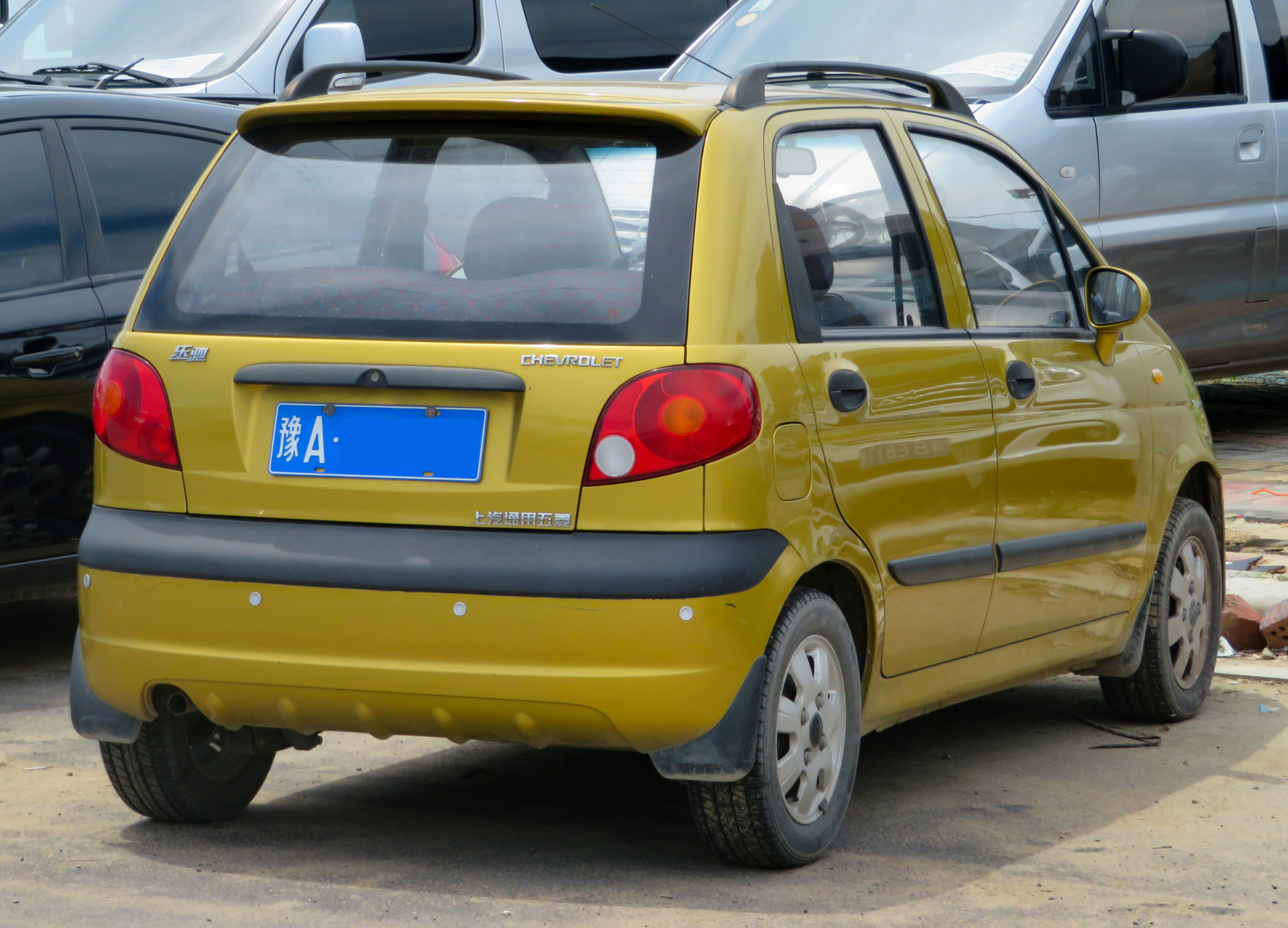
2009 شيفروليه ليتشي
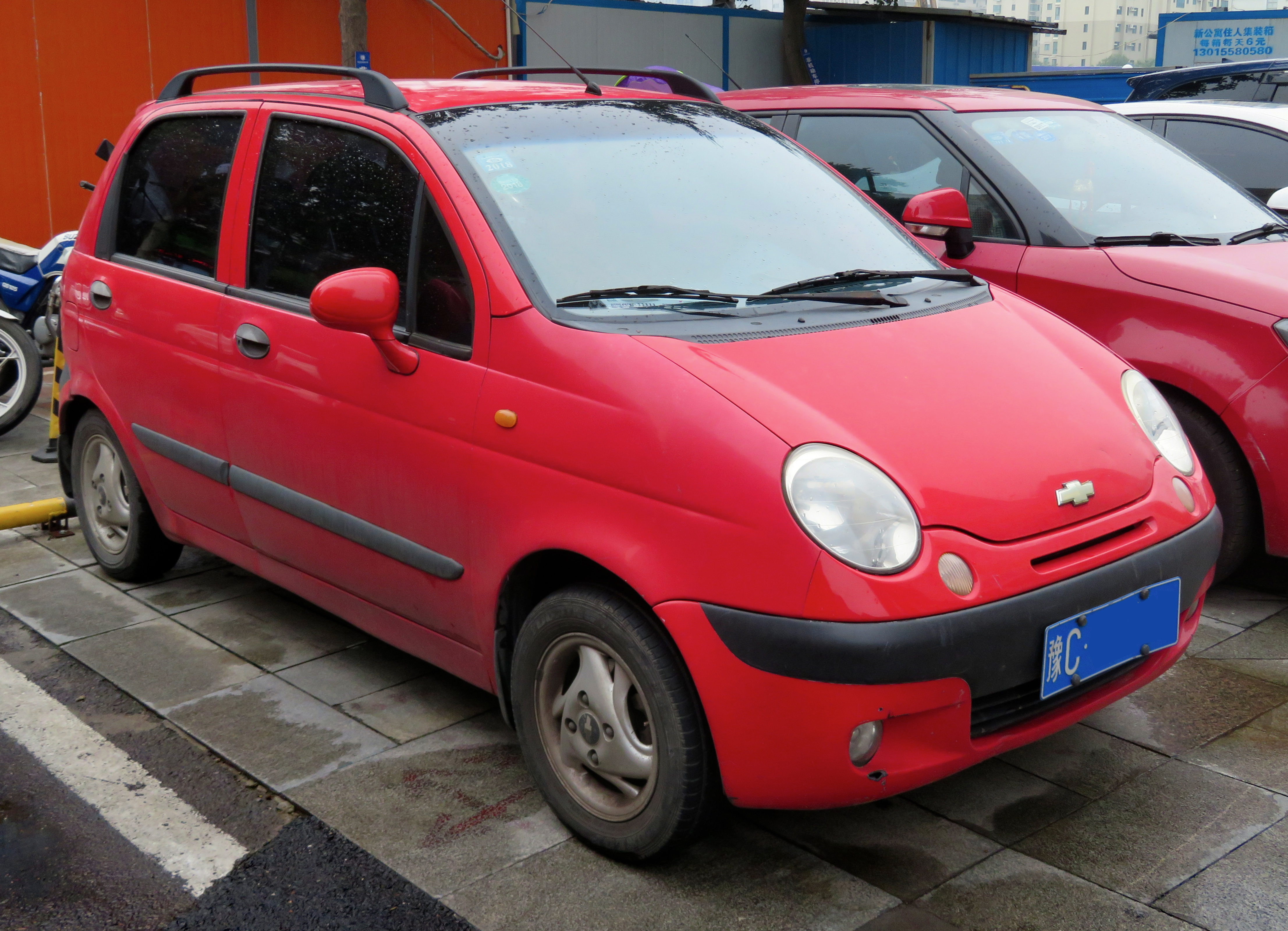
2009 شيفروليه ليتشي
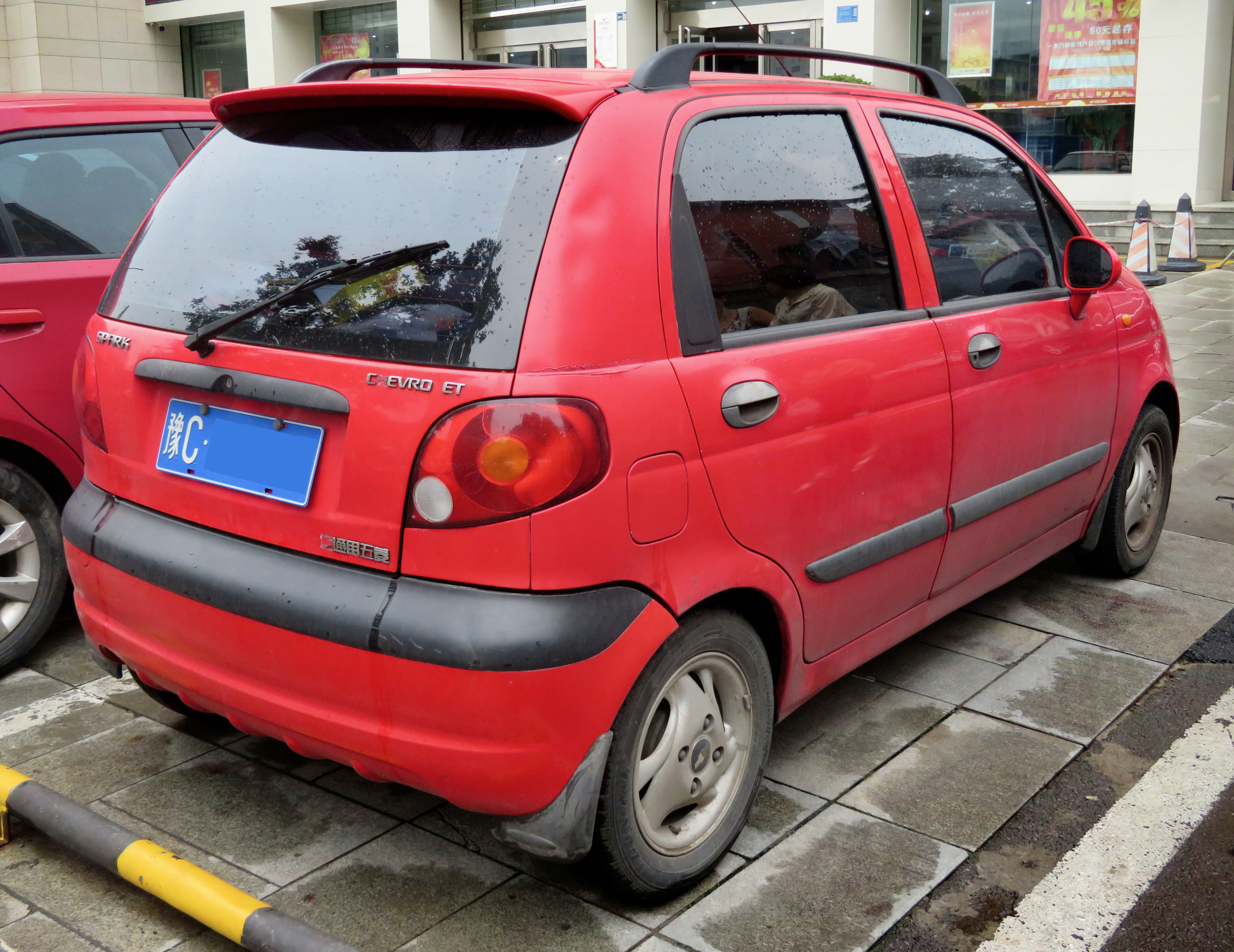
2009 شيفروليه ليتشي
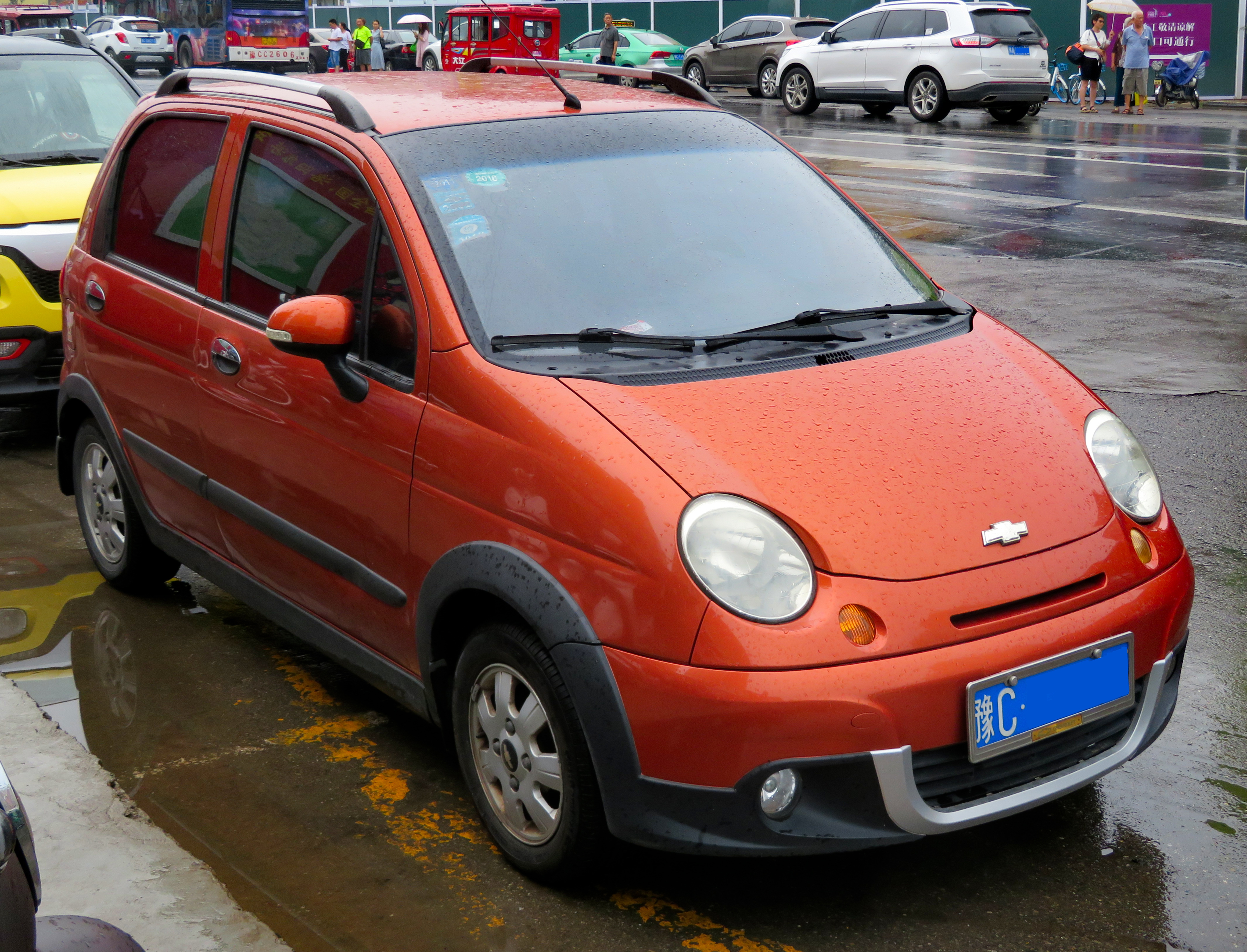
2010 شيفروليه ليتشي كروس
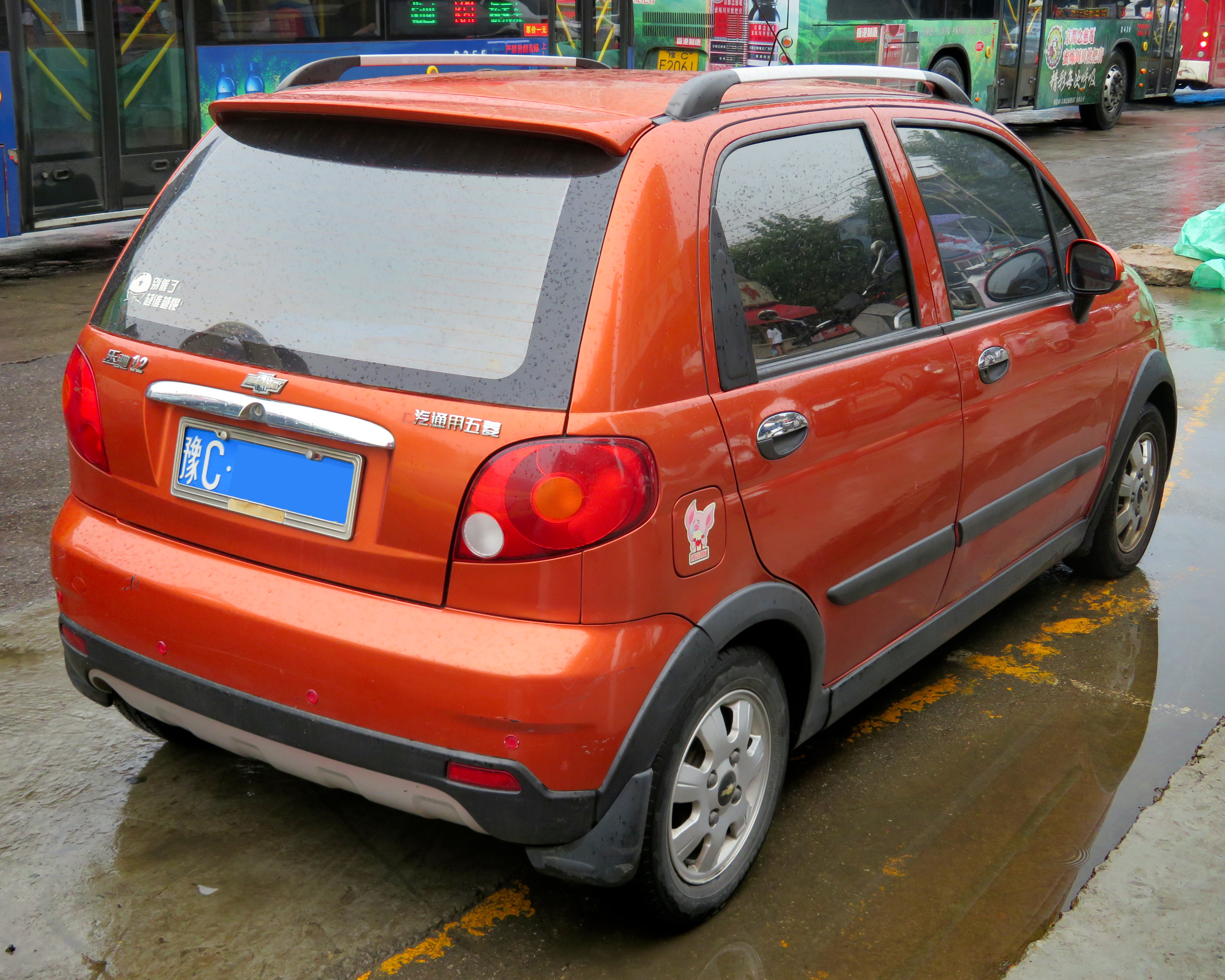
2010 شيفروليه ليتشي كروس
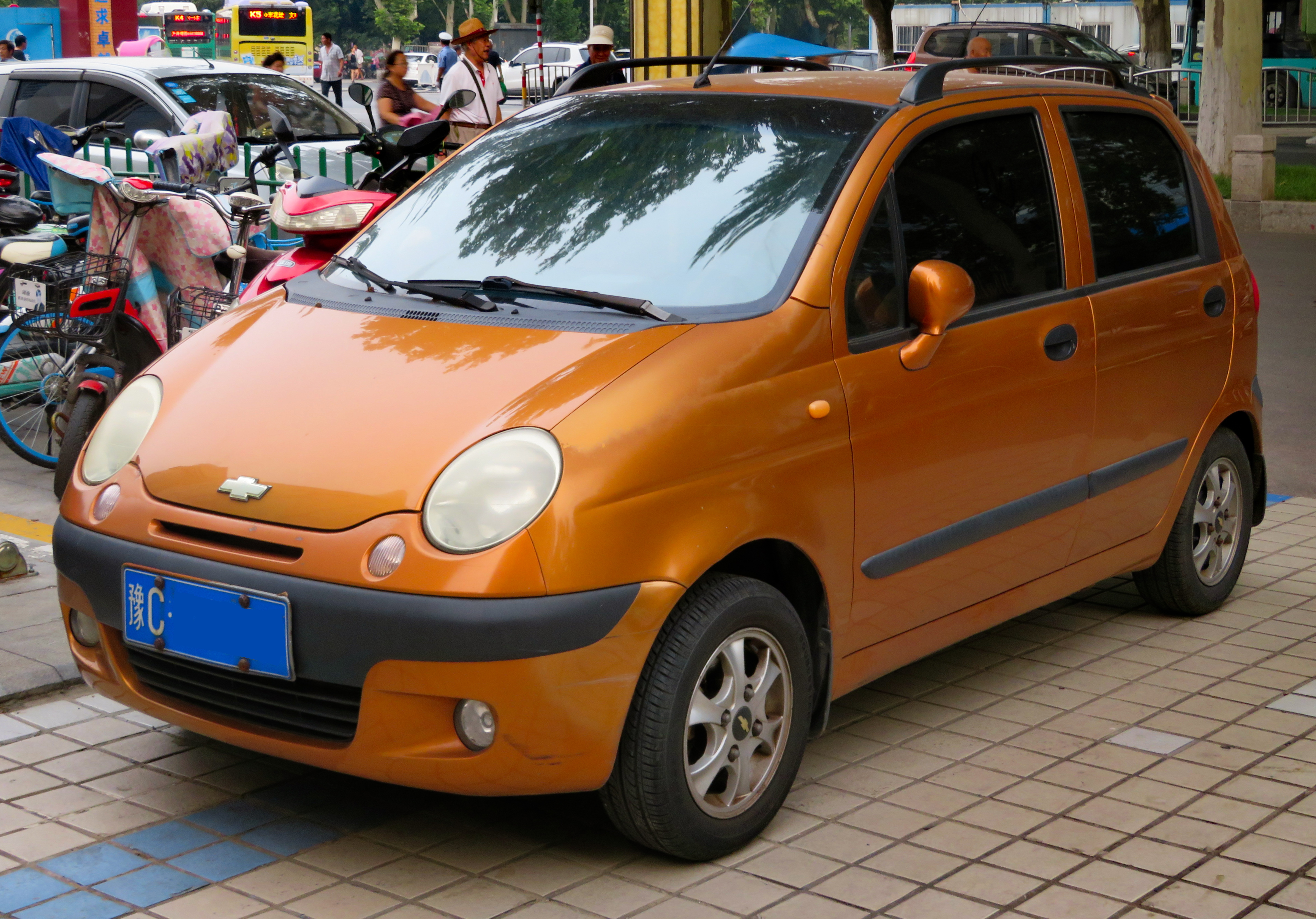
2010 شيفروليه ليتشي كروس
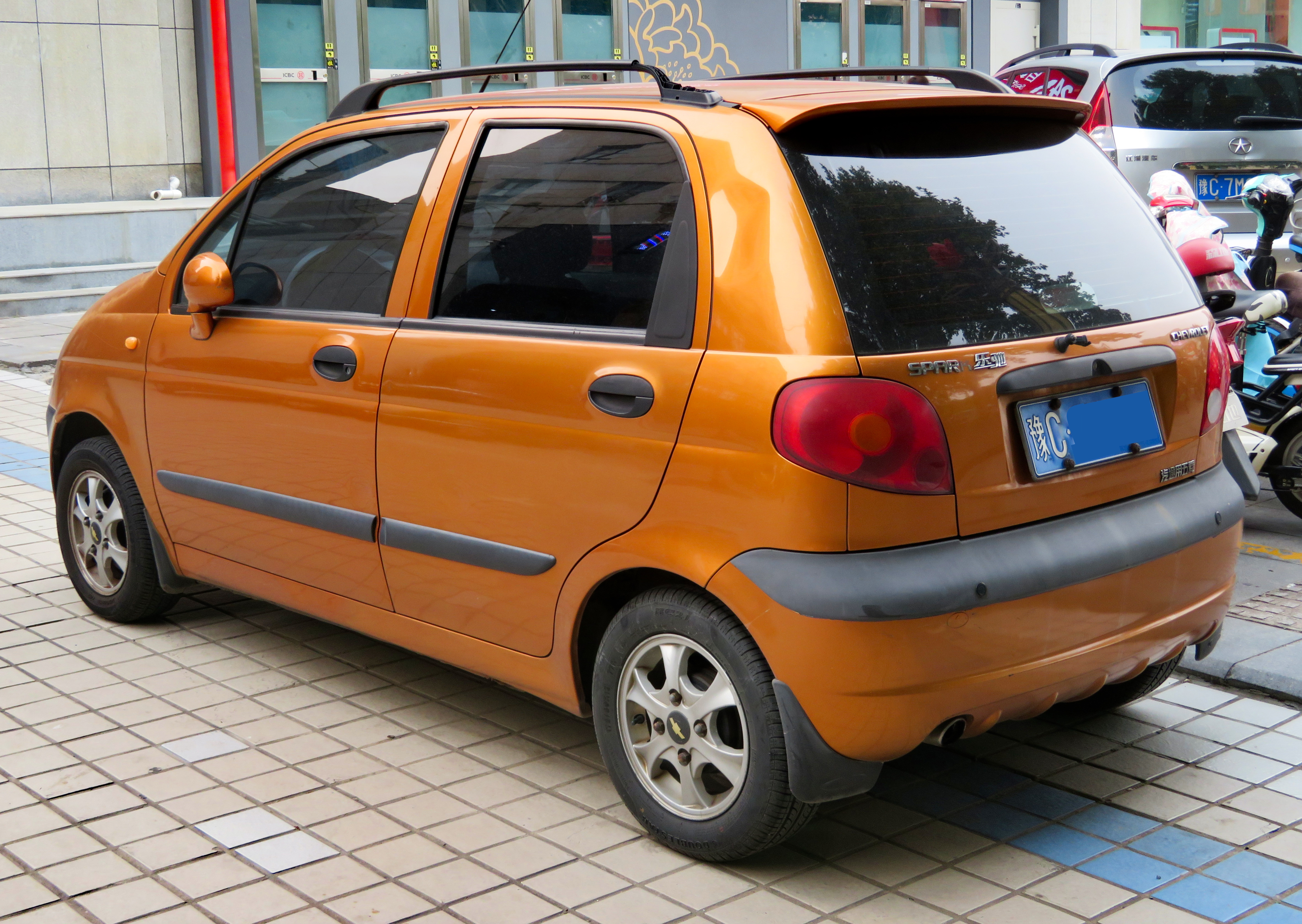
2010 شيفروليه ليتشي كروس

### الأمان
نتائج اختبار برنامج تقييم السيارات الأوروبية الجديدة لـ RHD، متغير هاتشباك بـ 5 أبواب على تسجيل 2000:
| اختبار          | نتيجة       | نقاط     |
| شاملة:          | غير متاح    | غير متاح |
| راكب بالغ:      | 3 من 4 نخوم | 19       |
| راكب طفل:       | غير متاح    | غير متاح |
| مشاة:           | 2 من 4 نجوم | 15       |
| مساعدة السلامة: | غير متاح    | غير متاح |

#### محركات الديزل

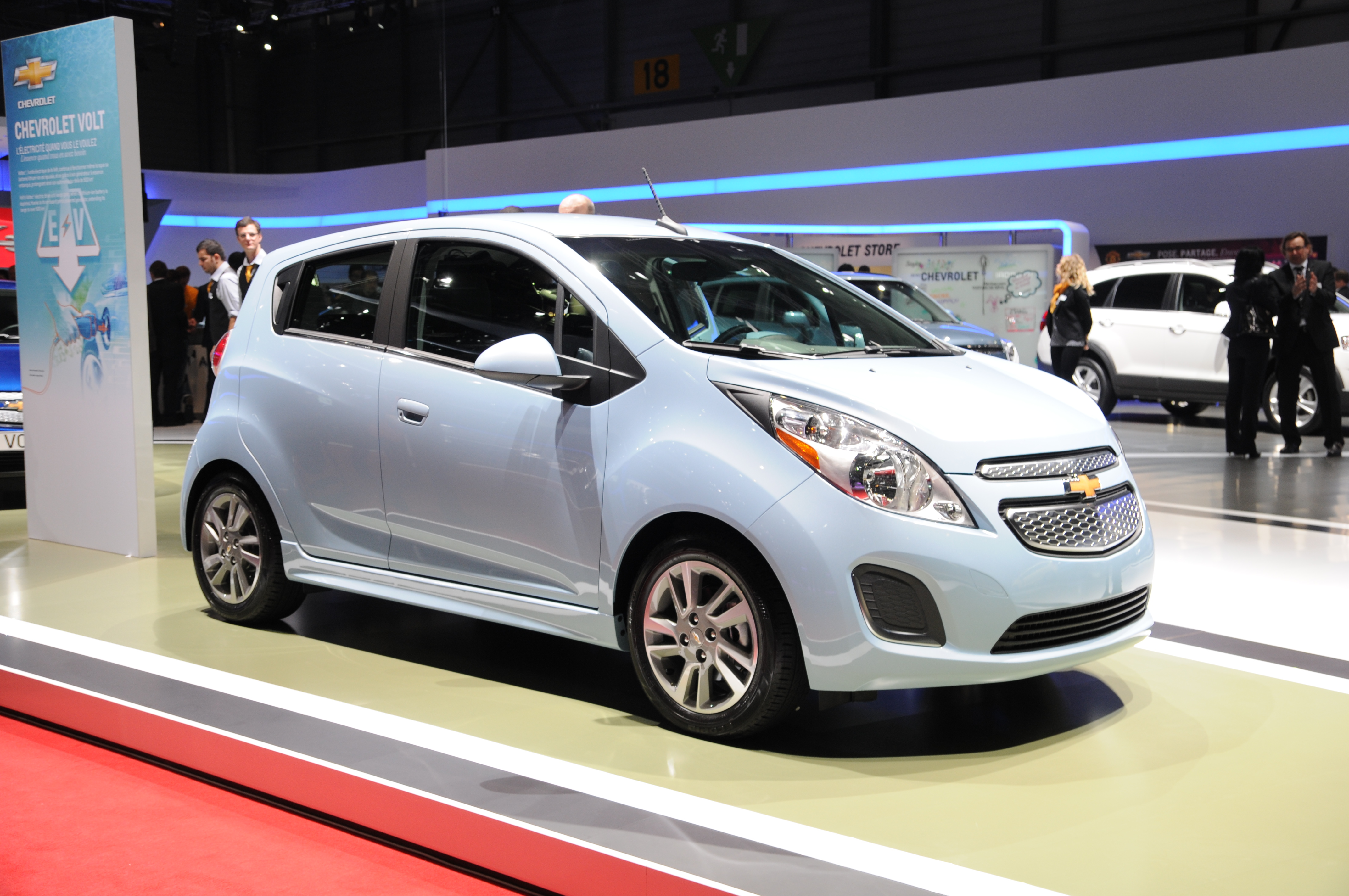

### المحركات
تضمنت مجموعة من محركي بنزين، والتي كانت لها المواصفات التالية:
| نموذج | محرك | الإزاحة       | قوة                            | عزم الدوران                                         | 0-100 كم / ساعة (0-62 ميل في الساعة) | السرعة القصوى                 | CO 2 انبعاثات | ملاحظات               |
| ----- | ---- | ------------- | ------------------------------ | --------------------------------------------------- | ------------------------------------ | ----------------------------- | ------------- | --------------------- |
| 0.8   | I3   | 796 سم مكعب   | 51 حصان (38 كيلوواط، 50 حصان)  | 69 نيوتن متر (51 رطل قدم) عند 4200 دورة في الدقيقة  | 17.0 ثانية                           | 144 كم / ساعة (89 ميل / ساعة) | 161 جرام / كم |                       |
| 1.0   | I4   | 995 سم مكعب   | 63 حصان (46 كيلو واط، 62 حصان) | 87 نيوتن متر (64 رطل قدم) عند 4300 دورة في الدقيقة  | 14.2 ثانية                           | 155 كم / ساعة (96 ميل / ساعة) | 157 جم / كم   | تم تقديمه في عام 2002 |
| 1.2   | I4   | 1,206 سم مكعب | 86 حصان (63 كيلو واط، 85 حصان) | 108 نيوتن متر (80 رطل قدم) عند 4000 دورة في الدقيقة | 13.9 ثانية                           | 160 كم / ساعة (99 ميل / ساعة) |               | الصين، من 2009        |

### نسخ الجدل
أصبحت شيري كيو كيو 3، التي كانت تعرف آنذاك باسم شيري كيو كيو، مركزاً للجدل حول حقوق النشر الصناعية والحقوق الفكرية، حيث ادعت جنرال موتورز أن السيارة كانت نسخة من دايو ماتيز. أظهر المسؤولون التنفيذيون في جنرال موتورز مدى تكرار التصميم، مشيرين على سبيل المثال إلى أن أبواب كيو كيو وأبواب سبارك قابلة للتبديل دون تعديل.
أشارت مجموعة جنرال موتورز الصينية إلى أن السيارتين «تشتركان بشكل ملحوظ في هيكل الهيكل والتصميم الخارجي والتصميم الداخلي والمكونات الرئيسية» ووصفت شركة سيارة وسائق سيارة كيو كيو بأنها «نسخة كربونية»، في حين أن انترناشيونال هيرالد تريبيون، في مقال عام 2005، أشار إليها على أنها استنساخ.
ذكرت صحيفة ديترويت نيوز أن «الخلاف يعكس الارتباك والمخاطر والطموحات في صناعة السيارات الجديدة في الصين، حيث تقاتل شركات صناعة السيارات العالمية ناشئين مشاكسين من أجل قطعة مما قد يصبح أكبر سوق للسيارات في العالم».

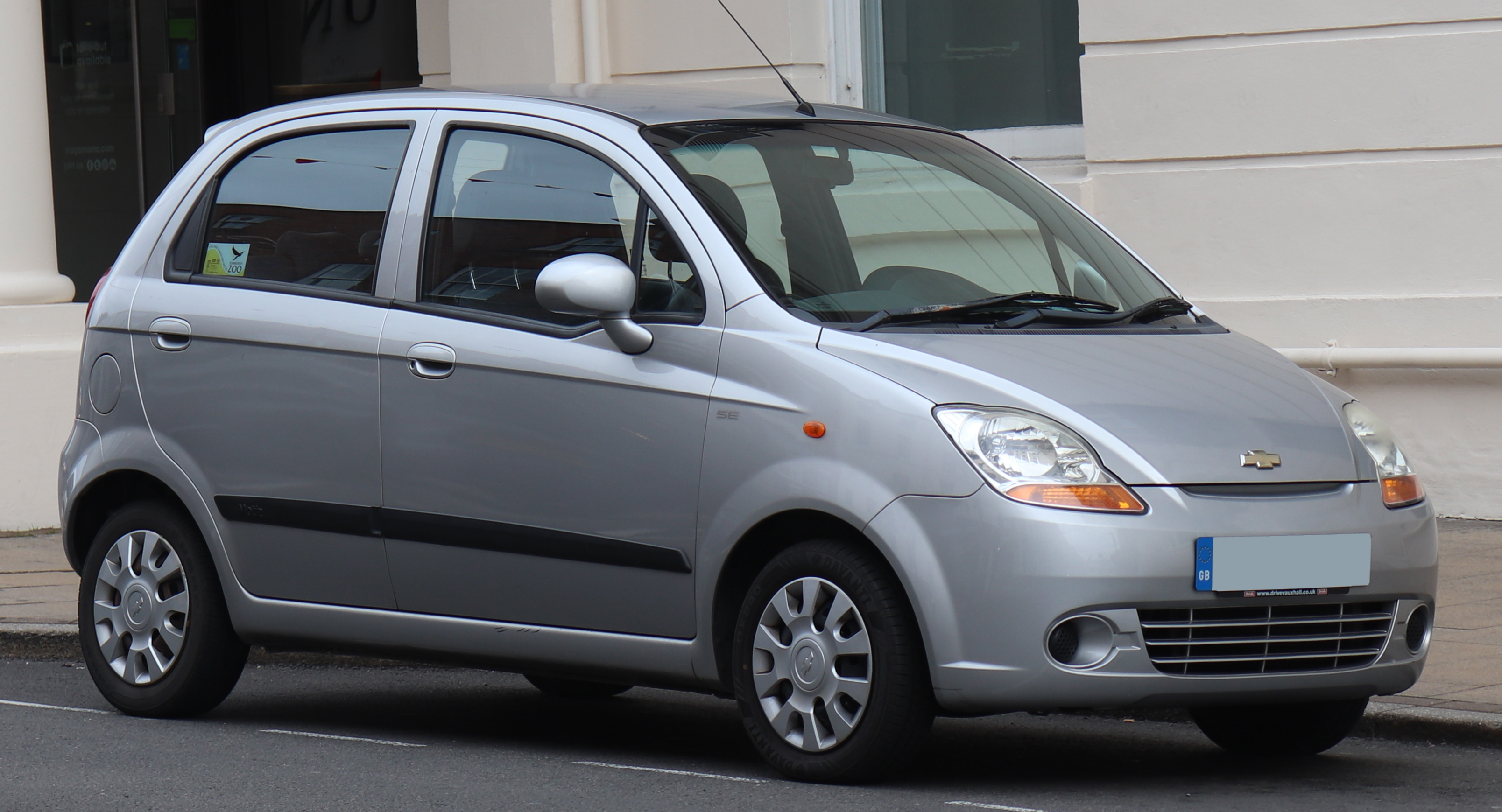

| الجيل الثاني (إم200 ، إم250) | الجيل الثاني (إم200 ، إم250) |
| ---------------------------- | --- |
| شيفروليه ماتيز (إم200)       | |
| ملخص                         | |

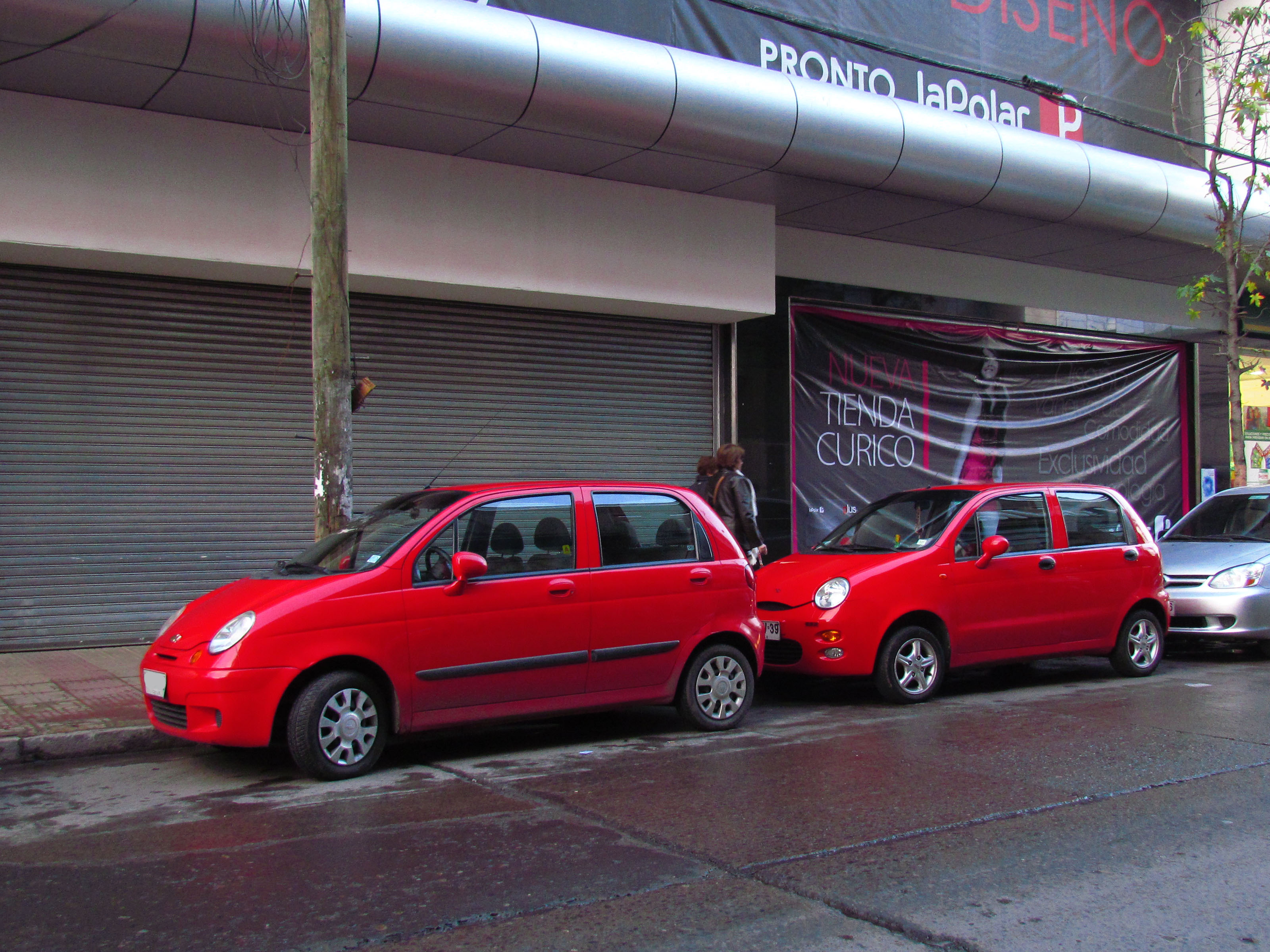
شيفروليه ماتيز / سبارك (يسار) وشيري QQ (يمين) تصميم QQ هو نسخة من ماتيز / سبارك الأصلية

| أيضا يسمى                    | - دايو ماتيز كلاسيك (كوريا الجنوبية) - شيفروليه ماتيز - ماتيز جي 2 - بونتياك ماتيز - فسو ماتيز - شيفروليه جوي (باكستان) - تاكسي شيفروليه 7:24 كرونوس - شيفروليه شيفيتاكسي (كولومبيا) |
| إنتاج                        | - 2005-2009 (كوريا الجنوبية) - 2005 إلى الوقت الحاضر (بموجب ترخيص) - 2007-2017 (الهند)                                                                                               |
| المجسم                       | - كوريا الجنوبية: تشانغوون - كولومبيا: بوغوتا (جي أم كولومبيا ) - الهند: هالول، غوجارات (جي إم الهند ) - باكستان: كراتشي (نيكزس للسيارات ) - فيتنام: هانوي (فيدامكو)                 |
| مصمم                         | جيورجيتو جيوجيارو |
| الجسم والشاسيه               | |
| نمط الجسم                    | 5 أبواب هاتشباك |
| مجموعة نقل الحركة            | |
| محرك                         | - البنزين: - 0.8 لتر S-TEC I3 - 1.0 لتر S-TEC I4 |
| توصيل                        | - دليل 5 سرعات - 4 سرعات أوتوماتيكية |
| أبعاد                        | |
| قاعدة العجلات                | 2,345 مم (92.3 بوصة) |
| طول                          | 3495 مم (137.6 بوصة) |
| عرض                          | 1495 مم (58.9 بوصة) |
| ارتفاع                       | 1500 مم (59.1 بوصة) |

## الجيل الثاني

### (إم200، إم250؛ 2005)

#### 2005
في عام 2005، تلقت ماتيز تعديلات جوهرية (إم200)، تمت معاينتها بواسطة سيارة مفهوم شيفروليه M3X التي تم عرضها في معرض باريس للسيارات 2004. تم تعديل الجزء العلوي من الجسم بشكل كبير بناءً على تصميم من إيتالديزاين جيوجيارو، وتم تحديث محركات أس تي سي وخفض معامل السحب للسيارة، مما أدى إلى تحسين الاقتصاد في استهلاك الوقود. كما تم تنقيح المقصورة الداخلية بشكل كبير، ومن السمات البارزة لهذه السيارة مجموعة العدادات المركبة في المنتصف.
تم أيضاً تعديل المنصة، مع نظام تعليق خلفي ذي شعاع ملتوي ليحل محل محور العارضة ثلاثي الوصلات السابق، والتعليق الأمامي الذي يستخدم أذرع التحكم السفلية بدلاً من الضغط والتلفيق.

#### 2008
في عام 2008، تمت مراجعة محرك 800س.س لينخفض إلى ما دون مستوى 120g، وبالتالي أصبح مؤهلاً لنطاق ضريبة الطرق البالغ 35 جنيهاً إسترلينياً في المملكة المتحدة ولا توجد رسوم ازدحام في لندن.
تم بيعها في أوروبا تحت أسماء شيفروليه ماتيز وشيفروليه سبارك.

#### إيطاليا
في إيطاليا، كان هناك إصدار غاز نفطي مسال يسمى شيفروليه ماتيز إيكو لوجيك.
تم بناء ماتيز إيكو لوجيك من عام 2007 إلى عام 2010 في أكثر من 60.000 سيارة بواسطة BRC معدات الغاز في شيروسكيون، كونيو (إيطاليا).

#### كوريا الجنوبية
في كوريا الجنوبية، حيث تم بيعها فقط بمحرك 800 سم مكعب وبعد إدخال ماتيز  إم300 (ماتيز كريتيف) تمت إعادة تسمية  إم200 ماتيز إلى ماتيز كلاسيك.
تم بيعه في أكثر من 2.3 مليون وحدة في جميع أنحاء العالم خلال السنوات العشر الأولى من الإنتاج.
اعتباراً من عام 2011، أنتجت فيدامكو (VIDAMCO) الفيتنامية ماتيز إم200 مثل شيفروليه سبارك لايت في شكل مفكك كامل في منشأة إنتاج هانوي.

#### الهند
في الهند، أنتجت الشركة المصنعة المحلية جي إم الهندية نسختين خاصتين من هذا الجيل: شيفروليه سبارك غاز نفطي مسال، وهي نسخة مجهزة بمجموعة غاز نفطي مسال متسلسلة من نوع الحقن، تم الكشف عنها في يوم البيئة العالمي في نيودلهي، وعرضت شيفروليه سبارك موزيك  في عام 2009.

### الأمان
نتائج اختبار برنامج تقييم السيارات الأوروبية الجديدة لسيارة هاتشباك ذات 5 أبواب على تسجيل 2005:
| اختبار          | نتيجة       | نقاط     |
| شاملة:          | غير متاح    | غير متاح |
| راكب بالغ:      | 3 من 6 نجوم | 17       |
| راكب طفل:       | 3 من 5 نجوم | 30       |
| مشاة:           | 2 من 4 نجزم | 13       |
| مساعدة السلامة: | غير متاح    | غير متاح |

### المحركات
| نموذج | محرك | الإزاحة     | قوة                           | عزم الدوران                                        | 0-100 كم / ساعة (0-62 ميل في الساعة) | السرعة القصوى                 | CO 2 انبعاثات |
| ----- | ---- | ----------- | ----------------------------- | -------------------------------------------------- | ------------------------------------ | ----------------------------- | ------------- |
| 0.8   | I3   | 796 سم مكعب | 52 حصان (38 كيلوواط، 51 حصان) | 72 نيوتن متر (53 رطل قدم) عند 4400 دورة في الدقيقة | 18.2 ثانية                           | 145 كم / ساعة (90 ميل / ساعة) | 123 جم / كم   |
| 1.0   | I4   | 995 سم مكعب | 66 حصان (49 كيلوواط، 65 حصان) | 91 نيوتن متر (67 رطل قدم) عند 4200 دورة في الدقيقة | 14.1 ثانية                           | 156 كم / ساعة (97 ميل / ساعة) | 133 جرام / كم |

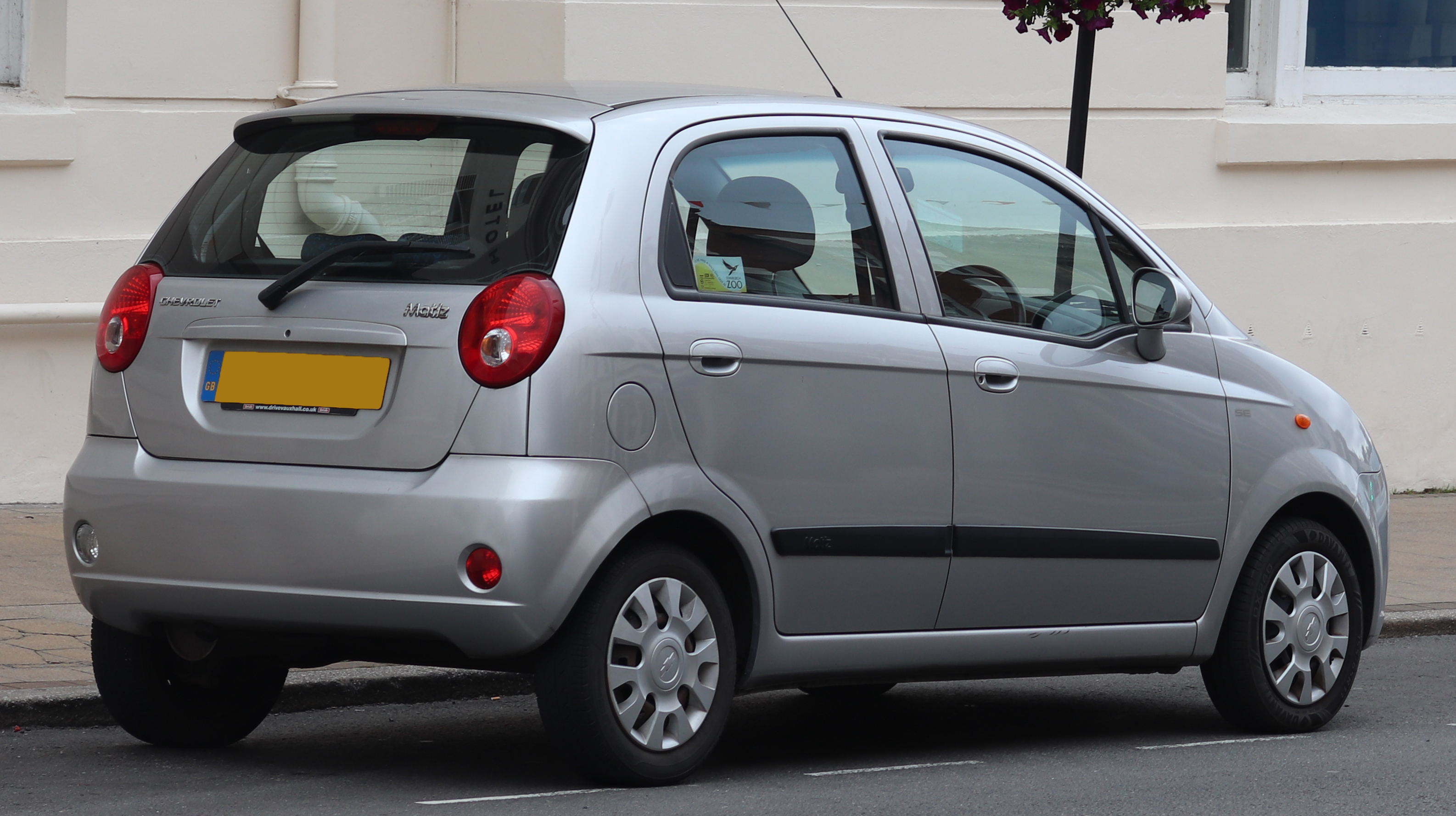
شيفروليه ماتيز (أم200 المملكة المتحدة)
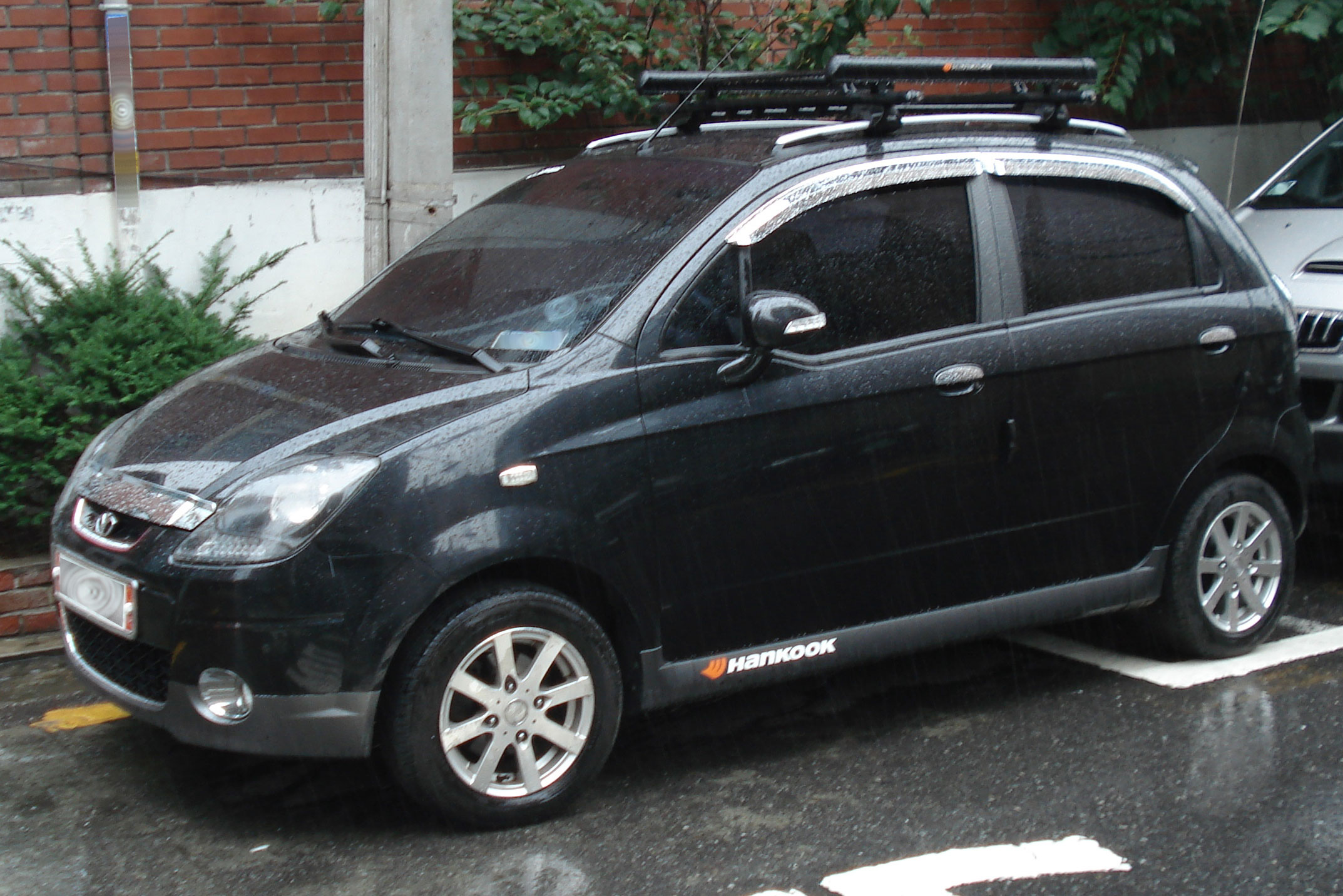
دايو ماتيز أم250 2010
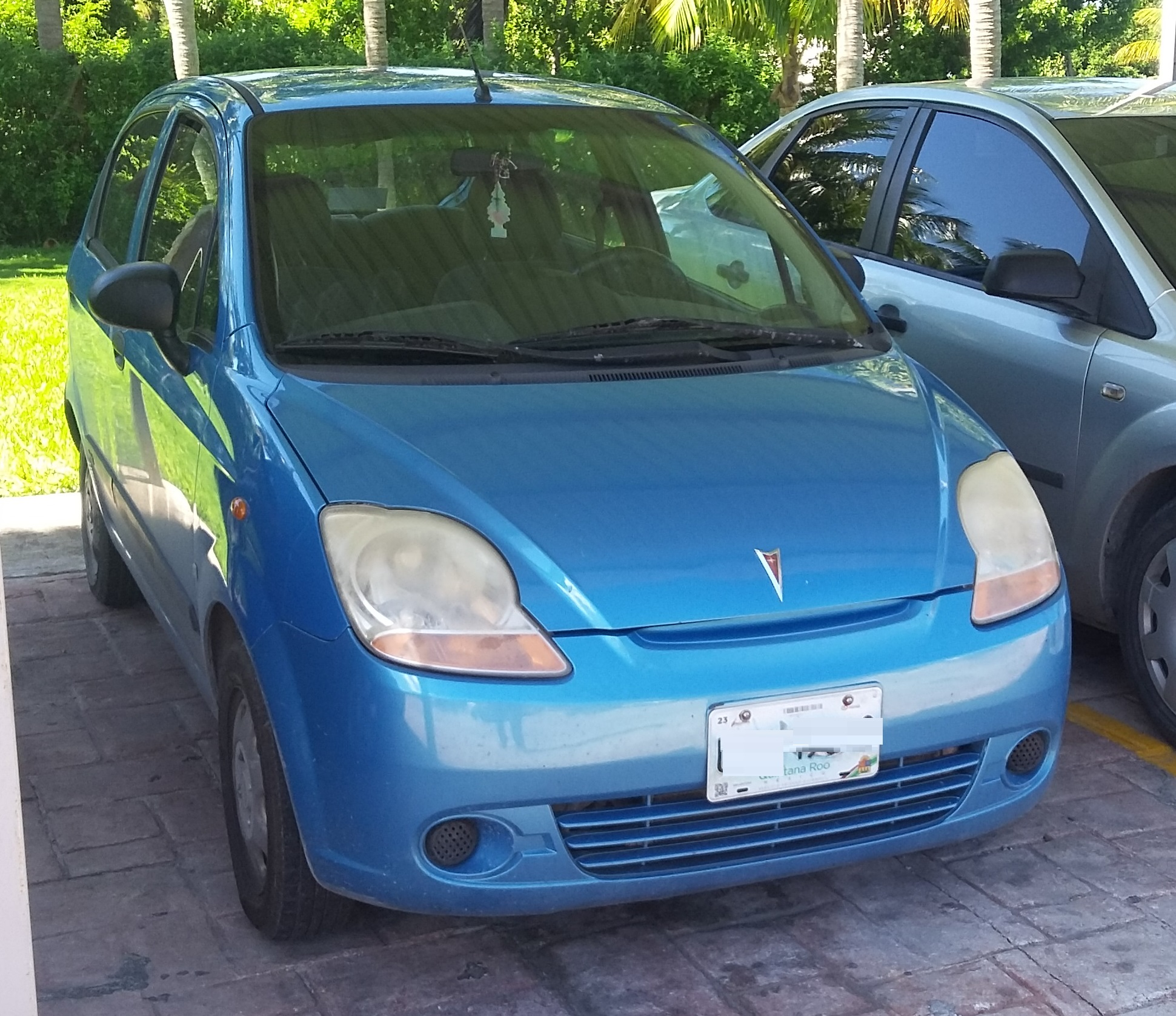
بونتياك جي 2 ماتيز
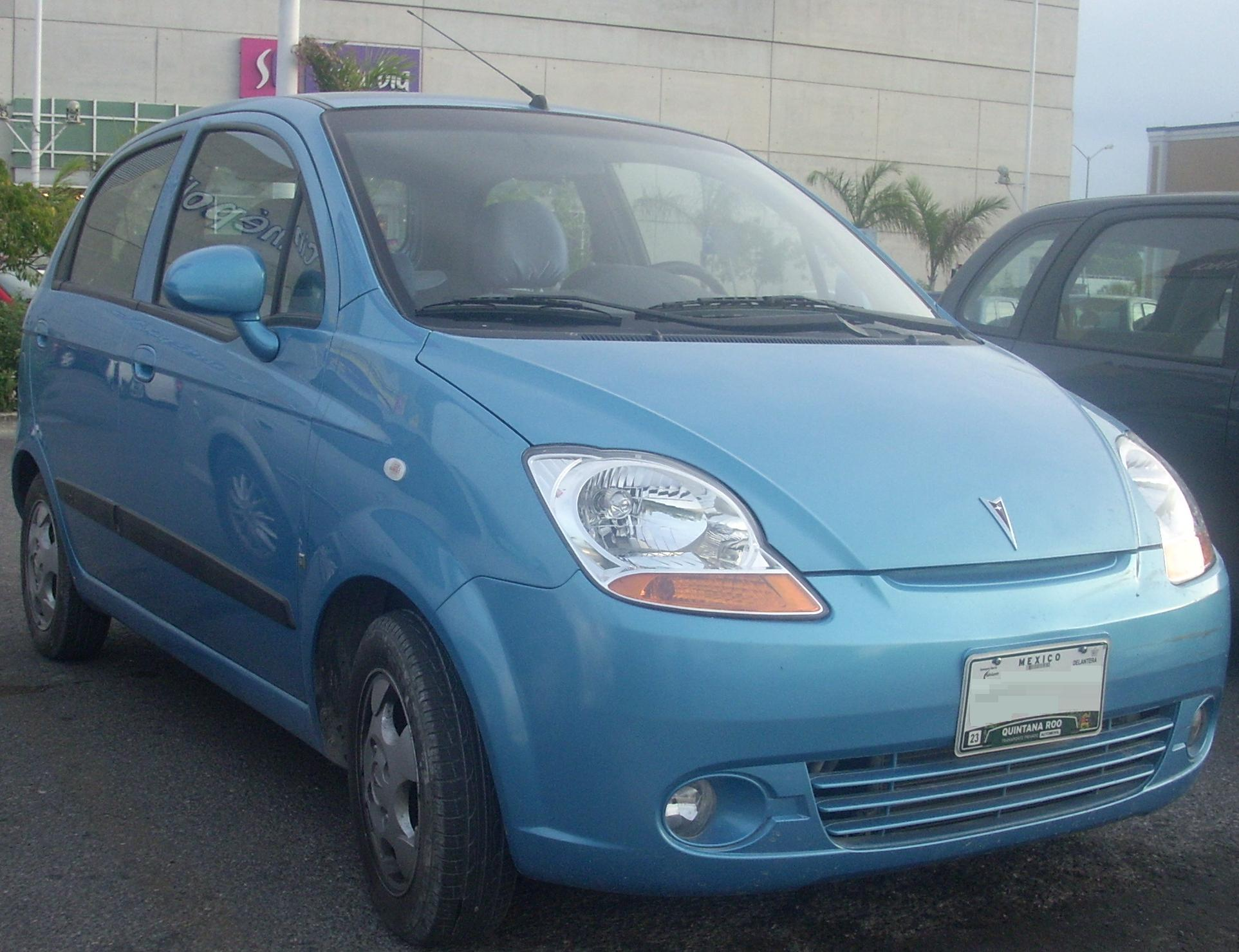
ماتيز بونتيك جي 2
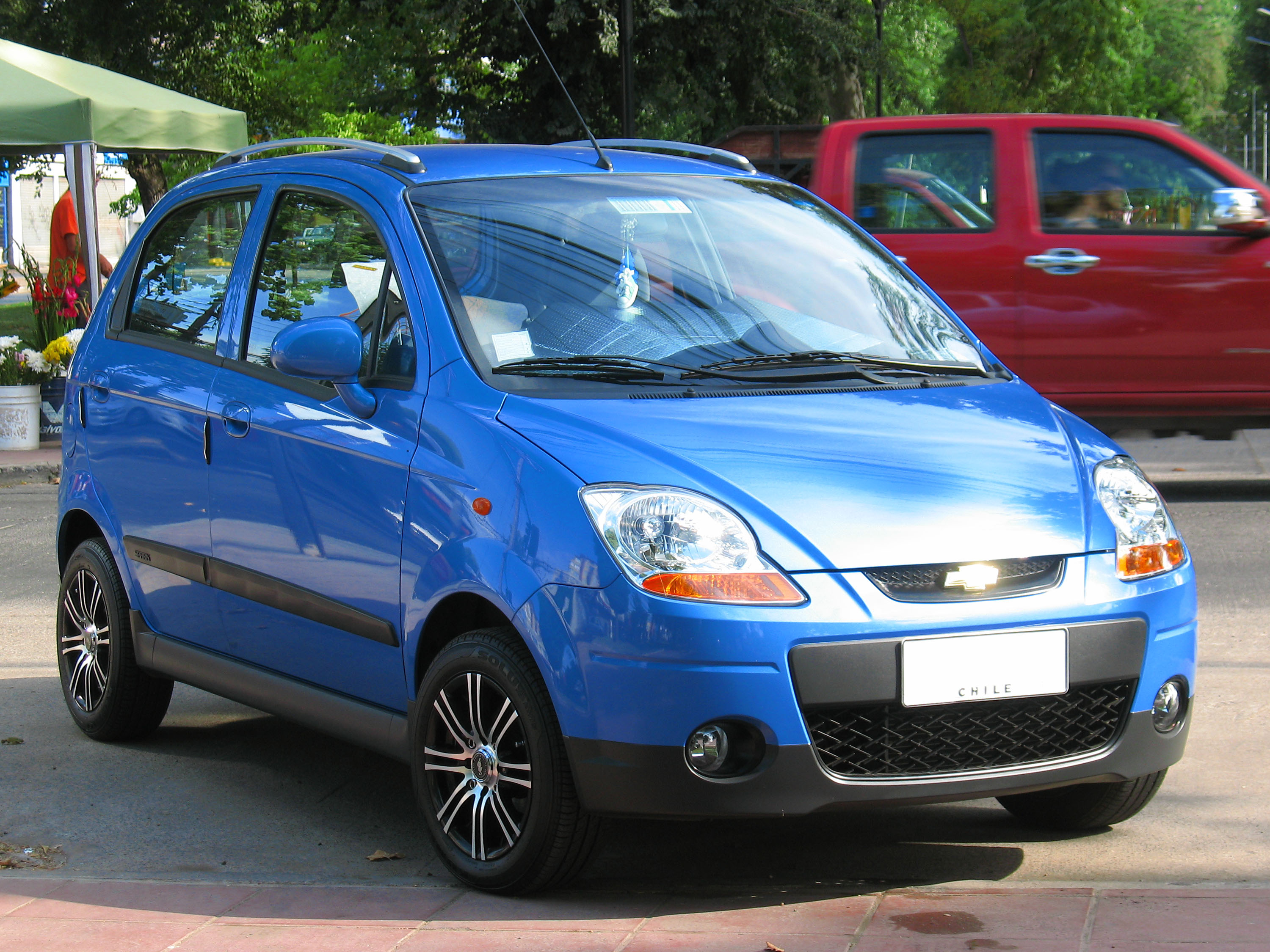
2013 شيفروليه سبارك لايت (أم250 تشيلي)

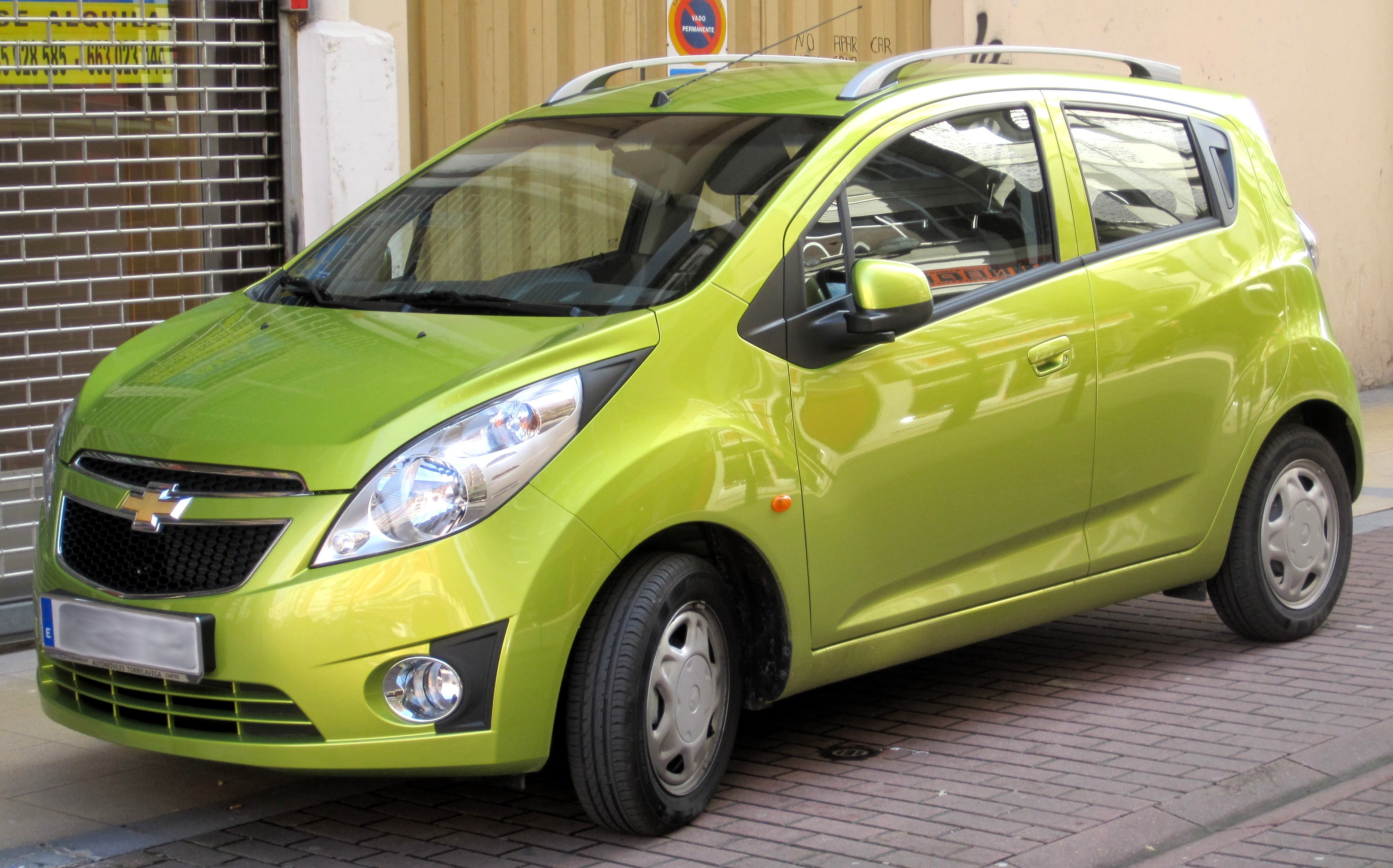

| الجيل الثالث (إم300) | الجيل الثالث (إم300) |
| ملخص                 | ملخص |
| -------------------- | --- |
| أيضا يسمى            | - دايو ماتيز (كوريا الجنوبية ، 2009-2011) - شيفروليه بيت (الهند ، أمريكا اللاتينية) - شيفروليه سبارك جي تي (أمريكا اللاتينية) - هولدن بارينا سبارك (أستراليا) - رافون آر 2 (بلدان رابطة الدول المستقلة وأوكرانيا) |
| إنتاج                | - 2009-2015 (كوريا الجنوبية) - 2010-2020 (الهند) - 2010 إلى الوقت الحاضر (كولومبيا) |
| سنوات النموذج        | 2013-2015 (أمريكا الشمالية) |
| المجسم               | - كوريا الجنوبية: تشانغوون ( جي أم كوريا) - الهند: (جي أم الهند ) - كولومبيا: بوغوتا (جي أم كولومبيا ) - أوزبكستان: أساكا (أوزبكستان جي أم ) - فيتنام: هانوي (جي أم فيتنام )                                      |
| مصمم                 | تايوان كيم |
| الجسم والشاسيه       | |
| نمط الجسم            | - سيدان 4 أبواب - 5 أبواب هاتشباك |
| منصة                 | المركبات الصغيرة العالمية |
| مجموعة نقل الحركة    | |
| محرك                 | - البنزين: - 995 سم مكعب S-TEC II I4 - 1,199 سم مكعب سمارت تتش II I4 - 1,206 سم مكعب S-TEC II I4 - 1,249 سم مكعب LL0 I4 - ديزل: - 936 سم مكعب XSDE I3                                                             |
| أبعاد                | |
| قاعدة العجلات        | 2,375 مم (93.5 بوصة) |
| طول                  | - 3640-3675 ملم (143.3-144.7 بوصة) - 3,995 مم (157.3 بوصة) (نتشباك) |
| عرض                  | 1,597 مم (62.9 بوصة) |
| ارتفاع               | 1,549-1,551 ملم (61.0-61.1 بوصة) |
| كبح الوزن            | 1,070 - 1,090 كجم (2,350 - 2,400 رطل) |

## الجيل الثالث

### (إم300؛ 2009)
تم إطلاق ماتيز المعاد تصميمها (التي تحمل الاسم الرمزي إم300) في عام 2009 وهي تعتمد على سيارة شيفروليه بيت الاختبارية لعام 2007. على الرغم من بيعه عالمياً باسم شيفروليه سبارك، إلا أن هذا الطراز في الهند يحتفظ باسم بيت Beat من السيارة التجريبية، حيث يستمر بيع الجيل الثاني من سبارك في هذا السوق. في بعض أسواق أمريكا اللاتينية، تم استخدام اسم بيت Beat أيضاً، بينما تلقته تشيلي وكولومبيا والإكوادور والمكسيك وبيرو باسم جي تي سبارك. قبل التخلص من علامة دايو التجارية في كوريا الجنوبية عام 2011، تم تسويق الجيل الثالث من سبارك باسم دايو ماتيز الإبداعية. كانت هذه العلامة التجارية أقل نجاحاً من الموديلات السابقة.

### مفهوم شيفروليه بيت
تم الكشف عن سيارة شيفروليه بيت Beat في معرض نيويورك الدولي للسيارات 2007 إلى جانب سيارتين اختباريتين أخريين، تراكس وجروف. البيت The Beat هو محرك أمامي، مفهوم هاتشباك بثلاثة أبواب، مشتق من دايو كالوس. تم بناؤه في الهند، وصممه جي إم دايو في كوريا الجنوبية. يتم تشغيله بواسطة محرك بنزين بشاحن توربيني سعة 1.2 لتر مقترن بناقل حركة أوتوماتيكي.
ظهر هذا الإصدار في فيلم مايكل باي المتحولون: الانتقام من الذين سقطوا كالزلاقات جنبا إلى جنب مع جي إم تراكس دفع رباعي صغير
يتميز مفهوم بيت Beat بدهان خارجي باللون الأخضر فيرتيغو مع نفس اللون الذي يتم نقله إلى أجزاء من الداخل. ملفها الجانبي مرتفع في الخلف ويتناقص بشكل متساوٍ إلى مقدمة الشبكة. المصابيح الأمامية التي يبدو أنها تمتد على طول الطريق من قاعدة الشبكة إلى قاعدة الزجاج الأمامي هي من نوع إل إي دي. عجلات 17 بوصة كبيرة الحجم تخفي بالكاد الطلاء الأخضر المطابق لمكابح القرص. المصابيح الخلفية المزدوجة التي تمتد لأعلى حتى المصابيح الخلفية هي أيضاً مصابيح إل إي دي.
في أوائل عام 2007، أجرت جنرال موتورز استطلاعاً لاختبار الشعبية النسبية لمفاهيم بيت وتراكس وغروف على موقع شفروليه، مع حصول بيت Beat على ما يقرب من 50٪ من الأصوات، الأمر الذي حدد في النهاية دخول السيارة إلى مرحلة الإنتاج.

عرضت جنرال موتورز نسخة أولية من وودي لسيارة شيفروليه سبارك القادمة في معرض باريس للسيارات 2010.

مفهوم شيفروليه بيت
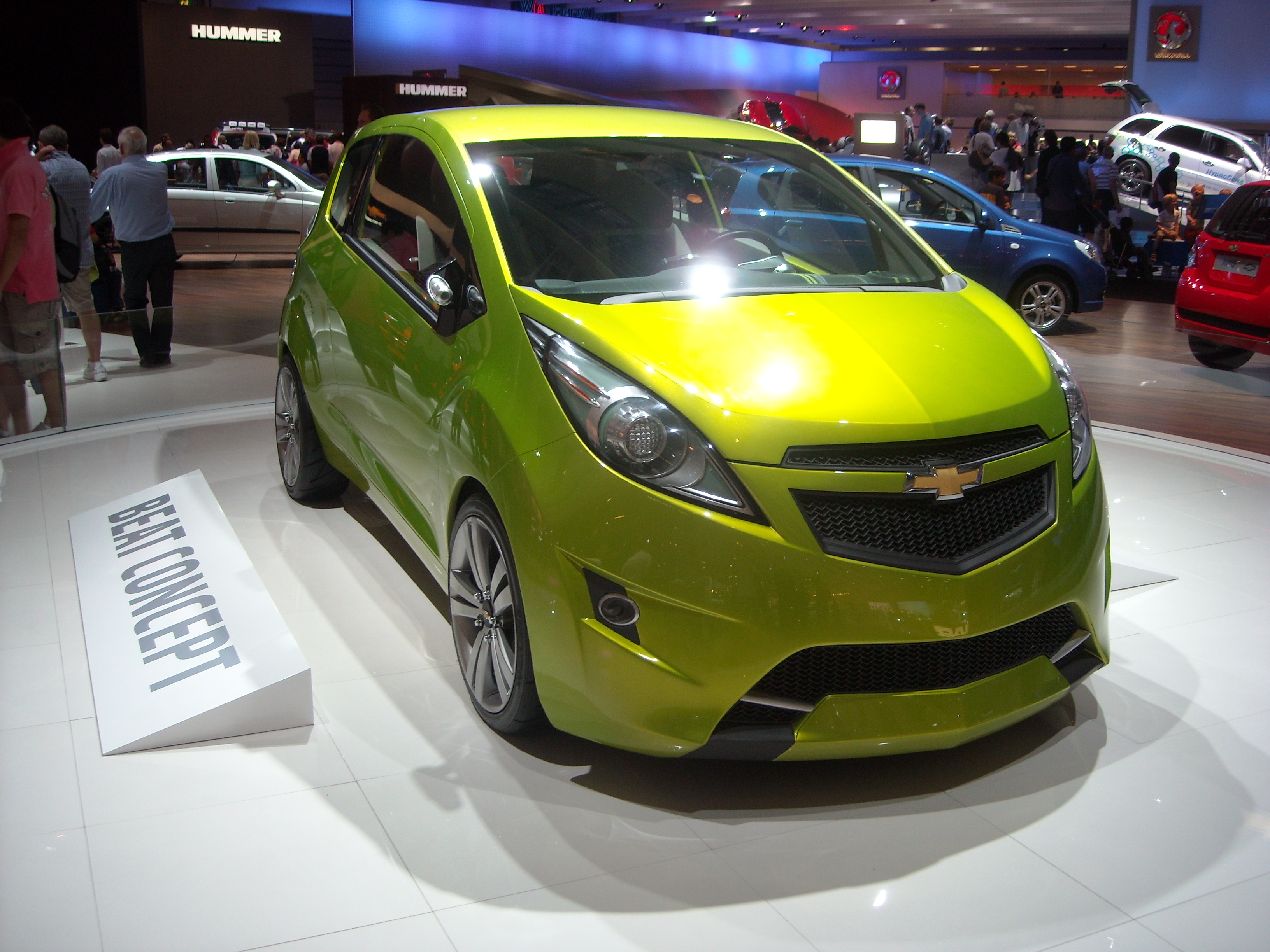
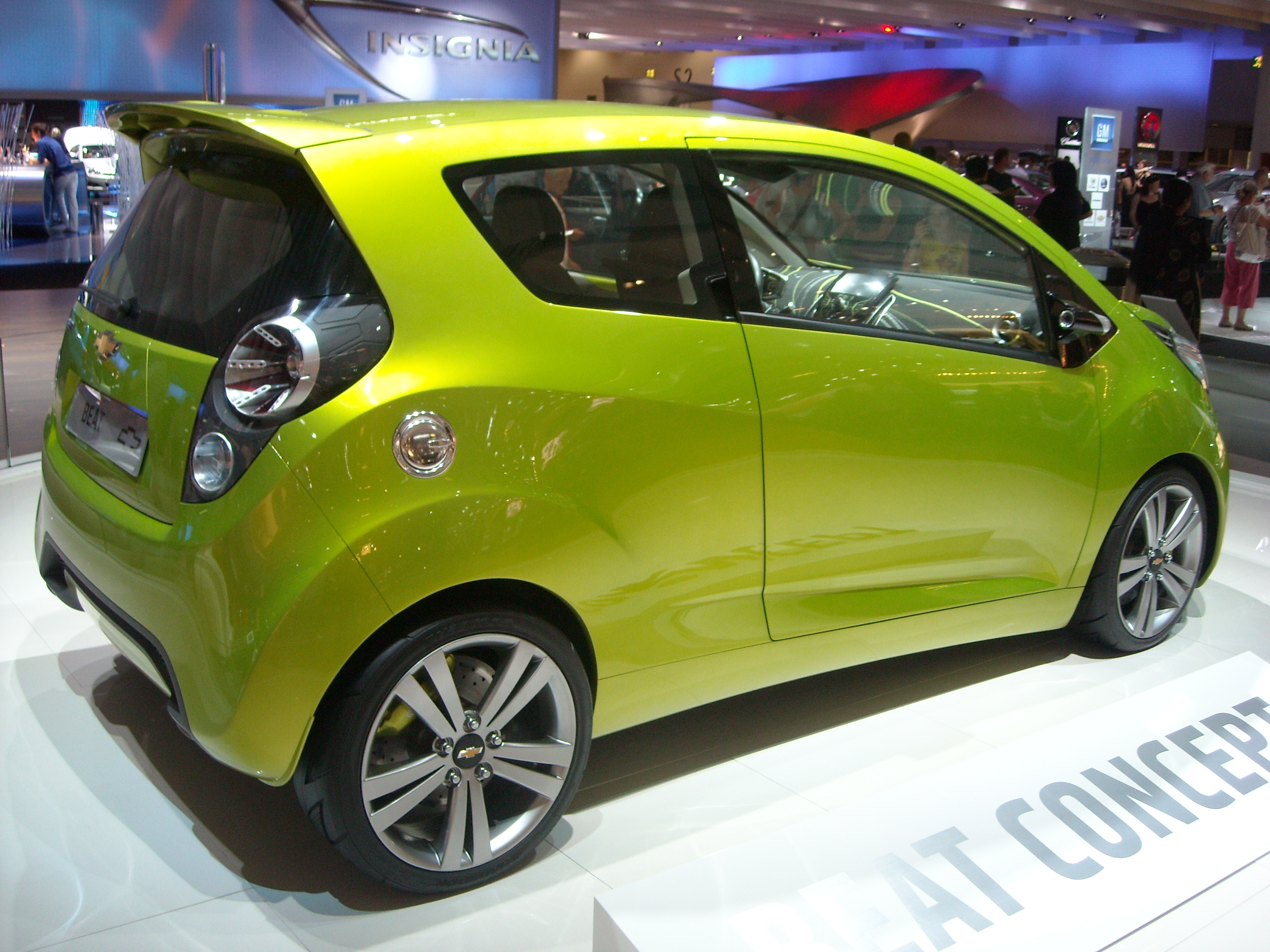
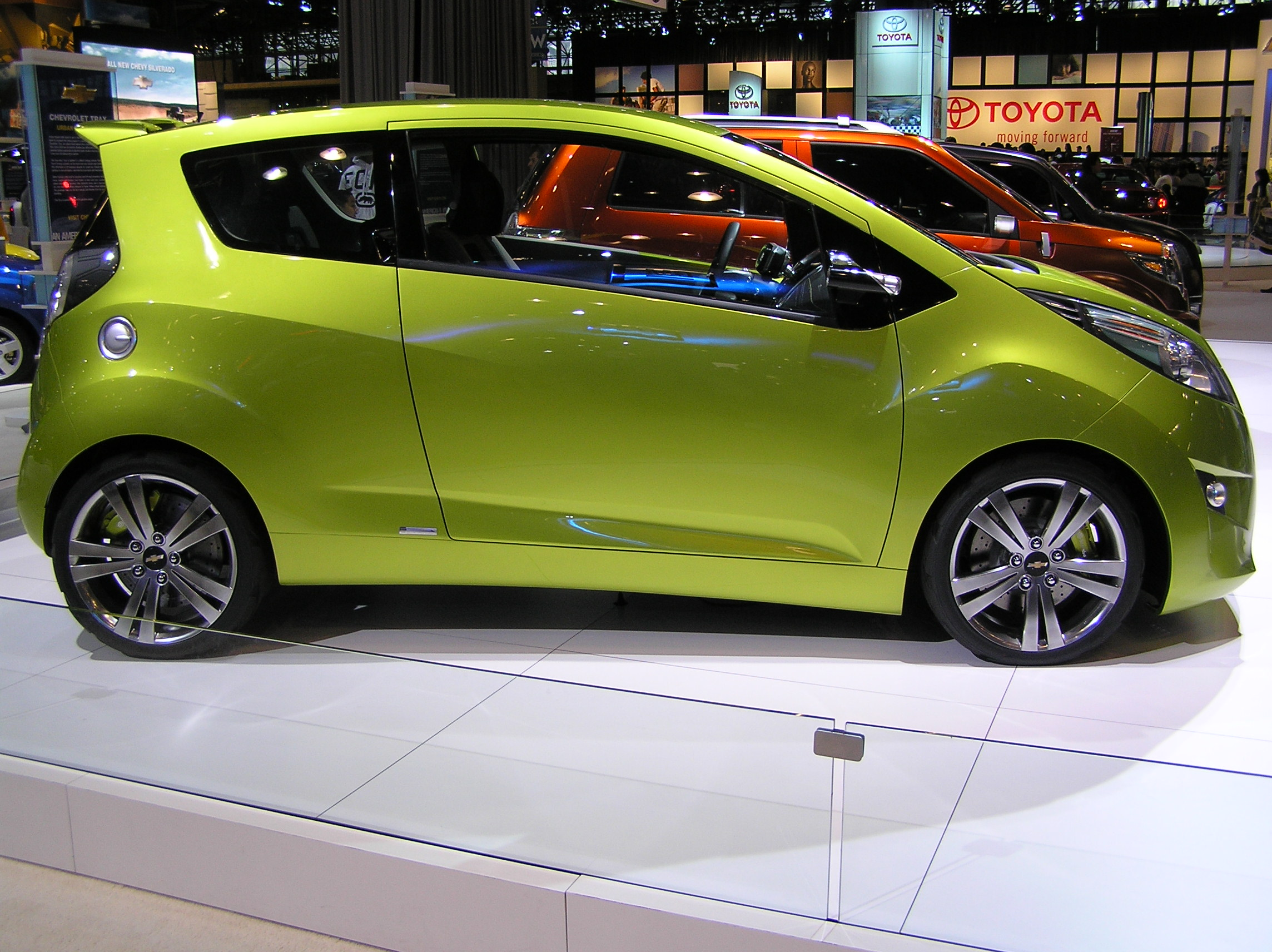

### الإنتاج
قدمت جنرال موتورز نسخة ما قبل الإنتاج من سيارة شيفروليه بيت تحمل لوحة شيفروليه سبارك في معرض أمريكا الشمالية الدولي للسيارات 2009. تم الإعلان عن نسخة الإنتاج في معرض أمريكا الشمالية الدولي للسيارات لعام 2009، ولكن تم عرض مفهوم بيت Beat فقط في ذلك الوقت. تم الكشف عن إنتاج شيفروليه سبارك في معرض جنيف للسيارات 2009.  أصبحت متوفرة في أوروبا في الربع الأول من عام 2010، تليها أسواق أخرى في جميع أنحاء العالم، مع بدء مبيعات الولايات المتحدة في أوائل عام 2012 لعام 2013. بدأ الإنتاج التجاري لسيارة شيفروليه بيت Beat ذات الخمسة أبواب اعتباراً من 15 ديسمبر 2009، في هالول، غوجارات، الهند. تم إطلاقه في الهند في 5 يناير 2010، خلال معرض السيارات في نيودلهي.
تم الكشف عن نسخة جي إم دايو ماتيز في معرض سيول للسيارات 2009. تم الكشف عن نسخة هولدن، المسماة بارينا سبارك، في معرض السيارات الدولي الأسترالي 2010 في سيدني في أكتوبر. تم إيقافه في فبراير 2018.
مع إم 300، تم استبدال منصة سوزوكي الأصلية بمنصة جي إم العالمية للمركبات الصغيرة، التي طورها مهندسو جي إم دايو.
في أمريكا الشمالية، تم تسليم سبارك لأول مرة إلى وكلاء جنرال موتورز في المكسيك لعام 2012، لكنها لم تحل محل شيفروليه ماتيز (بونتياك جي 2 ماتيز سابقاً)، والتي تم بيعها حتى عام 2014. نسخة الولايات المتحدة من شيفروليه سبارك 2013 ذهبت  في الإنتاج في 16 أبريل 2012، ووصل إلى الوكلاء في أغسطس 2012. بالنسبة لعام 2014 في أمريكا الشمالية، ناقل الحركة الأوتوماتيكي هو جاتكو M4M-CVT7  ناقل حركة متغير باستمرار وتم تخفيض نسبة القيادة النهائية إلى 3.75. يوفر ناقل الحركة المتغير مسافات وقود أفضل بشكل إجمالي من ناقل الحركة الأوتوماتيكي ذي الأربع سرعات السابقة، ويؤدي تغيير نسبة القيادة النهائية من 4.145 سابقاً  إلى تقليل ضوضاء المحرك وزيادة الاقتصاد في استهلاك الوقود على الطريق السريع مع زيادة الضوضاء وتقليل المسافة المقطوعة بالوقود في المدينة. علقت مصادر الصناعة على مشكلات الموثوقية المستمرة مع عمليات نقل جاتكو.

كانت سبارك 2013 هي أسرع السيارات مبيعاً في الولايات المتحدة لشهر يوليو 2012، بعد 6 أيام فقط من وصولهم إلى التجار إلى وقت بيعهم.

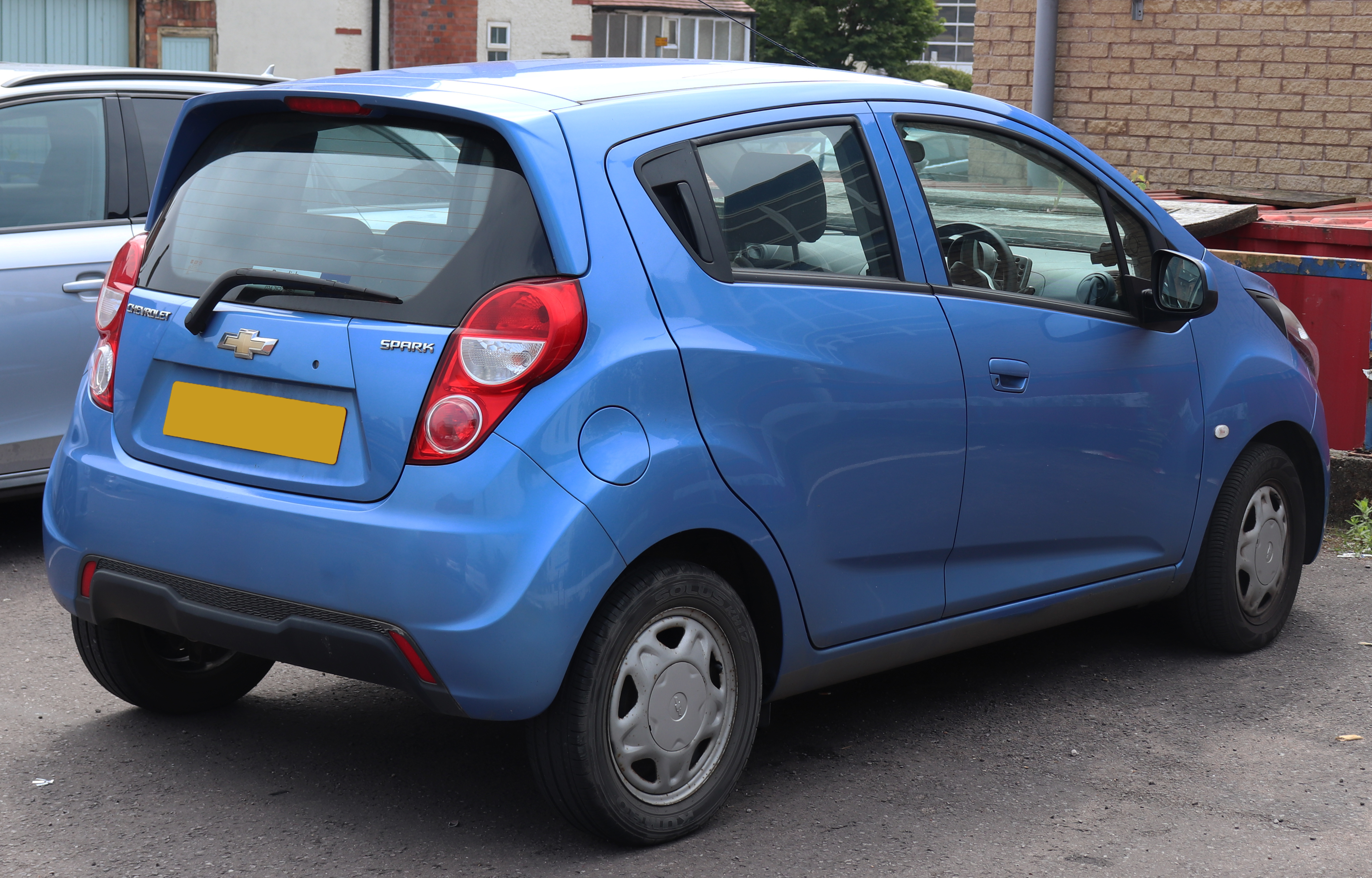
2013 شيفروليه سبارك (المملكة المتحدة ، ما قبل تجميل)
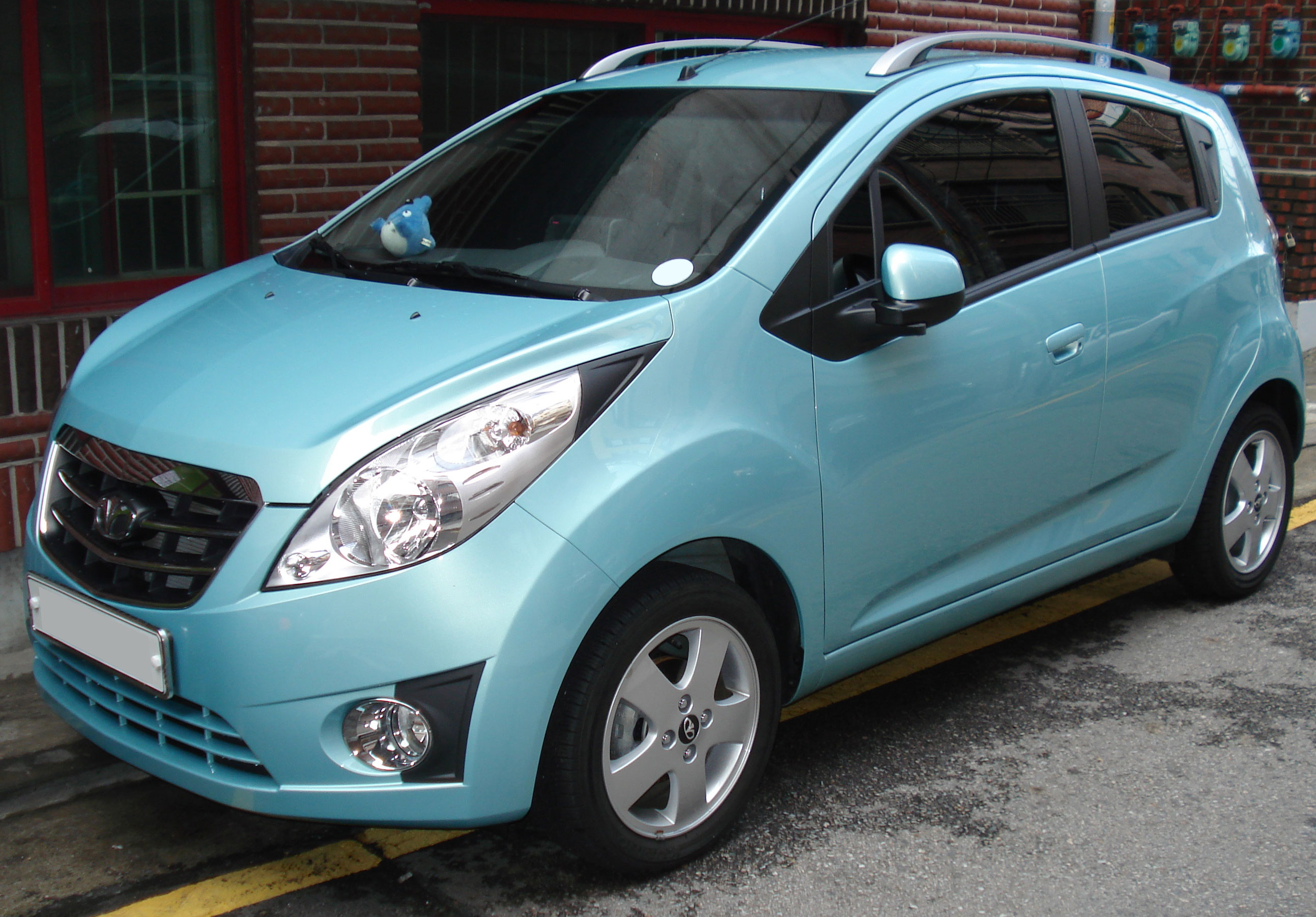
دايو ماتيز (كوريا الجنوبية)
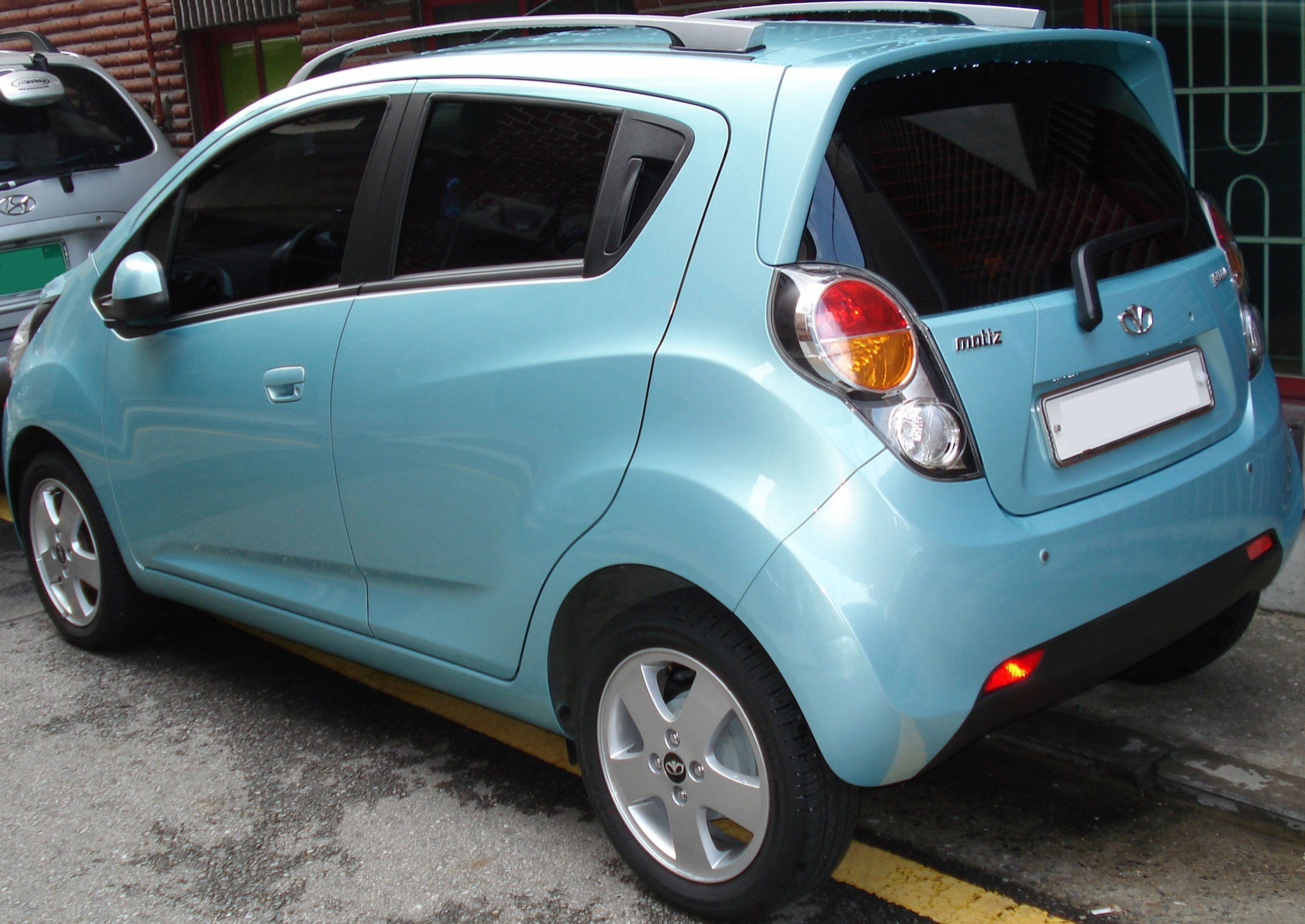
دايو ماتيز (كوريا الجنوبية)
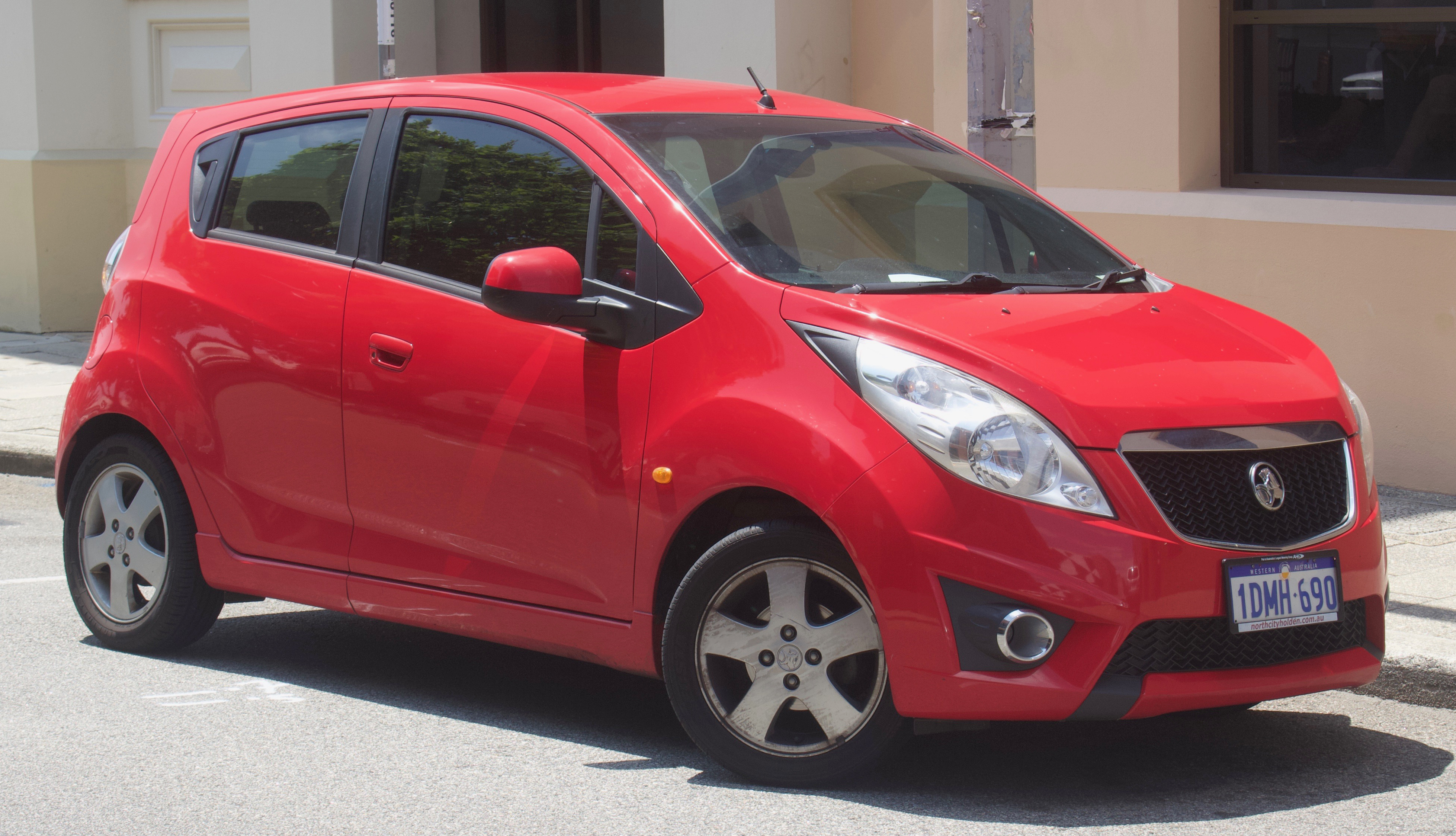
هولدن بارينا سبارك CDX (أستراليا ما قبل شد الوجه)
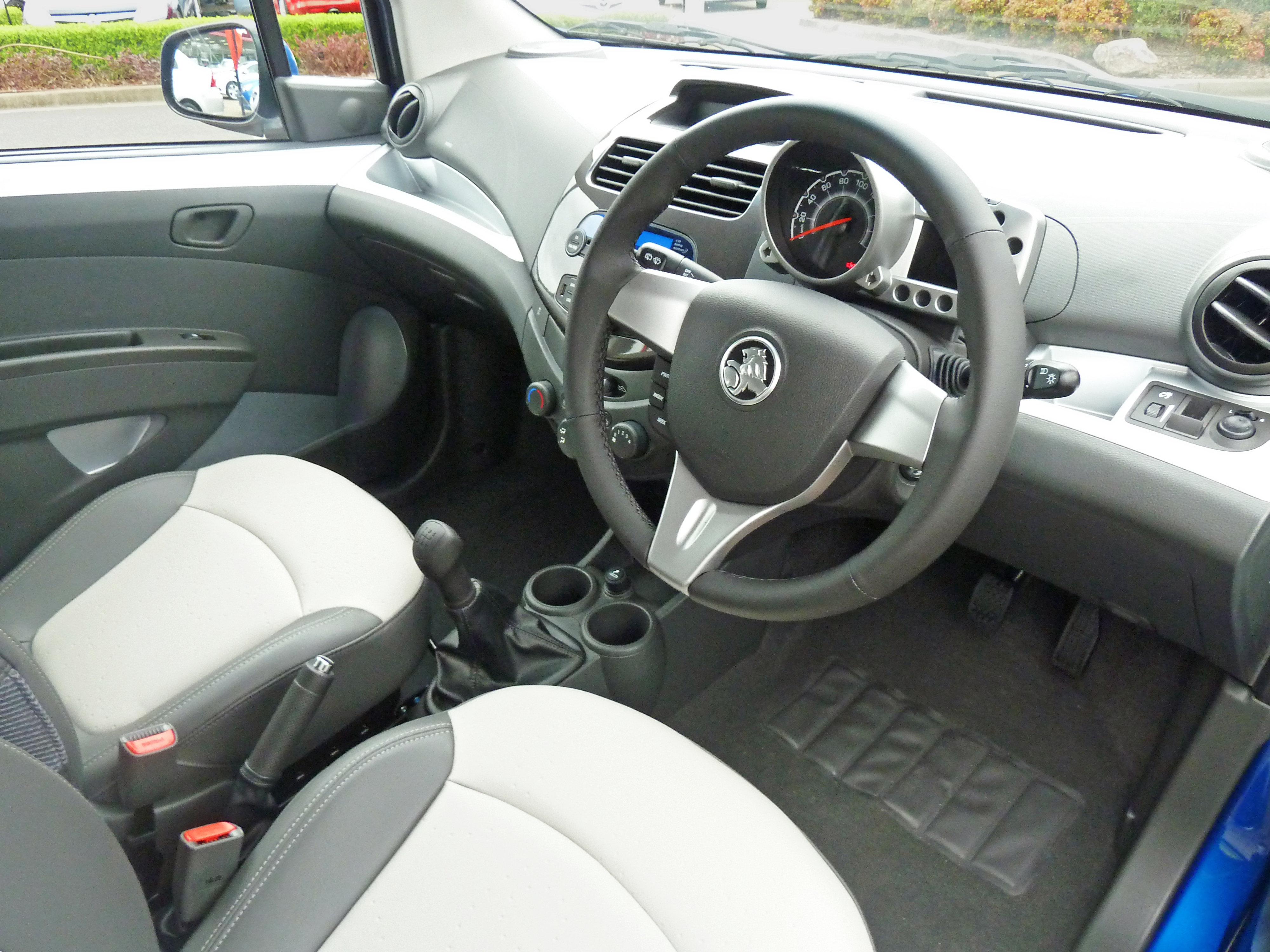
هولدن بارينا سبارك CDX (أستراليا من الداخل)
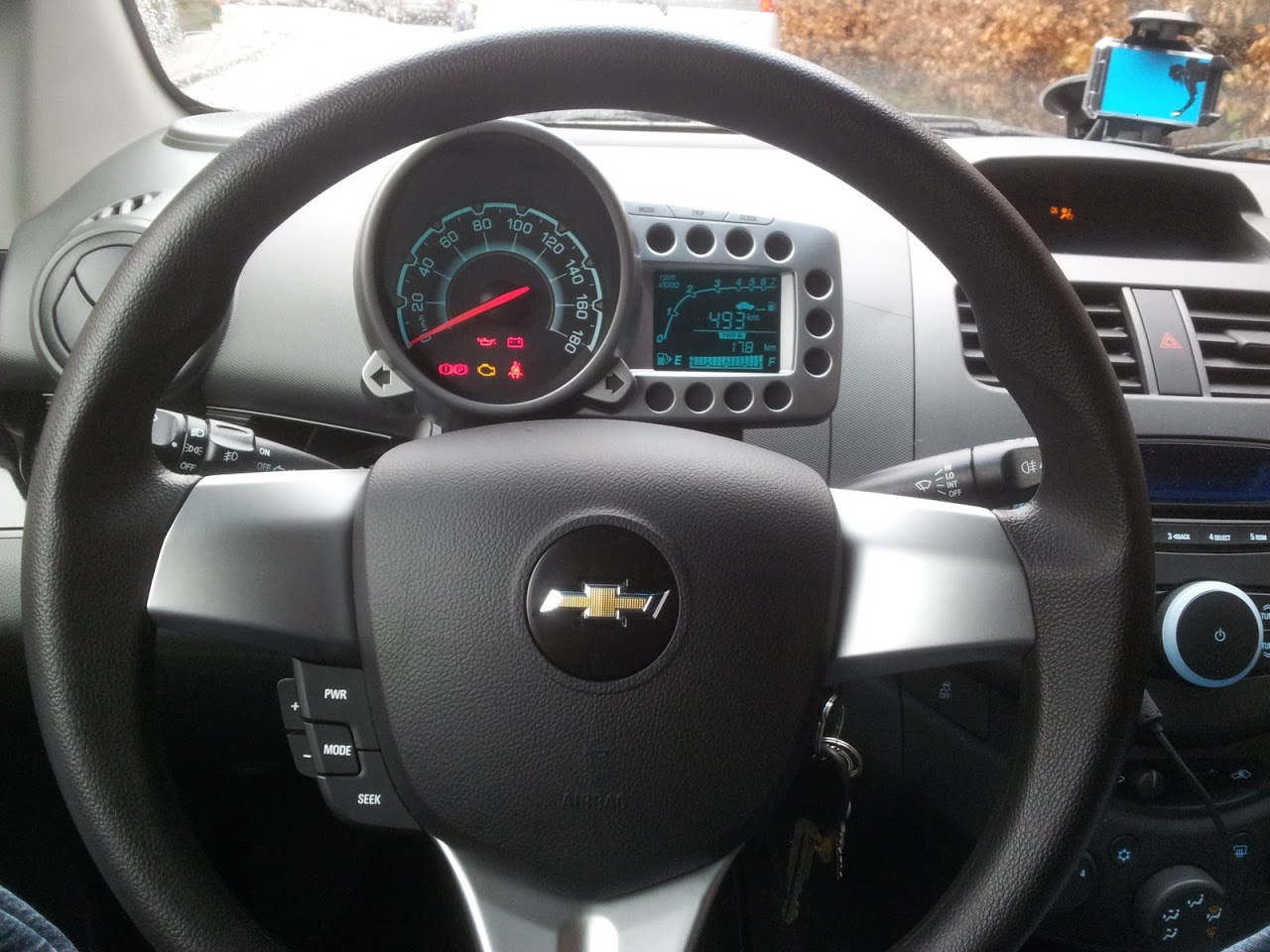
سبارك ال أس (عداد السرعة)
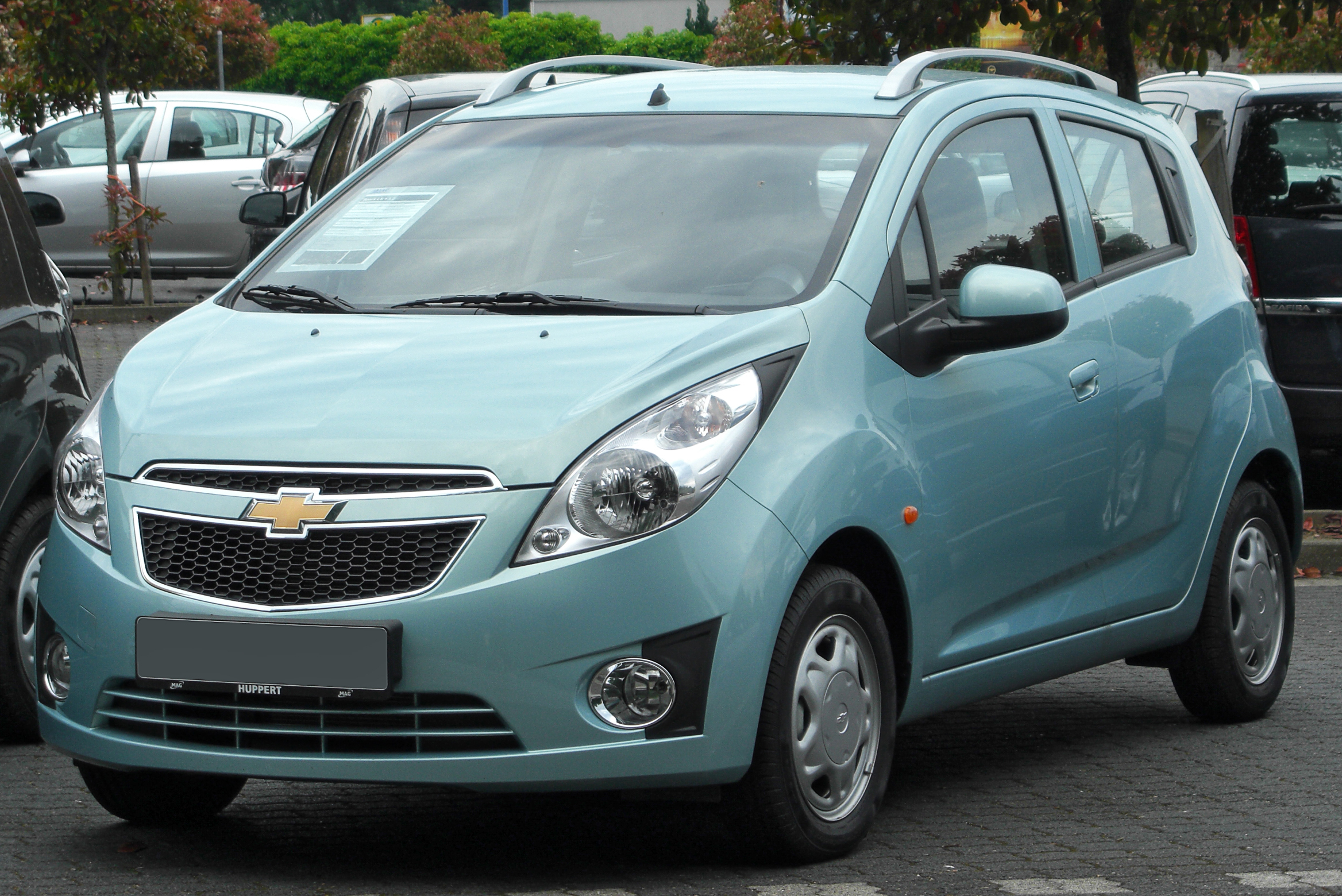
دايو سبارك 2010
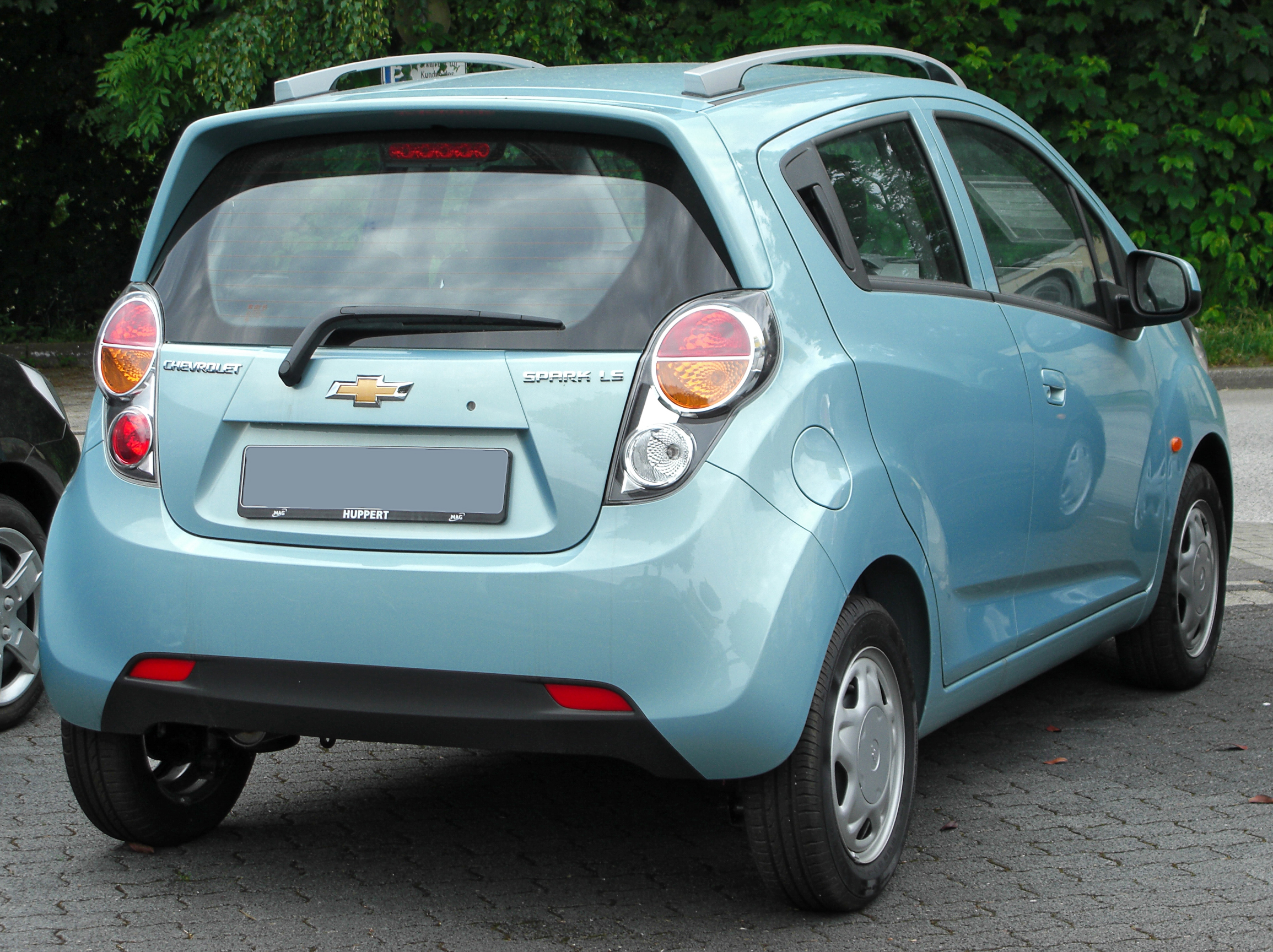
دايو سبارك 2010

### شد الواجهة
تم الكشف عن أول عملية تجميل في معرض باريس للسيارات 2012. تتميز عملية شد الواجهة بشبكة ثنائية المنافذ أعيد تصميمها ومصد أمامي بالإضافة إلى أغطية المصابيح الأمامية المعاد تصميمها ومصابيح الضباب. نموذج أمريكا الشمالية، الذي تم إطلاقه لعام 2013، يستخدم التصميم المحسن. تم إطلاق أول نموذج شد الواجهة في الهند في فبراير 2014. احتفظت هولدن بارينا سبارك المحسّنة بالمصد الأمامي الحالي، مع إعادة تصميم شبكتها الأمامية.

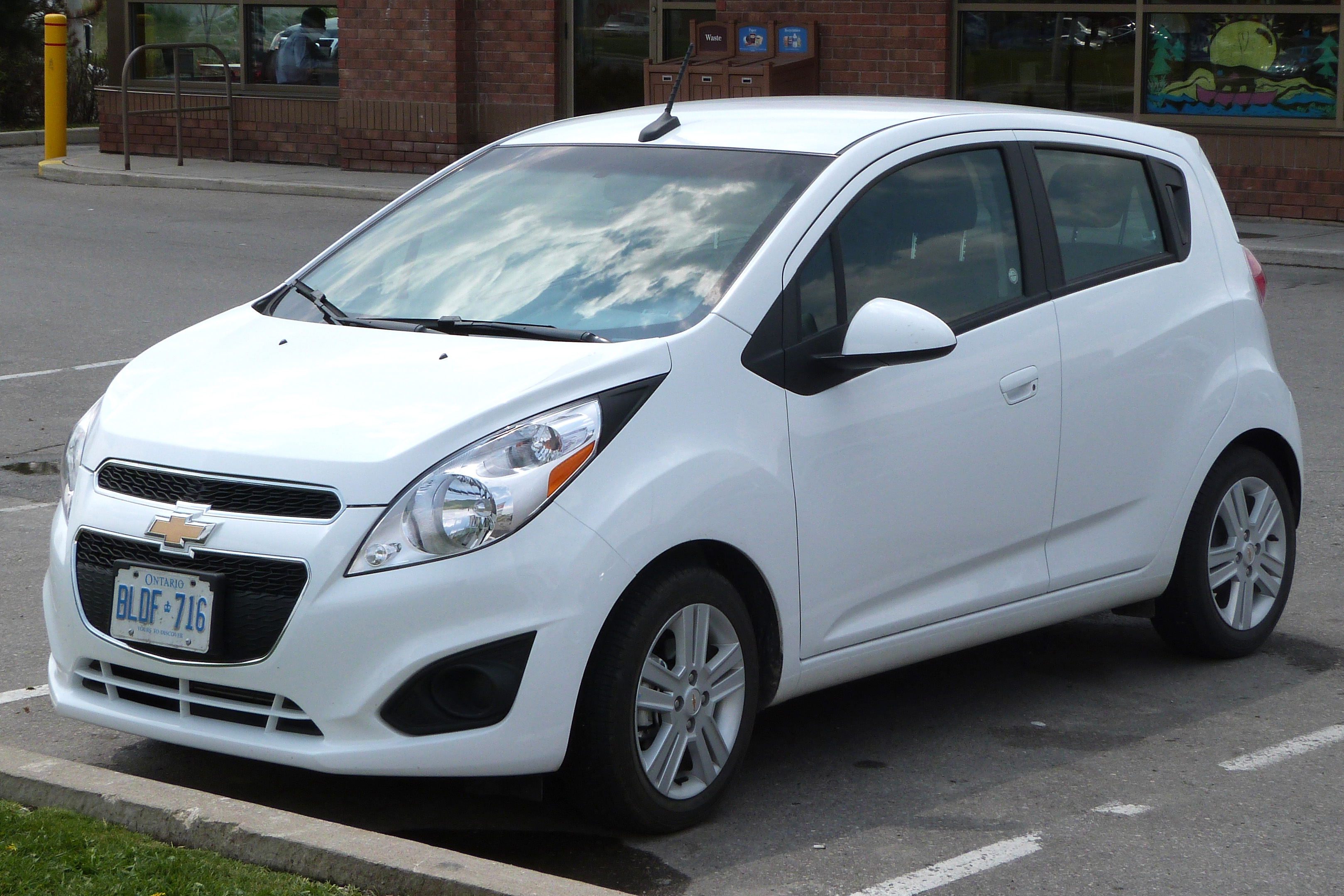
شيفروليه سبارك (كندا، أول عملية تجميل)
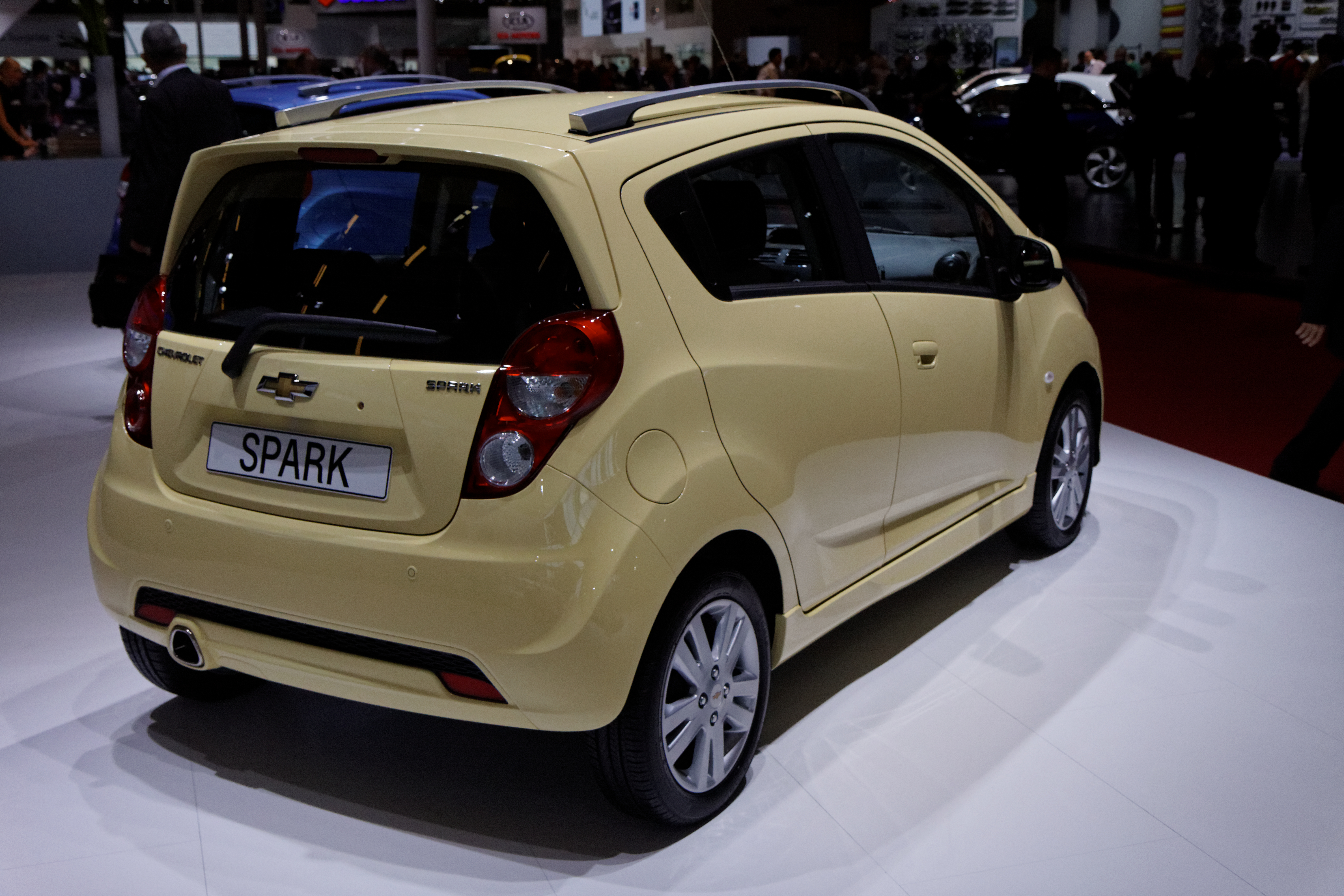
شفروليه سبارك (باريس)
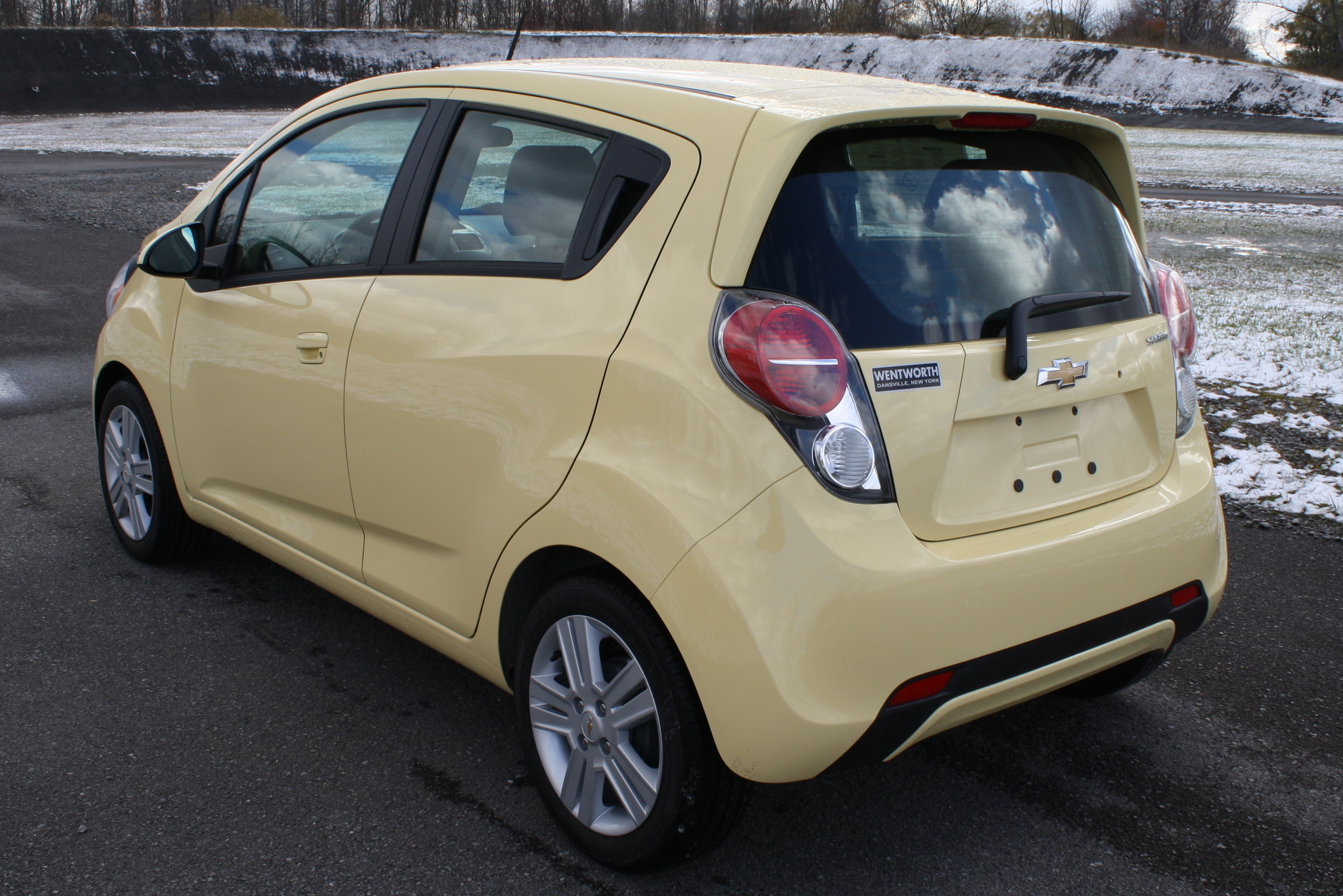
شيفروليه سبارك (الولايات المتحدة، أول عملية تجميل)
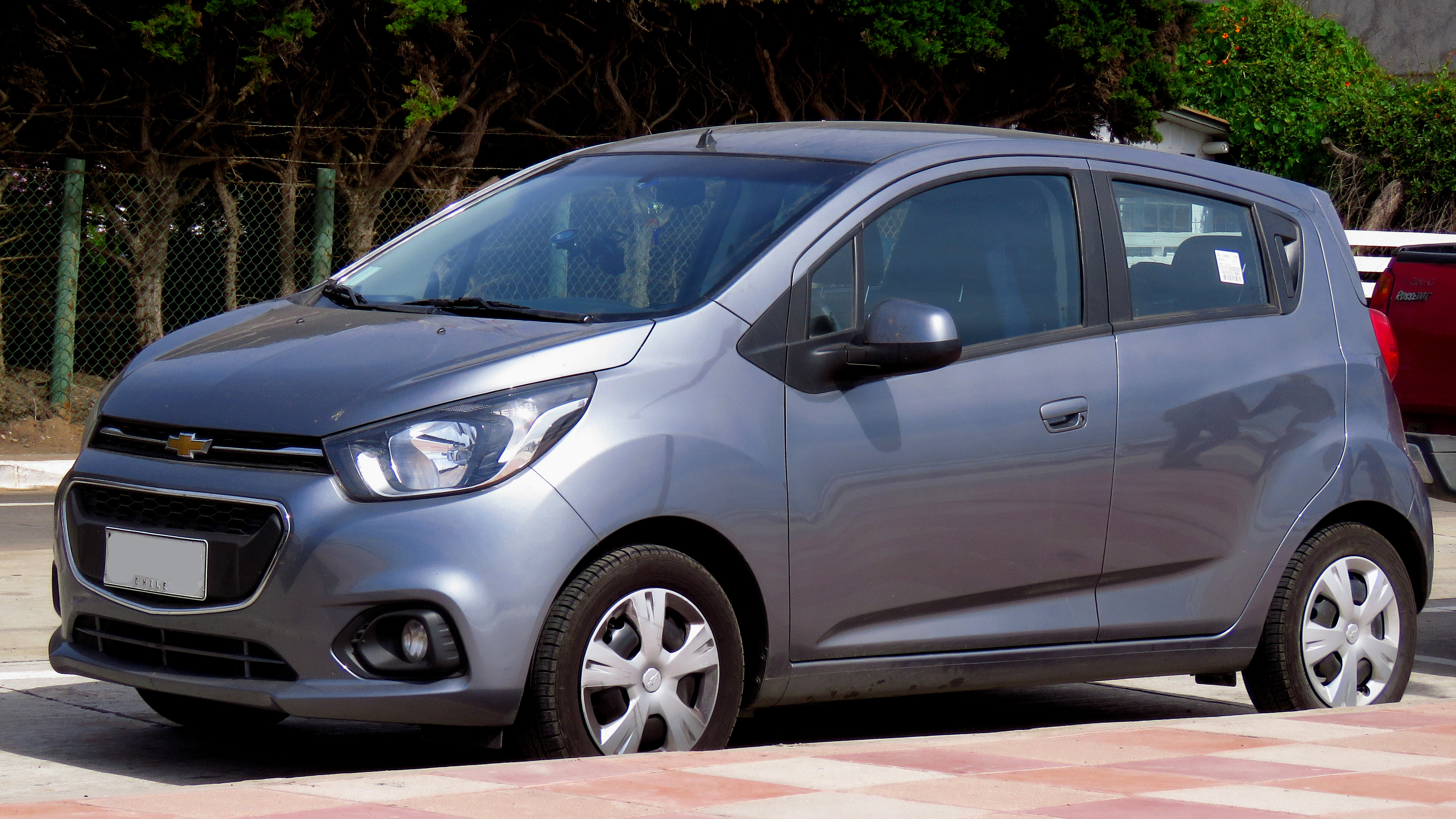
شيفروليه سبارك جي تي (تشيلي، عملية تجميل ثانية)
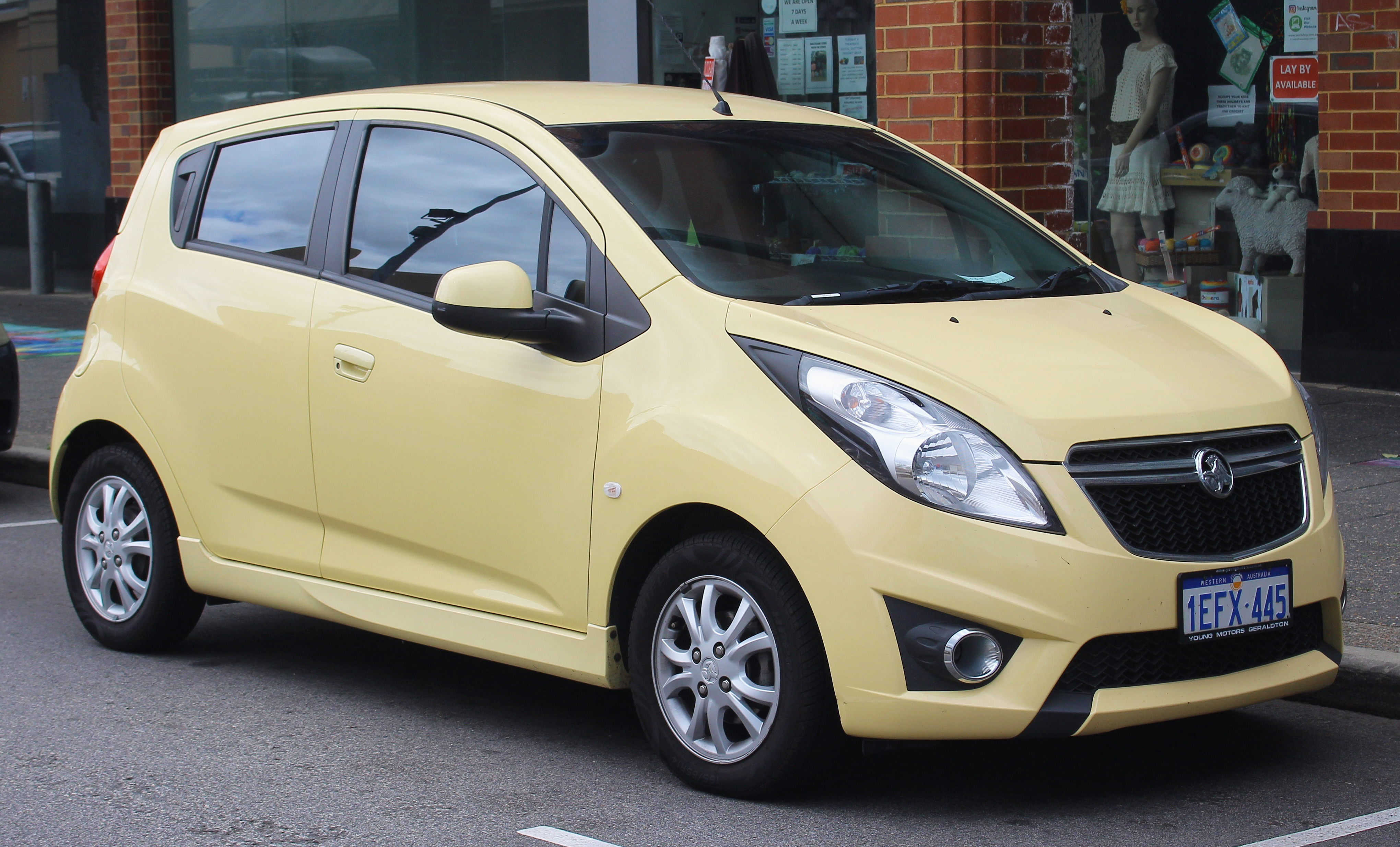
هولدن بارينا سبارك سي دي (أستراليا، شد الواجهة)
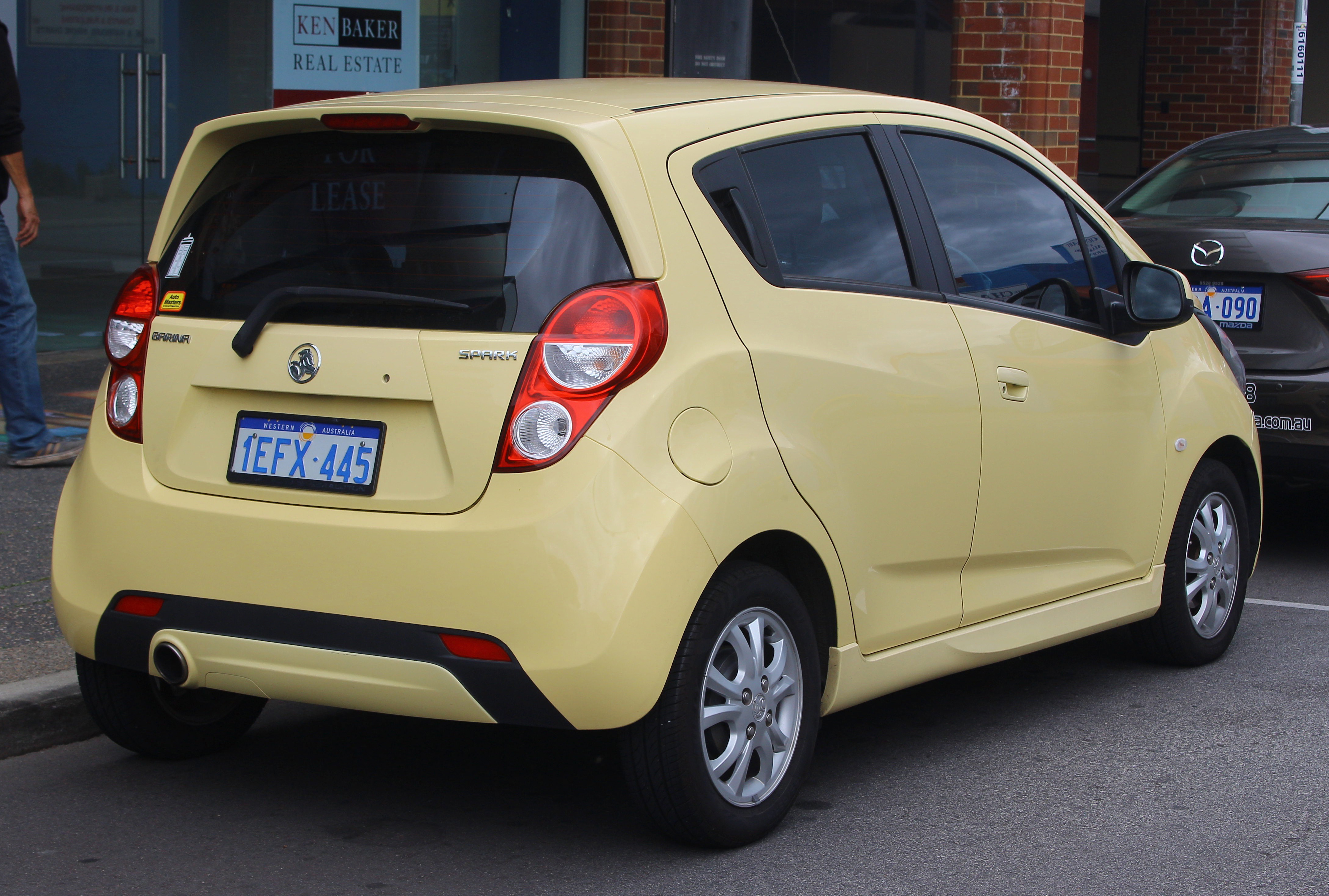
هولدن بارينا سبارك سي دي (أستراليا، شد الواجهة)
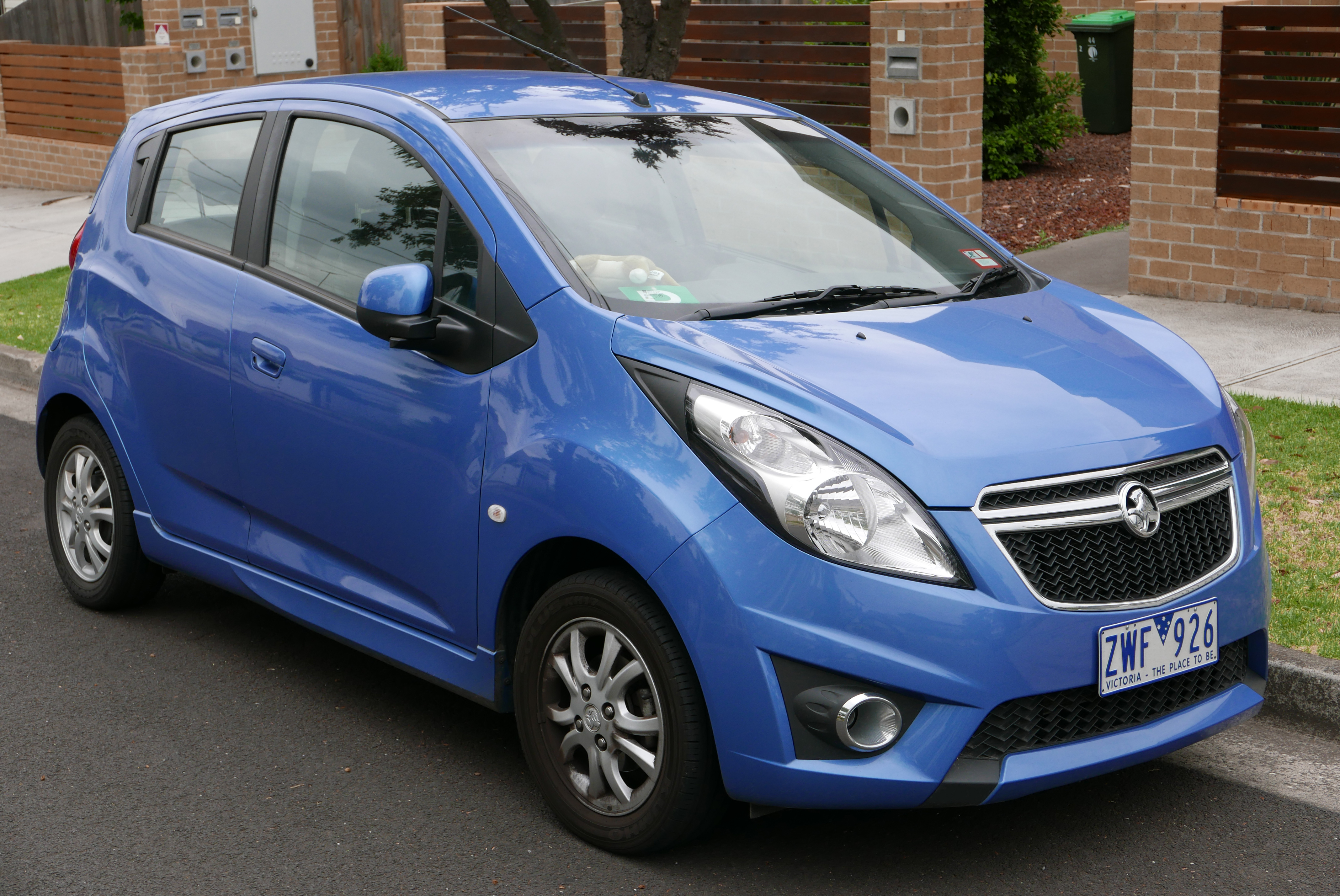
هولدن بارينا سبارك سي دي (2016)
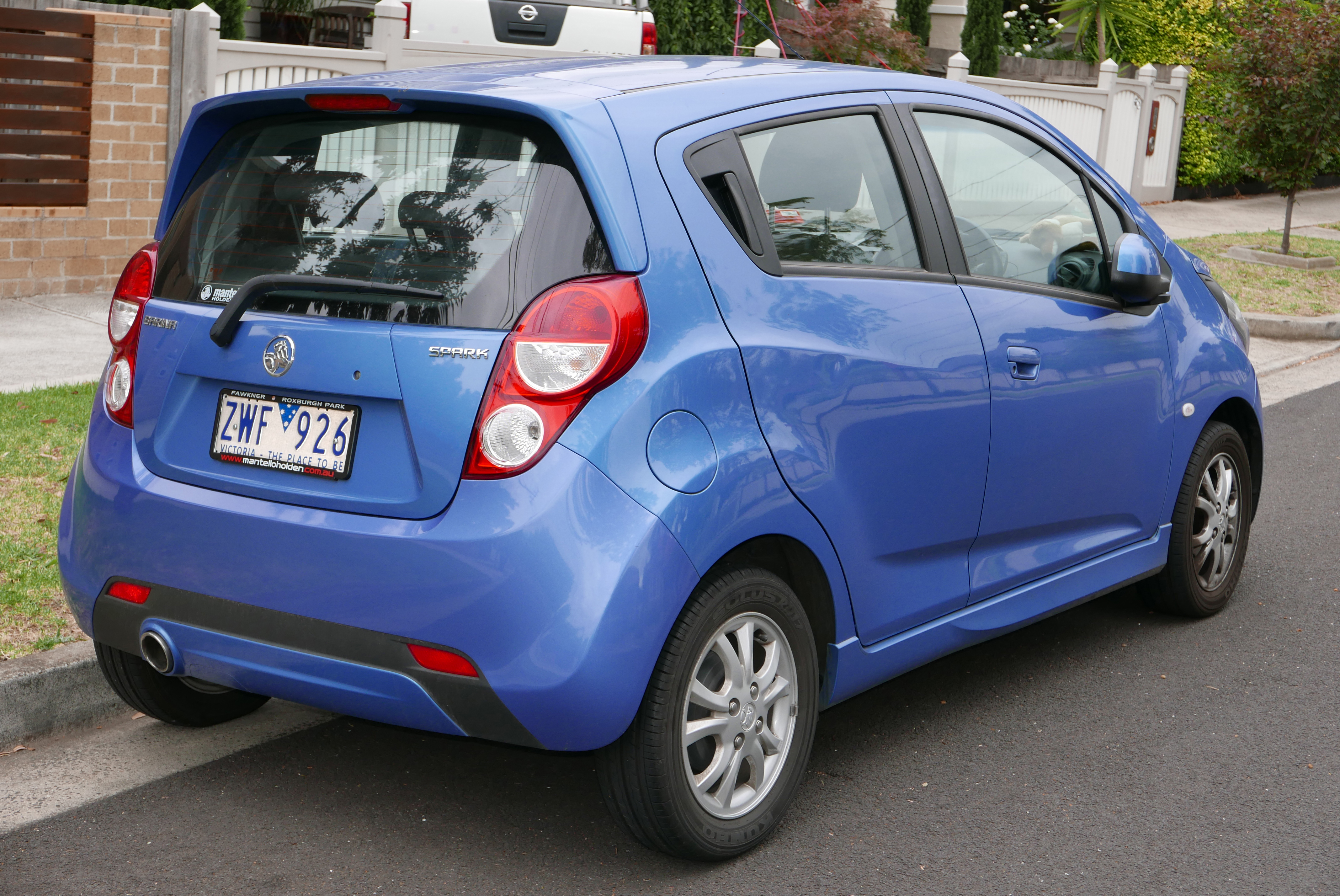
هولدن بارينا سبارك سي دي (2016)

### بيت الديزل
أطلقت شركة جنرال موتورز نسخة الديزل من شيفروليه بيت في سوق السيارات الهندي في 25 يوليو 2011. ينتج المحرك التوربيني ذو 3 أسطوانات، 936 سم مكعب، 62.5 حصاناً (46 كيلو واط، 62 حصاناً) وعزم دوران 160.26 نيوتن متر (118 رطل قدم) مما ينتج عنه تسارع جيد والتقاط. يتيح محرك الديزل 1.0 لتر و936 سم مكعب وصول السيارة إلى 100 كم / ساعة (62 ميلاً في الساعة) في 16 ثانية وسرعة قصوى تبلغ 142 كم / ساعة (88 ميلاً في الساعة). تقدم شيفروليه بيت ديزل عدد الأميال 24 كيلو لتر (56 ميلا في الغالون) وفقاً لتقارير اختبار (جمعية أبحاث السيارات في الهند).  يعتمد المحرك على تقنية الديزل فيات مولتيجيت.

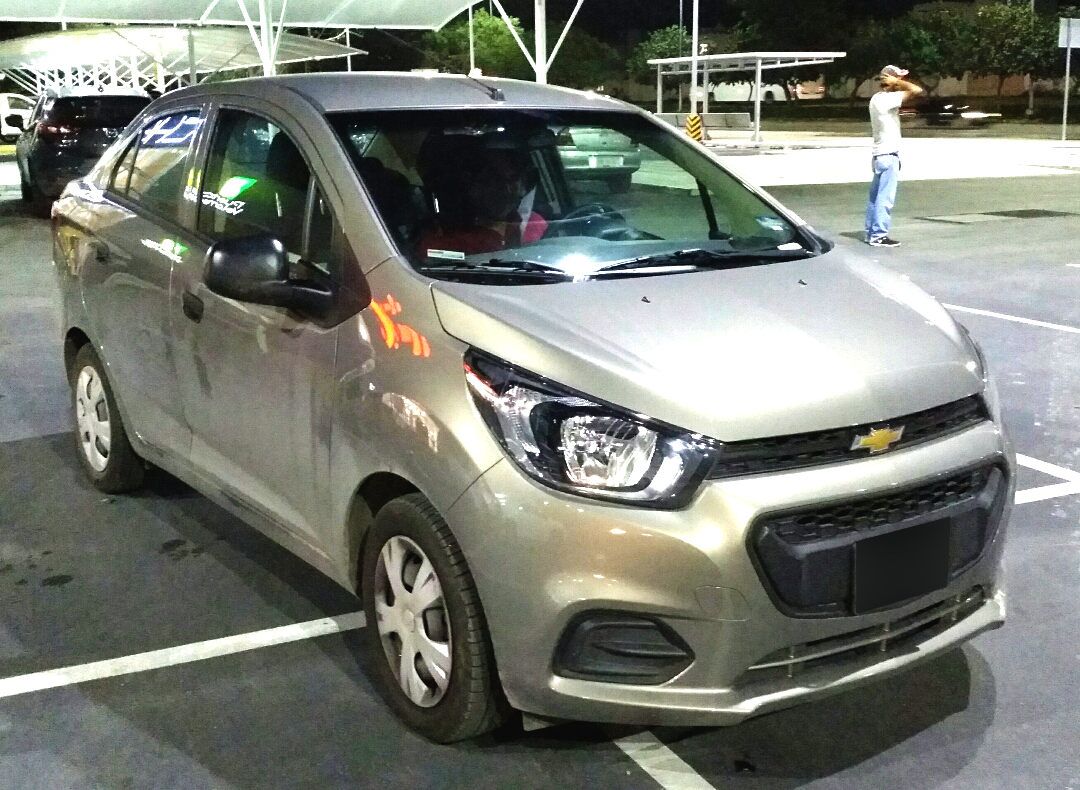
شيفروليه بيت أن بي (المكسيك)

### بيت السيدان / نوتشباك (أن بي)
تم الكشف عن نسخة سيدان بأربعة أبواب في معرض السيارات 2016 في الهند باسم شيفروليه إسينشيا كنموذج أولي قريب من الإنتاج. بعد أن أوقفت جنرال موتورز المبيعات المحلية في الهند اعتباراً من عام 2017، تم إلغاء اسينشيا في النهاية للسوق الهندي. نتيجة لذلك، تم تصدير النموذج بدلاً من ذلك إلى أمريكا اللاتينية إما في شكل نهائي أو كمجموعات متقطعة إلى جي إم كولموتورز مثل بيت أو بيت أن بي.

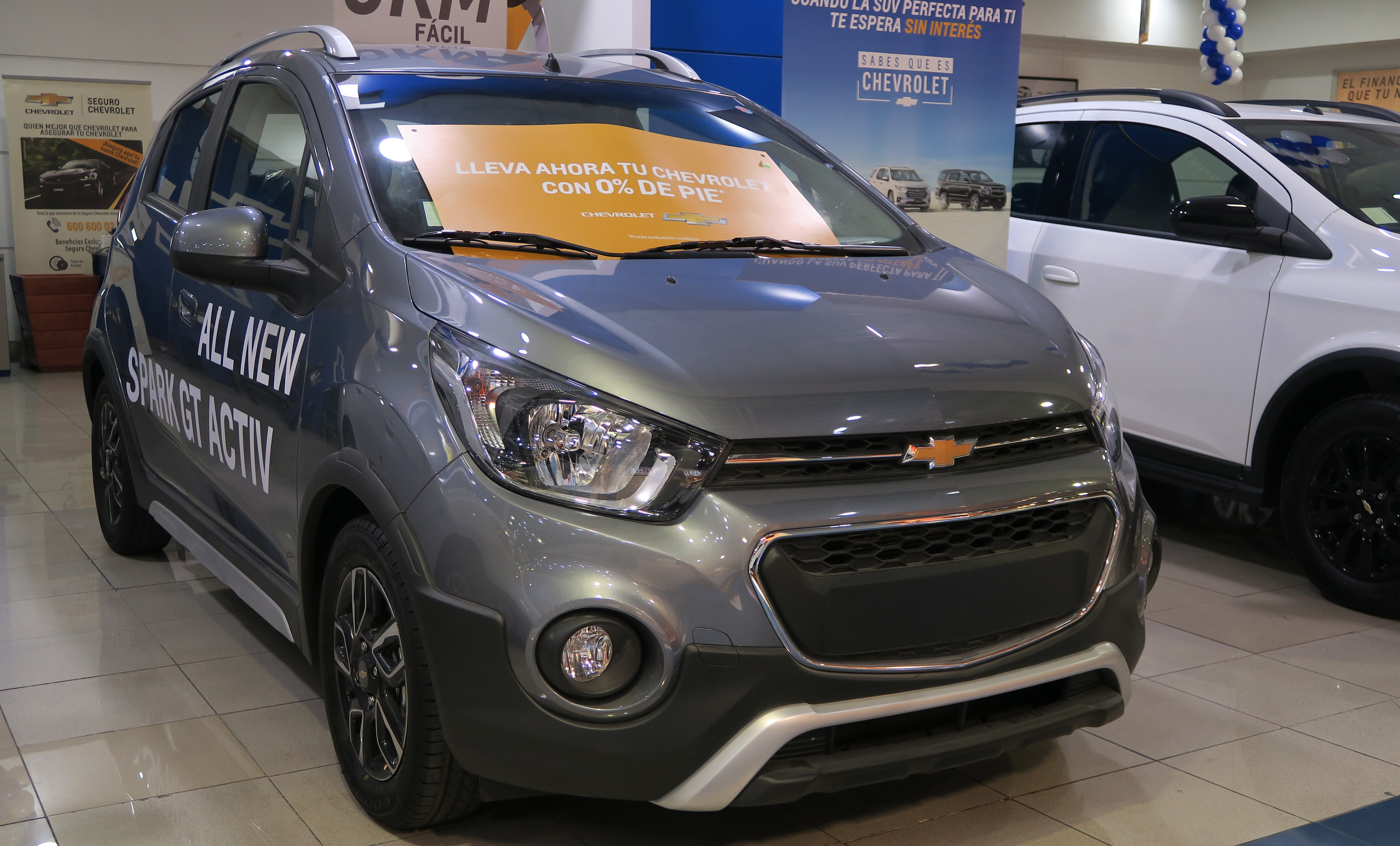
شيفروليه سبارك جي تي أكتيف (تشيلي)

### سبارك / بيت أكتيف
يتوفر أيضاً إصدار على طراز كروس أوفر في أمريكا الجنوبية مثل شيفروليه سبارك جي تي أكتيف أو شيفروليه بيت أكتيف. تم عرض النسخة التجريبية في معرض السيارات 2016 في الهند، ولكن لم يتم بيع نسخة الإنتاج في الهند حيث انسحبت جنرال موتورز من السوق. نسخة الإنتاج متاحة في العديد من أسواق أمريكا اللاتينية بدءًا من 2018.

### الاختلافات الإقليمية
أوروبا: تشمل خيارات المحرك محركات 1.0 و1.2 لتر I4. يوجد في إيطاليا إصدار غاز نفطي مسال من سبارك يسمى شيفروليه سبارك إيكو لوجيك مع معدات الغاز BRC، اعتباراً من نهاية عام 2009. هذا الإصدار ثنائي الوقود متاح بمحركات 1.0 و1.2 (كلاهما مع 16 صماماً) مع 113 إلى 119 غرام من انبعاثات ثاني أكسيد الكربون على التوالي. بينما لا تزال سيارات غاز نفطي مسال متوفرة في إيطاليا، كانت إصدارات غاز نفطي مسال في فرنسا متاحة فقط من عام 2009 حتى عام 2012.
الهند: بدأ إنتاج سبارك الجديدة، الذي تحمل شارة بيتBeat، في مصنع هالول بالقرب من أحمد أباد في ولاية غوجارات، الهند. في البداية سيتم بيع السيارة في الهند ودول الشرق الأقصى.  يباع الجيل الثاني من سبارك جنباً إلى جنب.  تستخدم السيارة محرك 1.2 لتر S-TEC II قادر على البنزين وغاز البترول المسال، ويتم تسويقه باسم سمارتك 2.
أفادت التقارير أن جنرال موتورز الهند قامت ببناء نسخة كهربائية من شيفروليه سبارك مع شركة ريفا للسيارات الكهربائية. ومع ذلك، بعد استحواذ ماهيندرا آند ماهيندرا على شركة شركة ريفا للسيارات الكهربائية، أسقطت شركة جي إم الهندية الخطط، وتعمل على نسختها الكهربائية الخاصة.
الولايات المتحدة: تم تسويق السيارة باسم شيفروليه سبارك، وتستخدم السيارة نسخة خاصة من محرك "S-TEC" (رمز RPO LL0).
الفلبين: تحتوي السيارة على محركات 1.0 لتر و1.2 لتر 2 حواف. إل سي (يدوي 5 سرعات أو 4 سرعات أوتوماتيكي) وإل تي (يدوي 5 سرعات). تم إيقافه في عام 2015.
كوريا الجنوبية: تمت إعادة تسمية إصدار ماتيز إلى ماتيز الإبداع. تحتوي السيارة على محرك 1.0 لتر S-TEC II مع ناقل حركة أوتوماتيكي رباعي السرعات. بدأت المبيعات في 1 سبتمبر 2009. تم إرجاع اسم غروف  المستخدم في أحد المفاهيم المرفوضة كمستوى اقتطاع.
في عام 2011، تمت إعادة تسمية هذه السيارة باسم شيفروليه سبارك، كجزء من التخلص التدريجي من علامة دايو التجارية في كوريا الجنوبية، مما أفسح المجال لعلامة شيفروليه التجارية.
أستراليا: تم إصدار سبارك في أكتوبر 2010 باسم سلسلة إم جي إم جي هولدن بارينا سبارك. جاء في شكلين؛ سي دي وسي دي إكس. تم إيقاف إم جي هولدن بارينا سبارك في فبراير 2018.
أوزبكستان: تم إصدار شيفروليه سبارك في 26 أغسطس 2010. تأتي بثلاثة مستويات: إل (1.0 لتر يدوي)، إل أس (1.0 لتر يدوي / تلقائي) وإل تي (يدوي 1.2 لتر).
روسيا: تم بيع سبارك الأوزبكستانية الصنع في روسيا باسم رافون آر2 منذ عام 2016. وهي متوفرة بمحرك سعة 1.2 لتر وعلبة تروس أوتوماتيكية.

### د.إكس.بي دومينوز
دومينوز د.إكس.بي DXP (اختصار لـ «ديليفري إكسبيرت Delivery eXPert») هي سيارة سبارك 2015 مخصصة من قبل أداء روش لـدومينوز بيتزا، بناءً على المستوى المتوسط 1إل تي من سبارك، حيث تم تحويلها إلى إحياء لمركبة مظلة سريعة كانت شائعة من الثلاثينيات إلى الخمسينيات.
بالنسبة لهذه السيارة، تمت إزالة مقاعد الركاب الأمامية والخلفية واستبدالها بحجرات تخزين يمكنها حمل 80 بيتزا وزجاجتين من الصودا سعة 2 لتر وصلصات. يتم تحويل باب الراكب الخلفي الأيسر إلى فرن تدفئة لا يمكن فتحه إلا بمفتاح التشغيل أو الزر داخل إطار باب السائق. تم استبدال الشبكة الأمامية لشفروليه سبارك بشبك أمامي أسود مصنوع خصيصاً بشعار «دومينو»، بالإضافة إلى مجموعة مخصصة للهيكل السفلي، وتتميز جميع سيارات د.إكس.بي بغطاء فينيل مخصص على طراز دومينو مع غطاء سقف دومينوز مضاء.
جميع سيارات د.إكس.بي مجهزة بمُصَنع سيريس إكس إم للأقمار الصناعية وأنظمة الاتصال عن بعد أون ستار. يقتصر الإنتاج على أقل من 200 وحدة وبمجرد وصول كل سيارة إلى 100000 ميل، سيتم إيقاف تشغيلها وإعادتها إلى روش، حيث سيتم استعادتها إلى شكل المخزون وبيعها كشرارة مستعملة (تُترك جميع أحزمة الأمان والأكياس الهوائية في المصنع سليمة تماماً، ومغطاة بألواح بلاستيكية).
على الرغم من نوايا دومينوز للتقاعد في النهاية من د.إكس بي وعدم ترك أي شيء متبقياً، فقد تم إنقاذ العديد من د إكس.بي المحطمة من قبل الأفراد بهدف الاحتفاظ بها كسيارات نادرة عند تقاعد بقية الأسطول. وقد أدى الموقف إلى تهديد الإجراءات القانونية من قبل صاحب حق الامتياز لـ دومينو.

### الأمان
نتائج اختبار برنامج تقييم السيارات الأوروبية الجديدة:
| امتحان          | نقاط        | ٪           |
| --------------- | ----------- | ----------- |
| شاملة:          | 4 من 5 نجوم | 4 من 5 نجوم |
| راكب بالغ:      | 29          | 81٪         |
| راكب طفل:       | 38          | 78٪         |
| مشاة:           | 16          | 43٪         |
| مساعدة السلامة: | 3           | 43٪         |

### المحركات
| نموذج                     | محرك | الإزاحة       | قوة                                                              | عزم الدوران                                          | 0-100 كم / ساعة (0-62 ميل في الساعة) | السرعة القصوى                     | CO 2 انبعاثات | ملاحظات                         |
| ------------------------- | ---- | ------------- | ---------------------------------------------------------------- | ---------------------------------------------------- | ------------------------------------ | --------------------------------- | ------------- | ------------------------------- |
| محركات البنزين            |      |               |                                                                  |                                                      |                                      |                                   |               |                                 |
| 1.0                       | I4   | 995 سم مكعب   | 68 حصان (50 كيلوواط، 67 حصان) عند 6400 دورة في الدقيقة           | 93 نيوتن متر (69 رطل قدم) عند 4800 دورة في الدقيقة   | 15.5 ثانية                           | 96 ميل في الساعة (154 كم / ساعة)  | 119 جم / كم   |                                 |
| 1.2                       | I4   | 1,206 سم مكعب | 81 حصان (60 كيلوواط ، 80 حصان) عند 6400 دورة في الدقيقة          | 111 نيوتن متر (82 رطل قدم) عند 4800 دورة في الدقيقة  | 12.1 ثانية                           | 102 ميل في الساعة (164 كم / ساعة) | 119 جم / كم   |                                 |
| 1.2                       | I4   | 1199 سم مكعب  | 80.5 حصان (59.2 كيلو واط ، 79.4 حصان) عند 6200 دورة في الدقيقة   | 108 نيوتن متر (80 رطل قدم) عند 4400 دورة في الدقيقة  |                                      |                                   |               | الهند فقط                       |
| 1.2                       | I4   | 1,249 سم مكعب | 84 حصان (62.5 كيلوواط) عند 6400 دورة في الدقيقة                  | 112 نيوتن متر (83 رطل قدم) عند 4400 دورة في الدقيقة  | 11.3 ثانية                           |                                   |               | أمريكا الشمالية                 |
| محركات غاز البترول المسال |      |               |                                                                  |                                                      |                                      |                                   |               |                                 |
| 1.2                       | I4   | 1199 سم مكعب  | 80.04 حصان (58.87 كيلوواط ، 78.95 حصان) عند 6400 دورة في الدقيقة | 104 نيوتن متر (77 رطل قدم) عند 4400 دورة في الدقيقة  |                                      |                                   |               | الهند فقط                       |
| محركات الديزل             |      |               |                                                                  |                                                      |                                      |                                   |               |                                 |
| 1.0                       | I3   | 936 سم مكعب   | 62.5 حصان (46.0 كيلوواط ، 61.6 حصان)                             | 150 نيوتن متر (111 رطل قدم) عند 1750 دورة في الدقيقة | 16.0 ثانية                           | 145 كم / ساعة (90 ميل / ساعة)     |               | الهند فقط تم تقديمه في عام 2011 |

| شيفروليه سبارك إيف | شيفروليه سبارك إيف                                   |
| ملخص               | ملخص                                                 |
| ------------------ | ---------------------------------------------------- |
| الصانع             | جنرال موتور                                          |
| إنتاج              | 2013-2016                                            |
| الجسم والشاسيه     |                                                      |
| نمط الجسم          | 5 أبواب هاتشباك                                      |
| مجموعة نقل الحركة  |                                                      |
| محرك كهربائي       | 97 كيلوواط (130 حصاناً) محرك مغناطيسي دائم تيار متردد |
| المدى الكهربائي    | 132 كم (82 ميلاً)(وكالة حماية البيئة)                 |
| أبعاد              |                                                      |
| قاعدة العجلات      | 2,370 مم (93.5 بوصة)                                 |
| طول                | 3720 مم (146.5 بوصة)                                 |
| عرض                | 1,630 مم (64.0 بوصة)                                 |
| كبح الوزن          | 1,356 كجم (2989 رطلاً)                                |
| التسلسل الزمني     |                                                      |
| السلف              | جنرال موتورز إيف1                                    |
| خليفة              | شيفروليه بولت                                        |

### سبارك إيف
كانت إيف سبارك عبارة عن سيارة كهربائية ببطارية هاتشباك ذات 5 أبواب إنتاجية محدودة أنتجتها شفروليه في 2013-2016. كانت سبارك إيف سيارة امتثال مصممة خصيصاً لتلبية التفويض الحكومي على مصنعي السيارات لزيادة تغلغل السيارات الكهربائية في أسطول جميع المركبات العاملة على الطريق في بعض الولايات الأمريكية، ولكنها لم تكن مخصصة للتبني على نطاق واسع في سوق الولايات المتحدة الأوسع، ولا يتم إنتاجها وبيعها بكميات تلبي الطلب على مثل هذه المركبات في السوق المفتوحة حيث لا توجد مثل هذه القواعد الحكومية.
في أكتوبر 2011، أعلنت جنرال موتورز عن الإنتاج المخطط لشفروليه سبارك إيف، وهي نسخة كهربائية بالكامل من الجيل الثالث من شفروليه سبارك، مع توافر محدود لأسواق محددة. تم الكشف عن نسخة الإنتاج في نوفمبر 2012 في معرض لوس أنجلوس للسيارات.
في إطار إستراتيجية جنرال موتورز لكهربة السيارات، كانت سبارك إيف أول سيارة ركاب كهربائية بالكامل تم تسويقها بواسطة جنرال موتورز في الولايات المتحدة منذ إيف1، والتي تم إيقافها في عام 1999. تم إصدار سبارك إيف في الولايات المتحدة في أسواق مختارة في كاليفورنيا وأوريجون في يونيو 2013.
تم طرح السيارة الكهربائية للبيع في ولاية ماريلاند في الربع الثاني من عام 2015، وهي أول ولاية على الساحل الشرقي حيث تم توفير سبارك إيف.
اعتباراً من ديسمبر 2014، بلغ إجمالي مبيعات الولايات المتحدة 1,684 وحدة. تم إيقاف سبارك إيف في ديسمبر 2016، عندما بدأت شيفروليه في بيع بولت، والتي كانت ذات مدى أطول بكثير.
في أكتوبر 2012، أعلنت جنرال موتورز كوريا أنها ستبدأ في تصنيع وبيع سيارة سبارك إيف في كوريا في عام 2013.
بدأت مبيعات التجزئة في كوريا الجنوبية في أكتوبر 2013. كما أعلنت جنرال موتورز عن خطط لبيع سبارك إيف بكميات محدودة في كندا واختيار الأسواق الأوروبية. كانت متوفرة في كندا لمبيعات أساطيل محدودة.
تم تشغيل السيارة الكهربائية مبدئياً بواسطة بطارية ليثيوم فوسفات الحديد بسعة 21.3 كيلو وات في الساعة تم توفيرها بواسطة أنظمة A123. 
في المستند التعريفي التمهيدي، تميزت نسخة الإنتاج لعام 2014 بمحرك بقوة 97 كيلو واط (130 حصان)، مما يوفر 542 نيوتن متر (400 رطل قدم) من عزم الدوران. يمكن شحن سبارك إيف بسرعة حتى 80٪ من السعة في 20 دقيقة باستخدام موصل CCS / SAE نوع كومبو 1 اختياري، ويزيد وقت الشحن إلى حوالي سبع ساعات باستخدام محطة شحن مخصصة بجهد 240 فولت أو حوالي 17 ساعة باستخدام معيار  مخرج منزلي 120 فولت.
في عام 2014، بالنسبة لعام 2015، تم تغيير مورد حزمة البطاريات إلى إل جي شيم، مما أدى إلى سعة أصغر للحزمة (19 كيلو واط في الساعة) مع الحفاظ على نفس نطاق إيف. تم تغيير نسبة القيادة أيضاً من 3.17 إلى 3.87 أيضاً، مع محرك جديد بعزم دوران تم تقليله إلى 443 نيوتن متر (327 قدماً مكعباً).

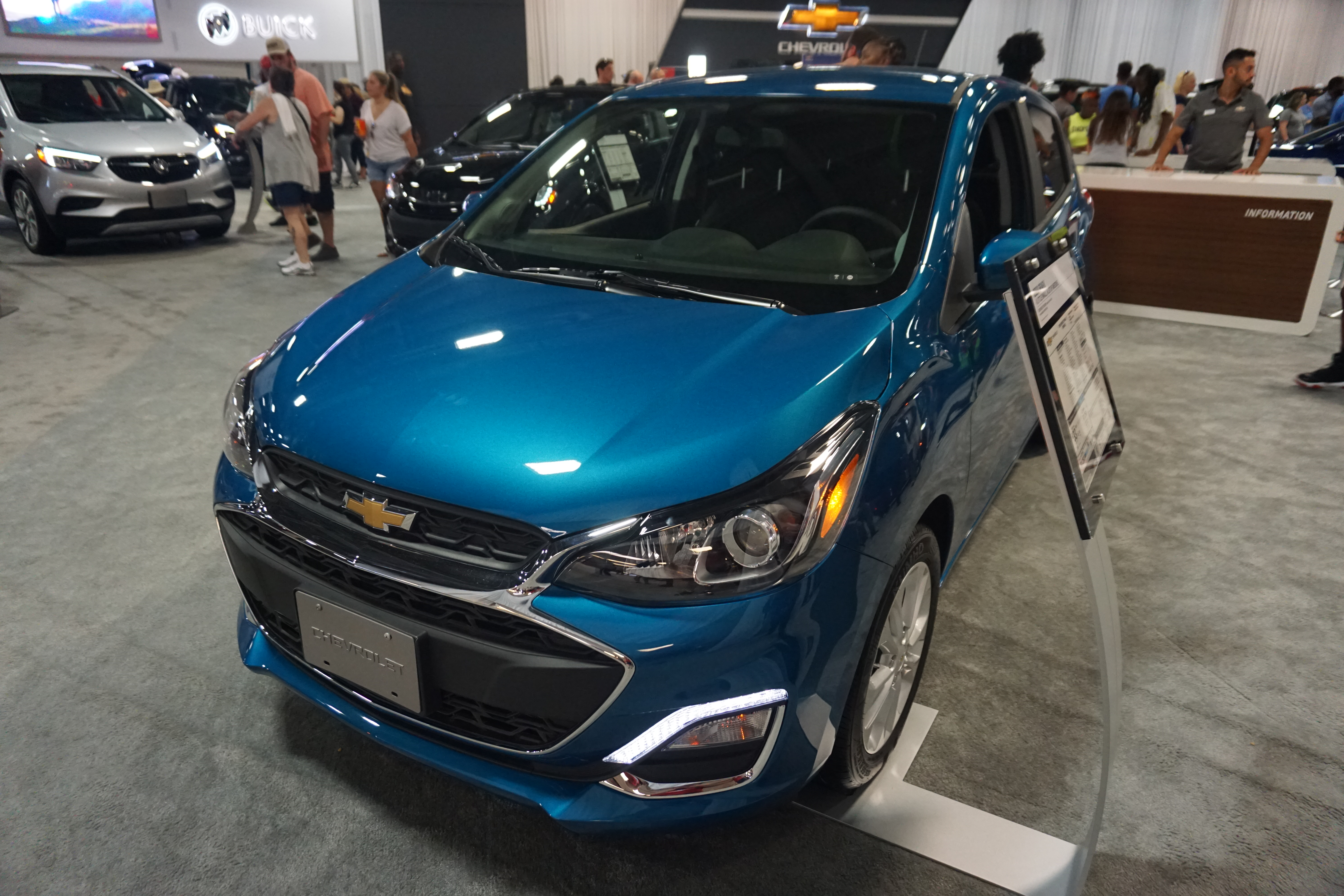

| الجيل الرابع (M400) | الجيل الرابع (M400)                     |
| ملخص                | ملخص                                    |
| ------------------- | --------------------------------------- |
| أيضا يسمى           | هولدن سبارك (أستراليا)                  |
| إنتاج               | 2015 إلى الوقت الحاضر                   |
| سنوات النموذج       | 2016 إلى الوقت الحاضر                   |
| المجسم              | كوريا الجنوبية: تشانغوون ( جي أم كوريا) |
| الجسم والشاسيه      |                                         |
| نمط الجسم           | 5 أبواب هاتشباك                         |
| متعلق ب             | أوبل كارل/ فوكسهول فيفا / فينفاست فادل  |
| مجموعة نقل الحركة   |                                         |
| محرك                | البنزين : 1.0 لتر L5Q I3 1.4 لتر LV7 I4 |
| توصيل               | دليل 5 سرعات CVT                        |
| أبعاد               |                                         |
| قاعدة العجلات       | 2,385 مم (93.9 بوصة)                    |
| طول                 | 3,636 مم (143.1 بوصة)                   |
| عرض                 | 1,595 مم (62.8 بوصة)                    |
| ارتفاع              | 1,483 مم (58.4 بوصة)                    |
| كبح الوزن           | 1,019-1,049 كجم (2,247 - 2313 رطلاً)     |

## الجيل الرابع

### (إم400؛ 2015)
تم الكشف عن الجيل الرابع من سبارك في معرض نيويورك الدولي للسيارات في أبريل 2015. تم طرحه للبيع في الربع الأخير من عام 2015. يرتبط ارتباطاً وثيقاً بسيارة أوبل كارل.
في أمريكا الشمالية، يتوفر الجيل الرابع من سبارك (الجيل الثاني من سبارك الذي سيتم بيعه في سوق أمريكا الشمالية) بثلاثة مستويات: القاعدة إل أس 1، والمدى المتوسط إل تي 1، والأعلى من الخط إل تي1.
في أمريكا الشمالية، يتم تشغيل سبارك بواسطة 1.4 لتر، 1,399 سم مكعب (85 متر مكعب) إل إف 7 دوهك (بنزين) ينتج 98 حصان (73 كيلو واط) وعزم دوران 94 رطلاً (127 نيوتن متر). النسخة المحلية الكورية تستخدم محرك 1.0 لتر.
تشتمل جميع طرازات سبارك على نظام معلومات ترفيهي بشاشة تعمل باللمس مقاس 7 بوصات مع راديو إي إم وإف إم وأبل كار بلاي وتكامل الهاتف الذكي أندرويد أوتو وإمكانيات بلوتوث كاملة وخدمة ل.ت.ي واي فاي 4 جي أون ستار (مقدمة من إي تي وتي مع ثلاثة أشهر وثلاثة - اشتراك تجريبي مدفوع الجيجابايت (3 جيجابايت) يو أس بي ومدخلات الصوت الإضافية، ونظام كاميرا احتياطية للرؤية الخلفية.
تضيف طرز إل تي 1 وما فوقها أيضاً راديو سيريس إكس إم عبر الأقمار الصناعية مع اشتراك تجريبي مدفوع.
تم إطلاق سبارك للسوق المكسيكية في 4 نوفمبر 2015، كنموذج 2016 ولم يتم تقديمه إلا في خطوط إل تي إل تي زد، وكلاهما مدعوم بمحرك سعة 1.4 لتر.

### شد الواجهة
في عام 2018، بالنسبة لعام 2019، تلقت سبارك عملية تجميل منتصف الدورة. تشمل التغييرات في سبارك نظاماً ترفيهياً جديداً من الجيل الثالث من ماي لينك، وإشارات تصميم خارجية منقحة، وإضافة مكابح الطوارئ المستقلة منخفضة السرعة (الإختصارAEB) على الطرز المحددة، وخيارات الألوان الخارجية الجديدة.

في الولايات المتحدة، تم طرح سيارة سبارك المحسنة للبيع في الربع الثالث من عام 2018 كسيارة موديل عام 2019 في وقت مبكر. بالنسبة للمكسيك، تم تحديث النموذج في أكتوبر 2018 كنموذج 2019، مع إيقاف خط تقليم إل تي زد وإضافة خطوط بريميوم وأكتيف.

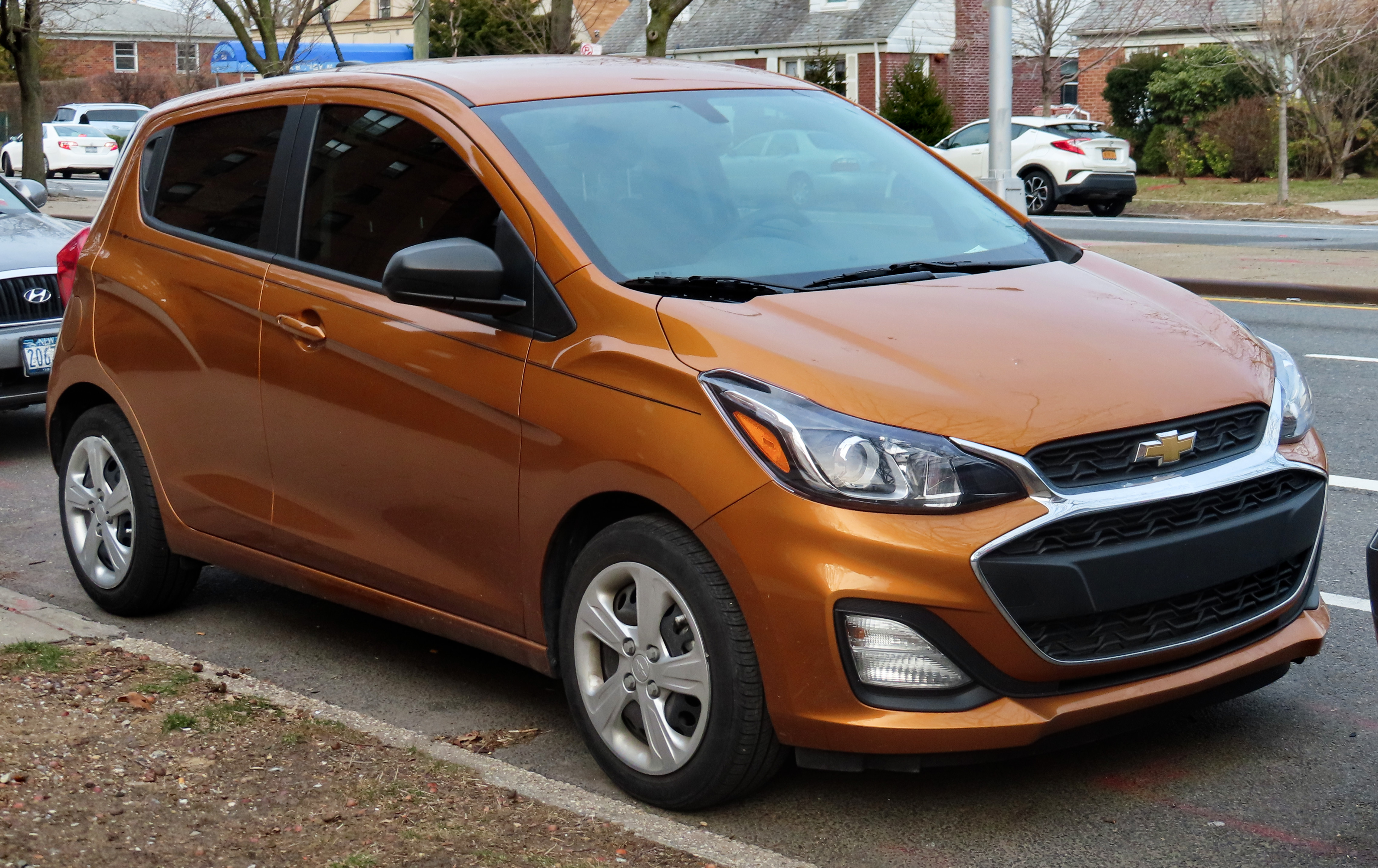
شد الواجهة ماي19 (2019)
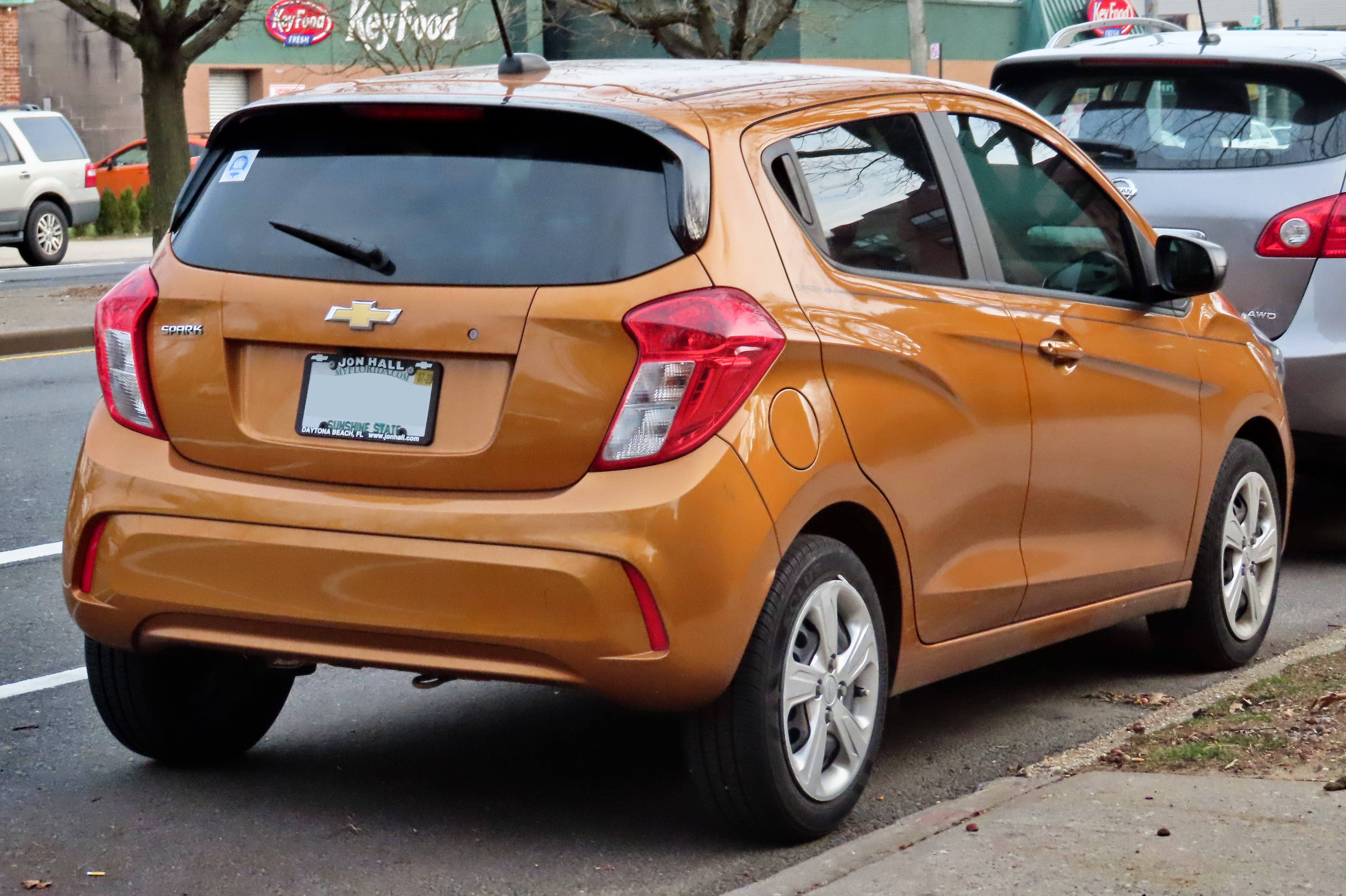
شد الواجهة ماي19 (2019)
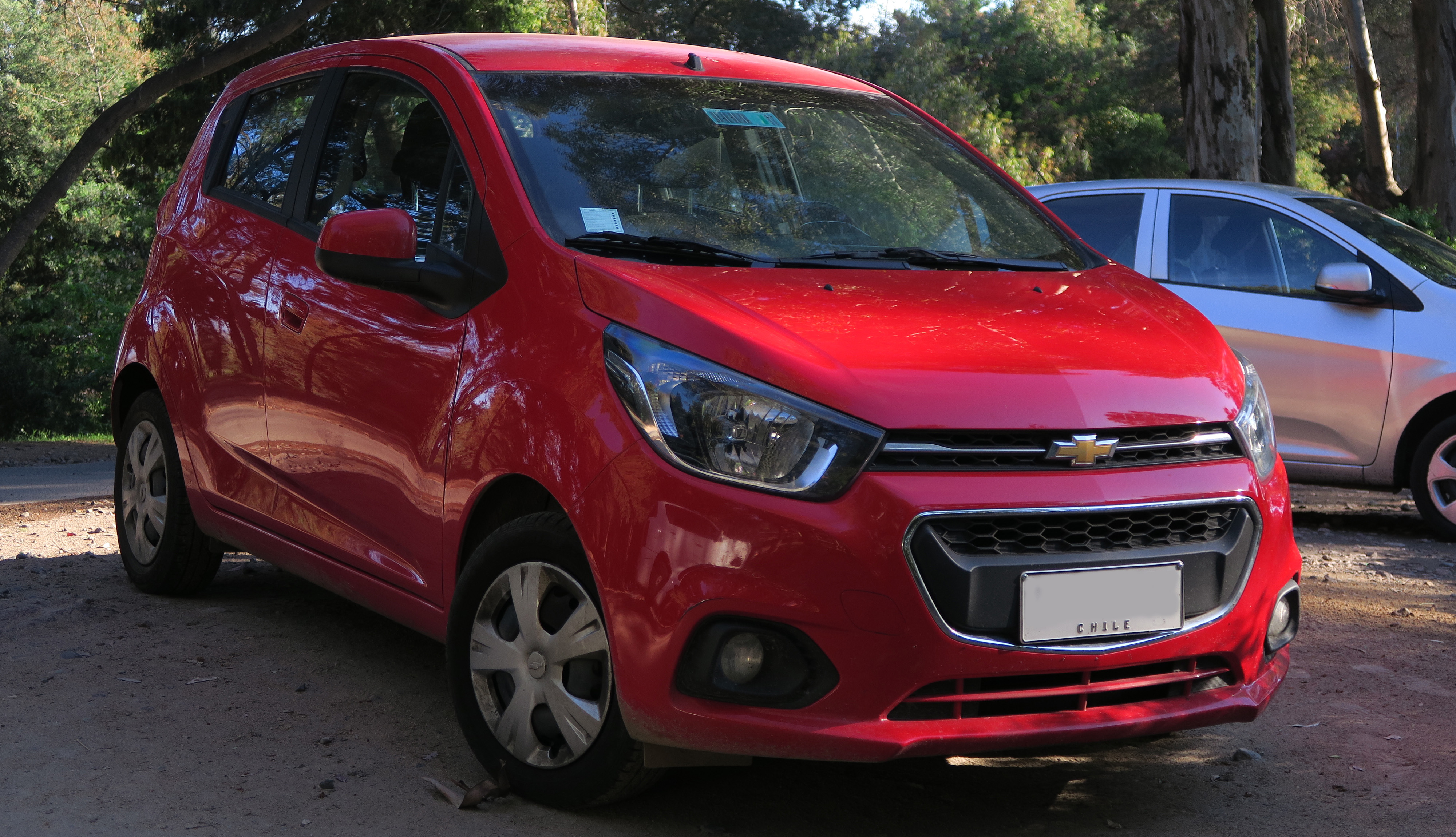
سبارك جي تي 2020

## التسويق العالمي والتصنيع

### آسيا
- في الهند، تم إطلاقه في عام 1999 باسم دايو ماتيز. في عام 2007، أطلقت جنرال موتورز الهند الجيل الثالث من شيفروليه إم 3 إكس، مثل شيفروليه سبارك.
- في اليابان، تم بيع ماتيز تحت علامة جي إم دايو التجارية من خلال شبكة وكلاء شركة ياناس المحدودة. ولكن تم اعتبارها «سيارة مدمجة» نظراً لتجاوز الطول والعرض وإزاحة المحرك لوائح سيارة Kei.
- في الفلبين، كان ماتيز متاحاً خلال الأعوام 1999-2000 من خلال السوق الرمادية. في عام 2007، تم إصداره تحت اسم شيفروليه سبارك.
- في باكستان، تم تقديم السيارة في البداية باسم شفروليه إكسليوسف في عام 2003.
- من 2005 إلى 2009 تم تصنيعها بواسطة نيكزس للسيارات تحت اسم شفروليه جوي، والتي تم استبدالها الآن بسلسلة إم200 الأحدث وتباع حالياً باسم شفروليه سبارك.
- في تايوان، تم بيع ماتيز تحت العلامة التجارية فورموزا بين عامي 2001 و2009.

### أوروبا
- من عام 1998 حتى عام 2004، تم بيع ماتيز في أوروبا تحت شارة دايو.[84]
- في عام 2004، استحوذت على علامة شيفروليه[85]، بالإضافة إلى موديلات جنرال موتورز الكورية الجنوبية الأخرى، مثل لاكيتي وكالوس. منذ عام 2000، تم توفير مجموعات CKD إلى أوزباكستان دايو أوتو وفسو ورودا، ليتم بناؤها وبيعها في أوزبكستان وبولندا ورومانيا على التوالي.
- في بداية عام 2005، بدأت فسو في تسويق ماتيز تحت علامتها التجارية الخاصة. تم بيع موديلات جديدة من شيفروليه ماتيز باسم شيفروليه سبارك في المملكة المتحدة، بسبب إعادة تسميتها في عام 2010.[86][87]

### الأمريكتان
- في المكسيك، تم تقديم ماتيز إلى السوق في عام 2003. تمت إعادة تسمية طراز 2006 إلى بونتياك ماتيز جي 2. تم بيعها أيضاً باسم بونتياك ماتيز وبونتياك جي 2.
- تم إيقاف إنتاج بونتياك جي 2 في المكسيك بعد فترة وجيزة من طرازات عام 2010 حيث تم إغلاق العلامة التجارية من قبل جنرال موتورز. تم إطلاق الإصدار الجديد رسمياً باسم شيفروليه سبارك في أغسطس 2010، ويستمر بيع ماتيز جنباً إلى جنب مع سبارك.
- في البرازيل، سيارة إم300 قيد الإنتاج حالياً في البرازيل كبديل لشفروليه سيلتا.
- في كولومبيا، تم استيراد ماتيز بواسطة موزعي دايو بين عامي 2002 و2005، ثم بدأت جي إم كولموترس في تجميعها وبيعها التي تحمل علامة شيفروليه سبارك.
- في عام 2006، تم إطلاق نسخة من سيارة أجرة تسمى 7/24، في كوستاريكا وجمهورية الدومينيكان والسلفادور وهندوراس وبنما وأوروغواي وفنزويلا، يتم بيعها باسم شيفروليه سبارك.
- في الأرجنتين، تم بيع الجيل الأول باسم دايو ماتيز من خلال مستوردي دايو. تم بيع الجيل الثاني باسم شيفروليه سبارك من خلال وكلاء شيفروليه. منذ عام 2011، الجيل الثالث متاح.
- في تشيلي والإكوادور وبيرو، يباع الإصدار السابق باسم شيفروليه سبارك، وآخر نسخة شيفروليه سبارك جي تي.
- في باراغواي، تم بيعها في البداية باسم دايو ماتيز، ولكن اعتباراً من عام 2008، تم بيعها من خلال تجار شيفروليه.
- في أمريكا الشمالية، تتوفر سبارك بثلاثة طرازات متميزة: 1LS ، 1LT ، 2LT، بالإضافة إلى إيف.
- بالنسبة لعام 2017، تمت إضافة مستوى تقليم أكتيف جديد يعتمد على الطراز المتوسط المستوى 1LT. وهي تشتمل على مجموعة هيكل خارجي فريدة من نوعها، وألواح زينة داخلية، وعجلات فريدة من سبائك الألومنيوم مقاس 15 بوصة (15 بوصة) مع لمسات مطلية باللون الرمادي الداكن، وقضبان سقف مثبتة على الجانب يمكنها استيعاب أرفف سقف ملحقة.
- في كندا، تم تسويق سبارك على أنها السيارة الجديدة الأقل تكلفة في البلاد من طراز عام 2016، بسعر يبدأ من 9,988 دولاراً. لهذا السعر، لا تشمل قاعدة سبارك تكييف الهواء، وتأتي مع ناقل حركة يدوي.[88] تنافست مع نيسان ميكرا ذات السعر المماثل (حتى توقف إنتاج هذه السيارة في كندا اعتباراً من عام 2019).

### أفريقيا
- في جنوب إفريقيا، أعلنت جنرال موتورز جنوب إفريقيا (الإختصارGMSA) في 2 أكتوبر 2010، عن خططها لتصنيع شيفروليه سبارك الجديدة في مصنعها في بورت إليزابيث. لا يزال الجيل الثاني من سبارك يُباع، على الرغم من وصفه بأنه «سبارك لايت».

### الشرق الأوسط
- في إيران، تم إنتاج ماتيز (تم استيراده أولاً ثم تجميعه لاحقاً) والمعروف باسم دايو ماتيز.
- في إسرائيل، أعلنت شركة يونيفرسال إسرائيل (الإختصارUMI) في 18 يناير 2011 عن بدء تسويق طراز 1.2لتر شيفروليه سبارك.

### أستراليا
- داخل أستراليا ونيوزيلندا، تم بيع سبارك من خلال هولدن. بدأت المبيعات في فبراير 2016، مع إطلاق اثنين من المواصفات. كانت إل أس هي المواصفات الأساسية، والتي تتميز بعجلات فولاذية وقفل مركزي بالإضافة إلى نظام المعلومات الترفيهي ماي لينك من هولدن. بناء على أل أس، يضيف أل تي عجلات ألمنيوم مقاس 15 بوصة ودخول بدون مفتاح وكاميرا للرؤية الخلفية.[89]

مع انخفاض مبيعات لايت كار في أستراليا، أعلنت هولدن في أبريل 2018 أنها ستتوقف عن إنتاج سبارك في أستراليا. على الرغم من استمرار بيعها في نيوزيلندا حتى زوال علامة هولدن التجارية في عام 2020.

هولدن سبارك
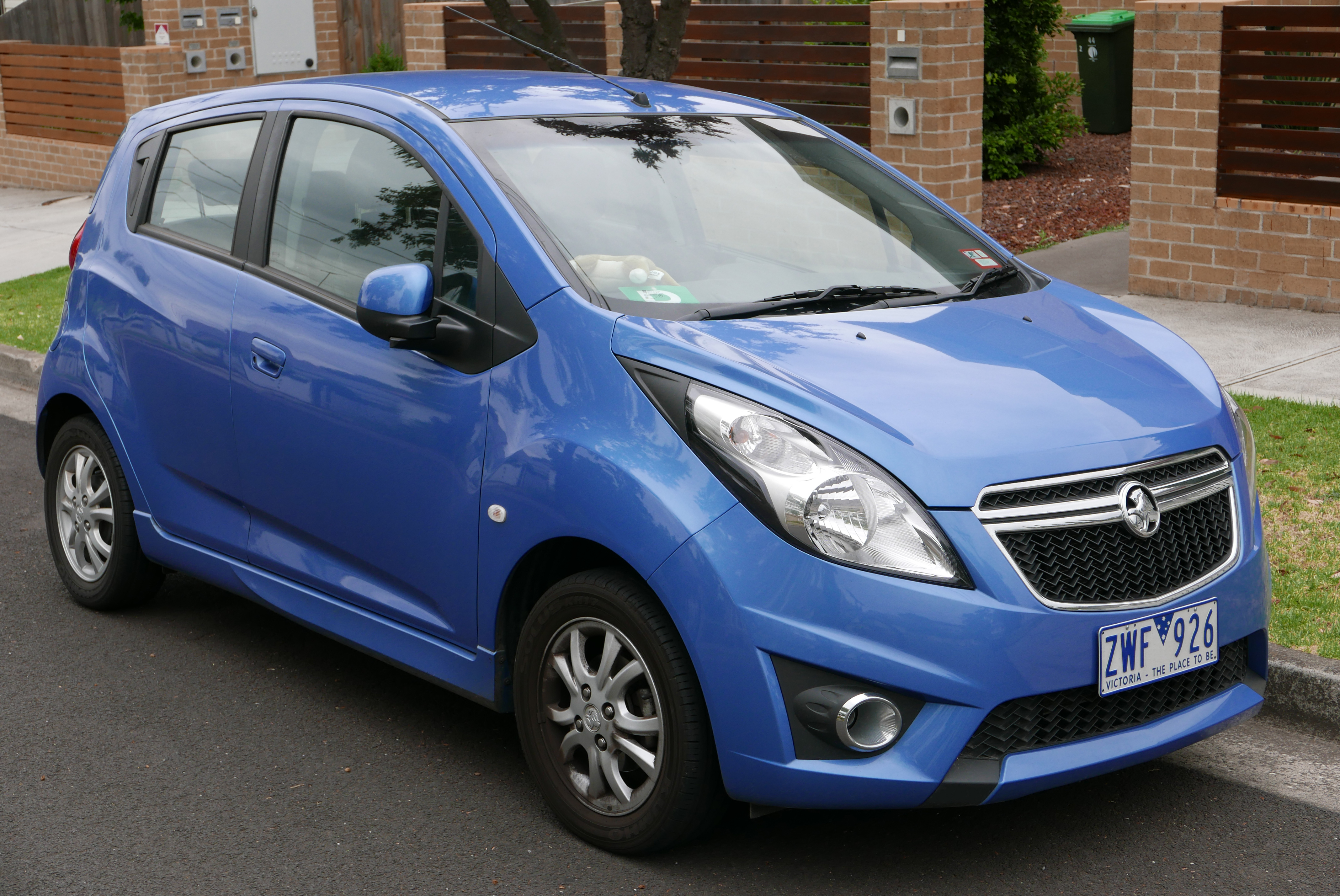
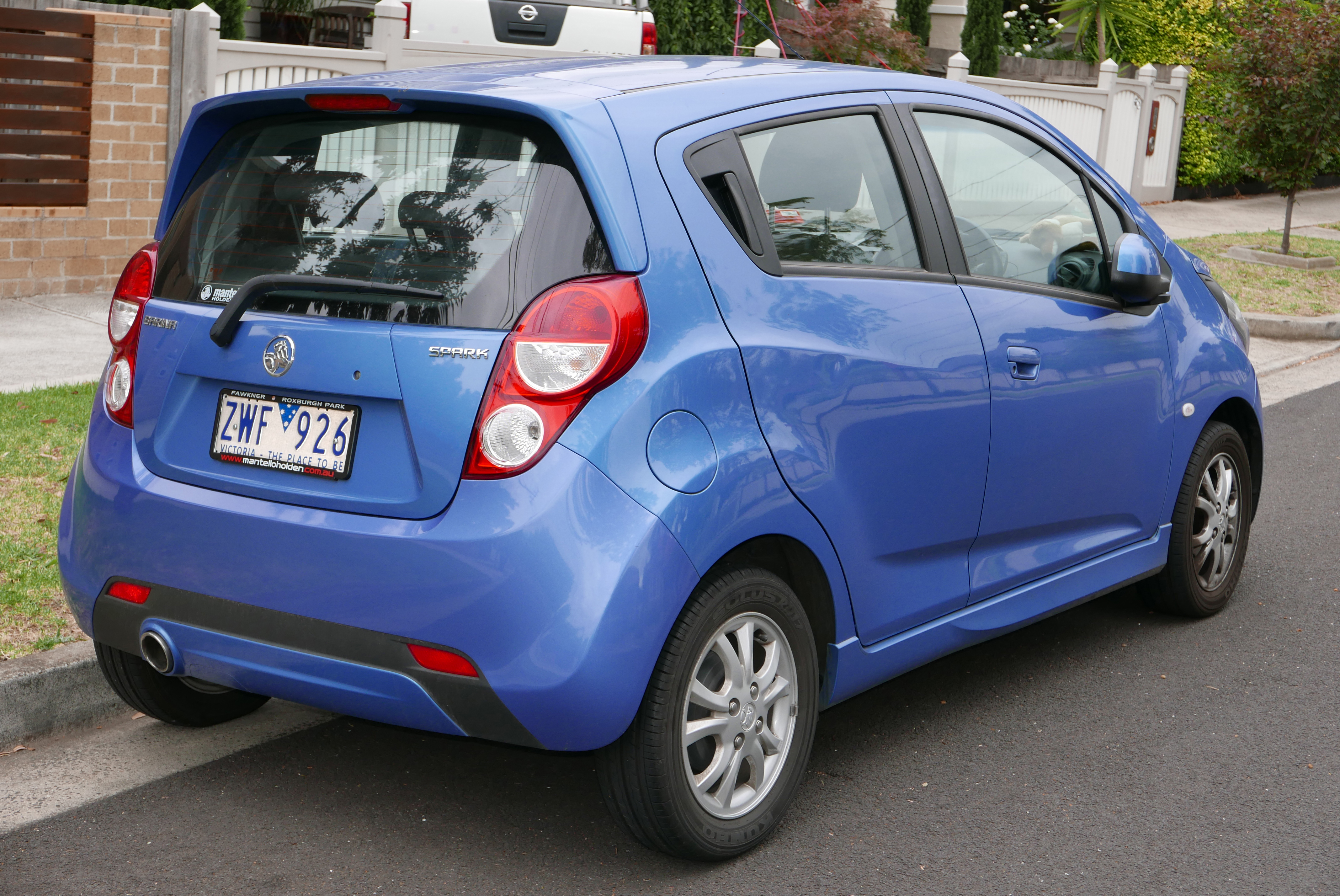
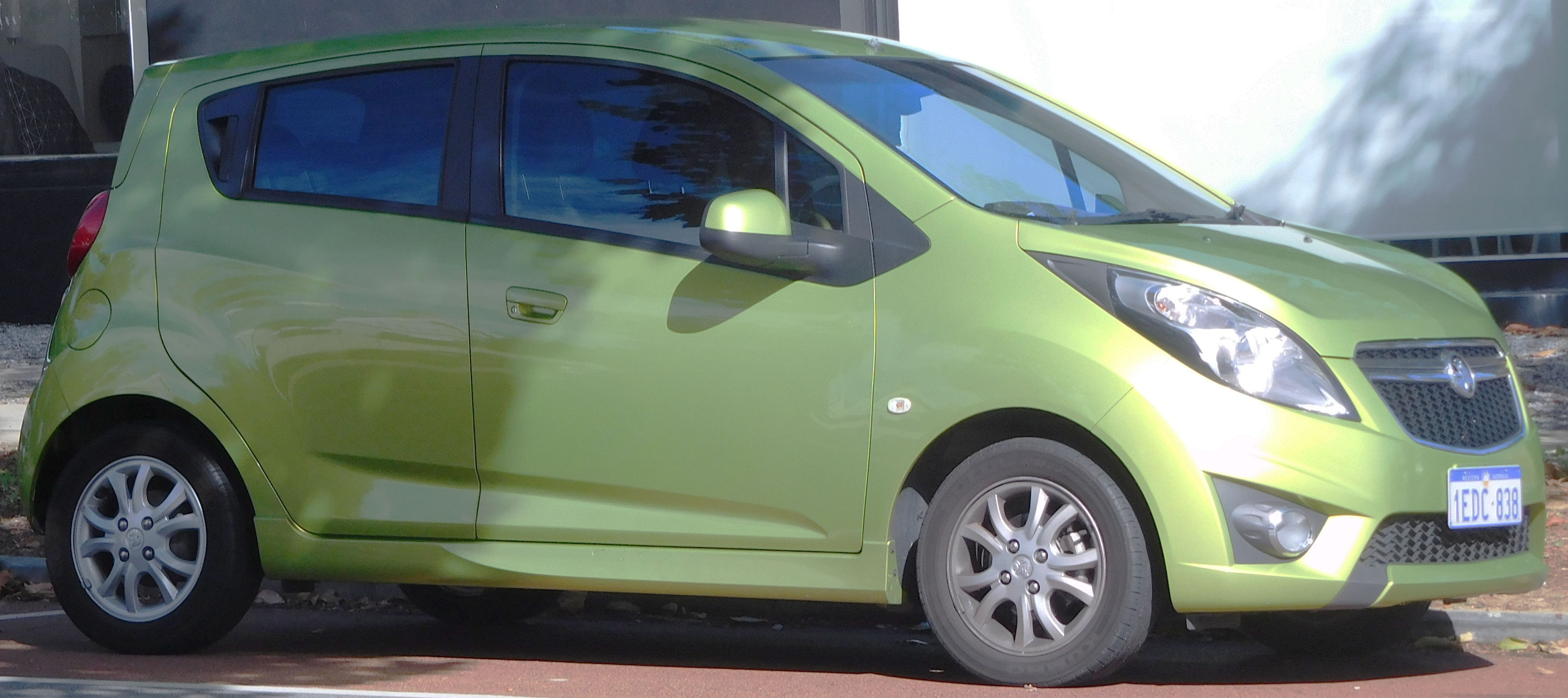
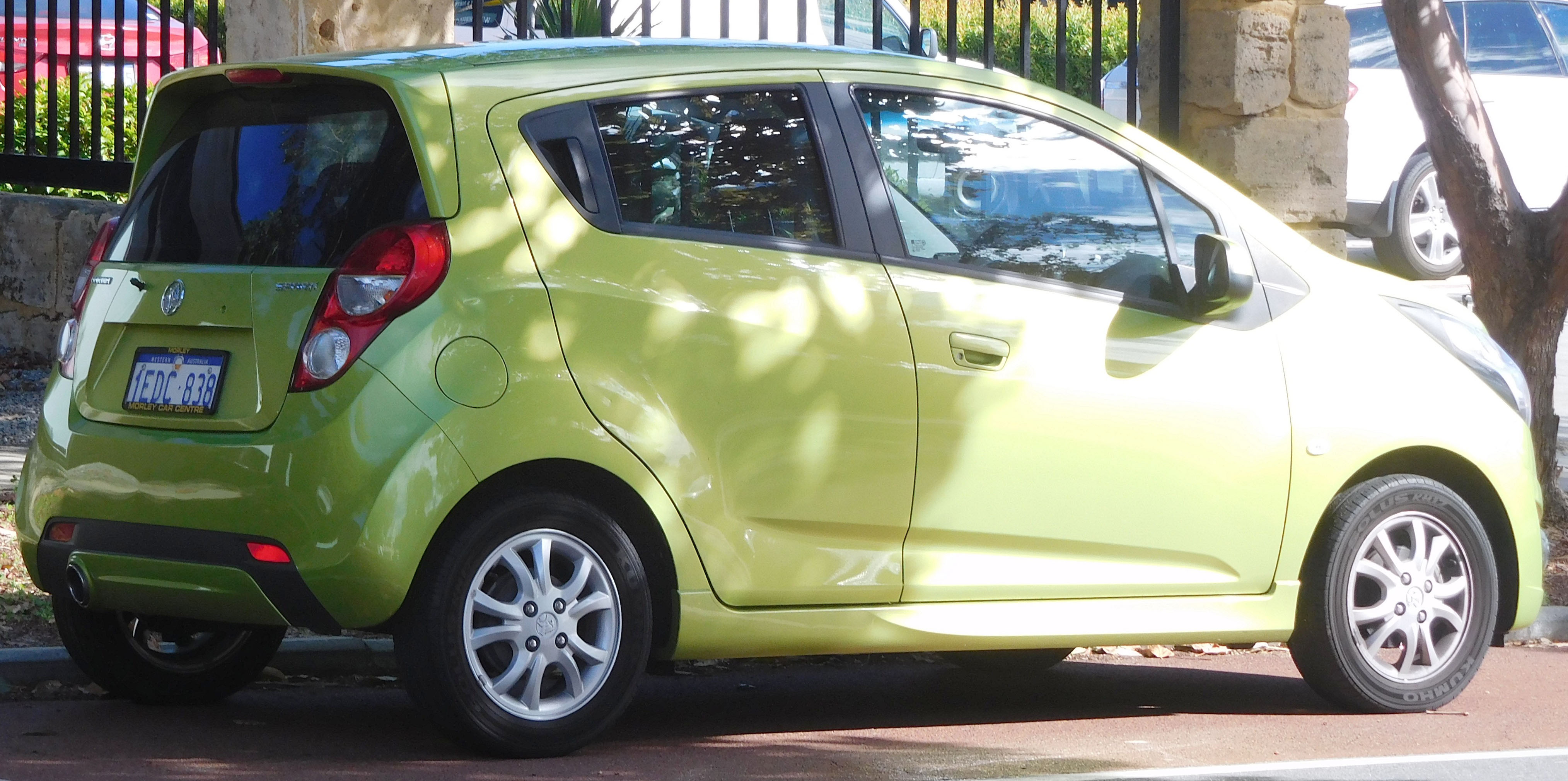
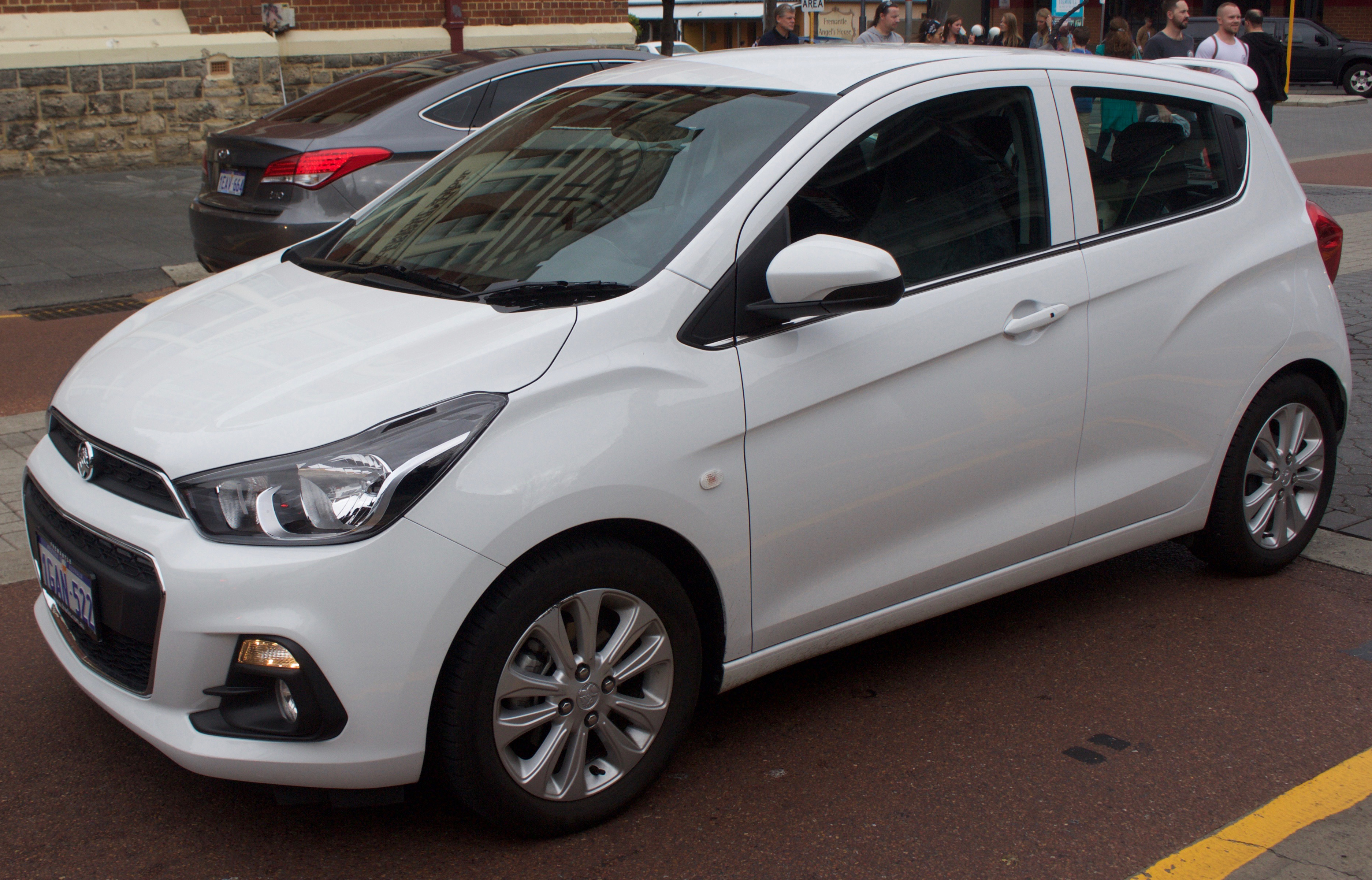
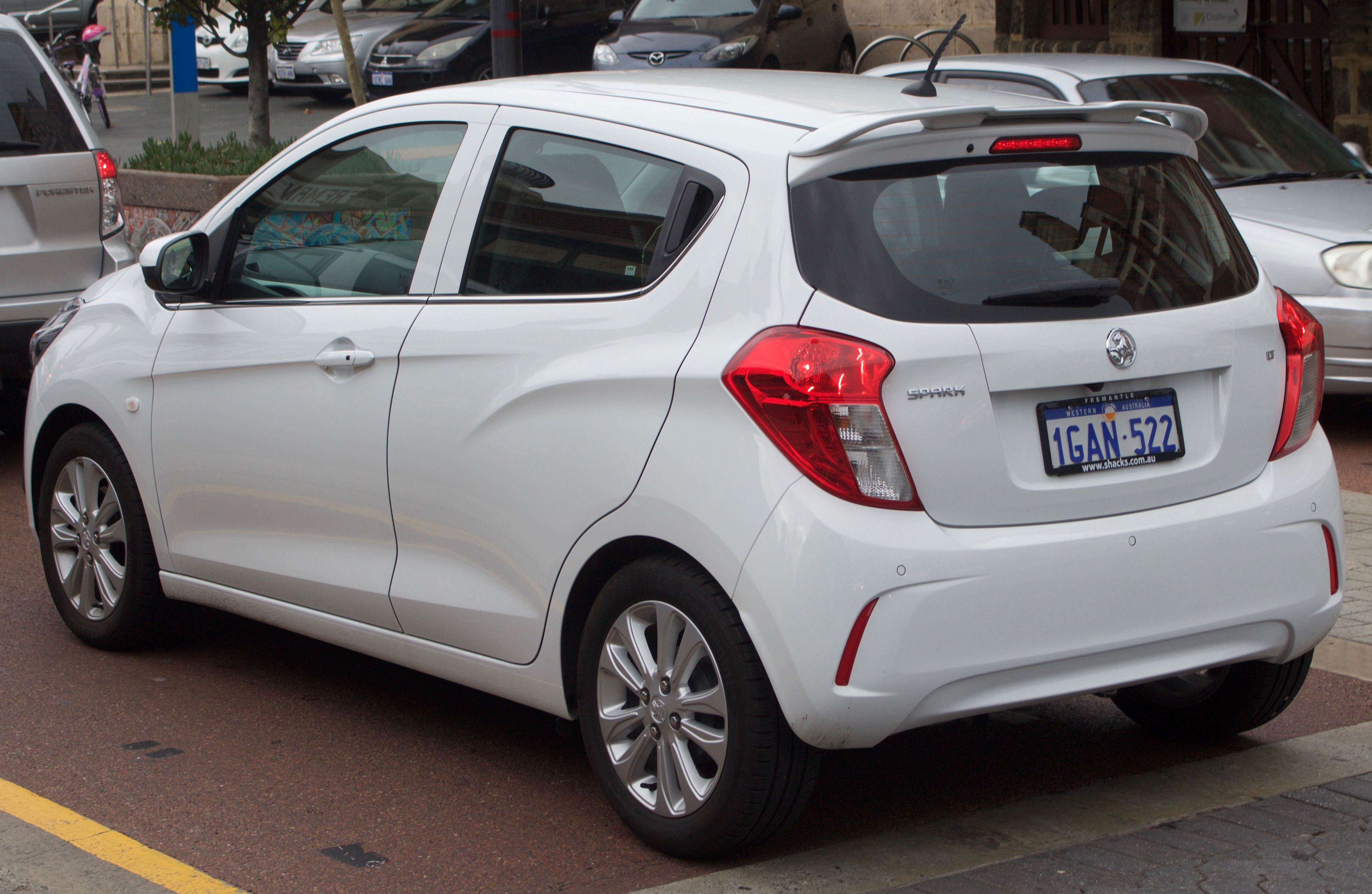
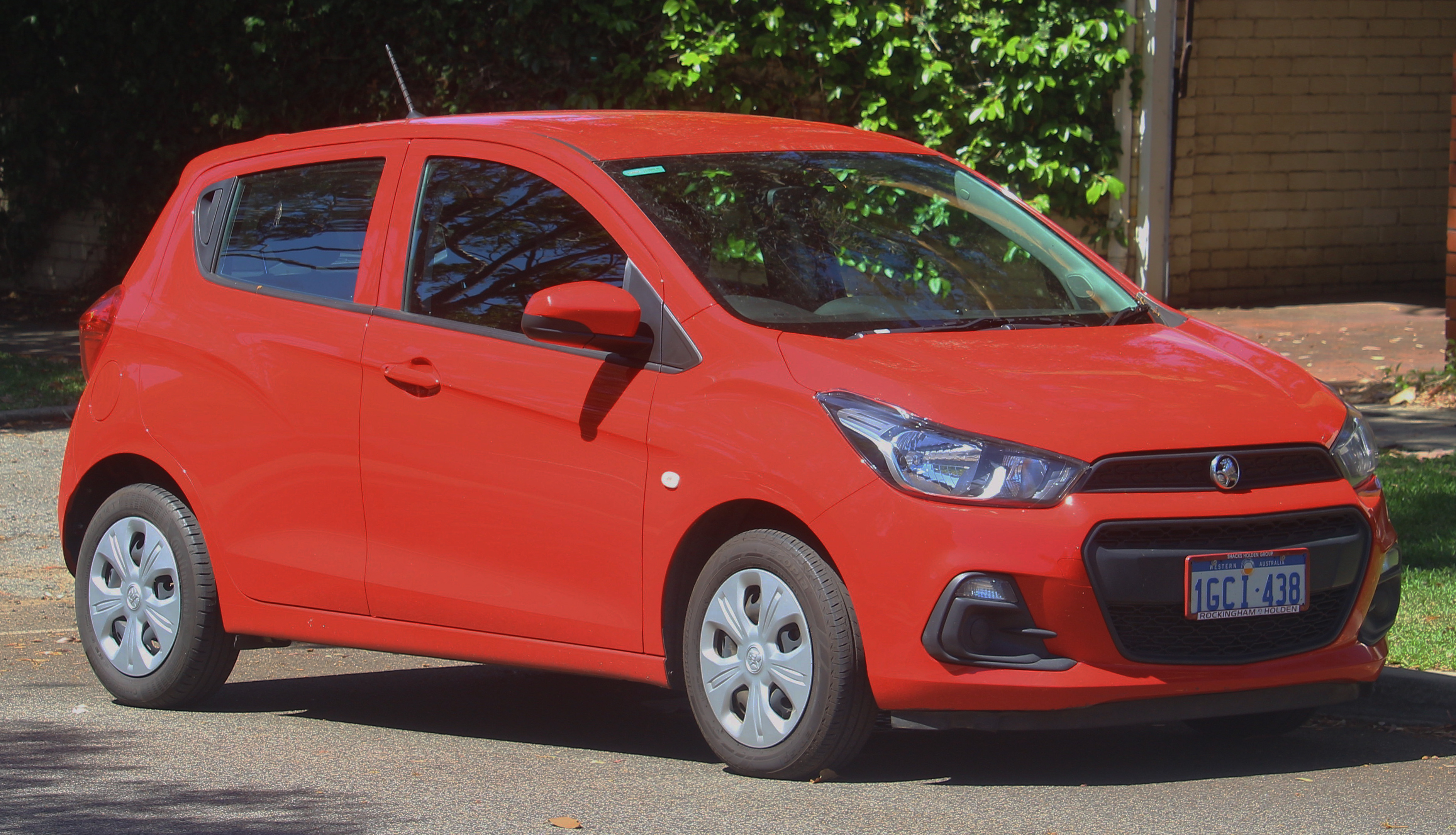
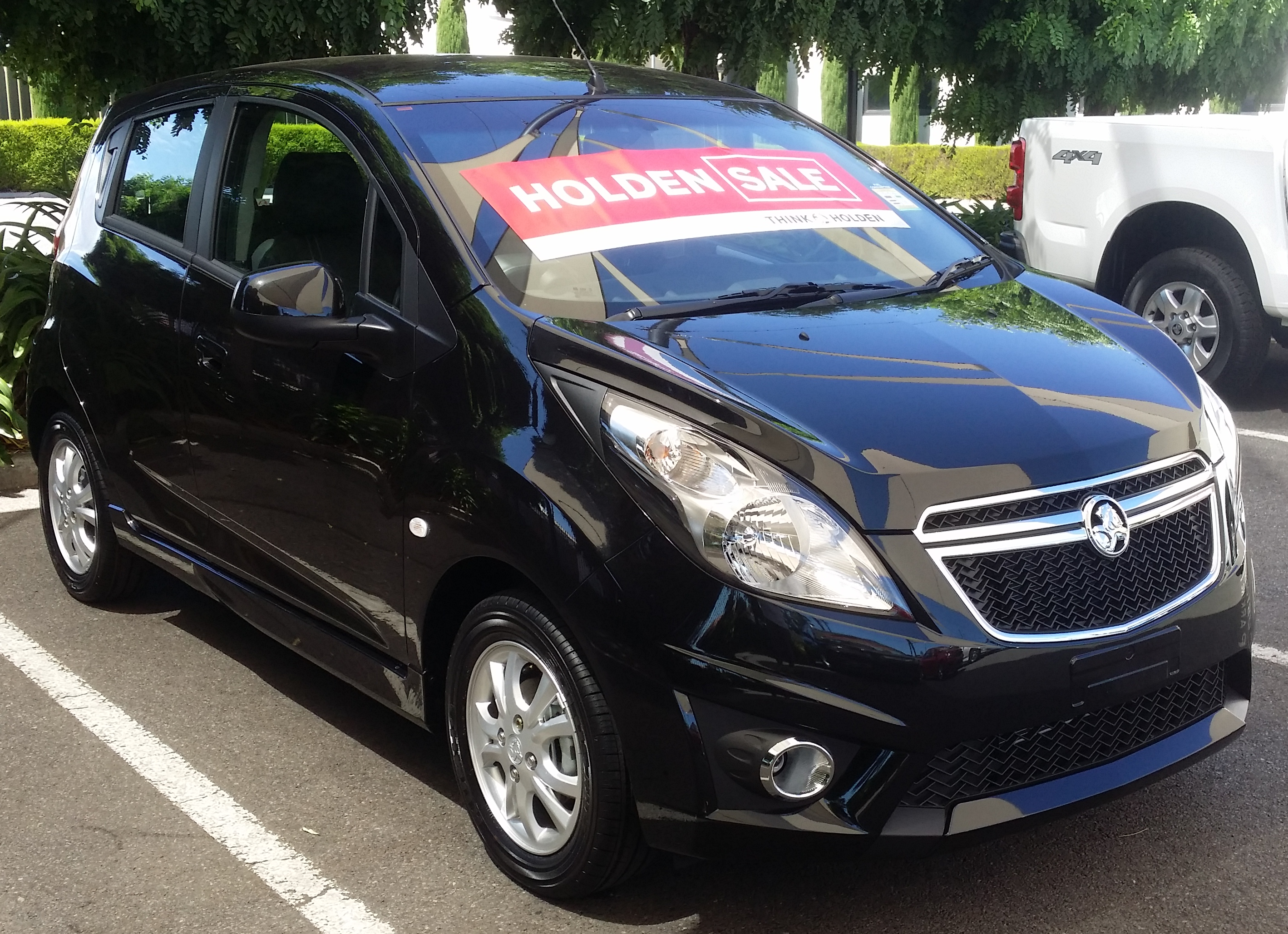
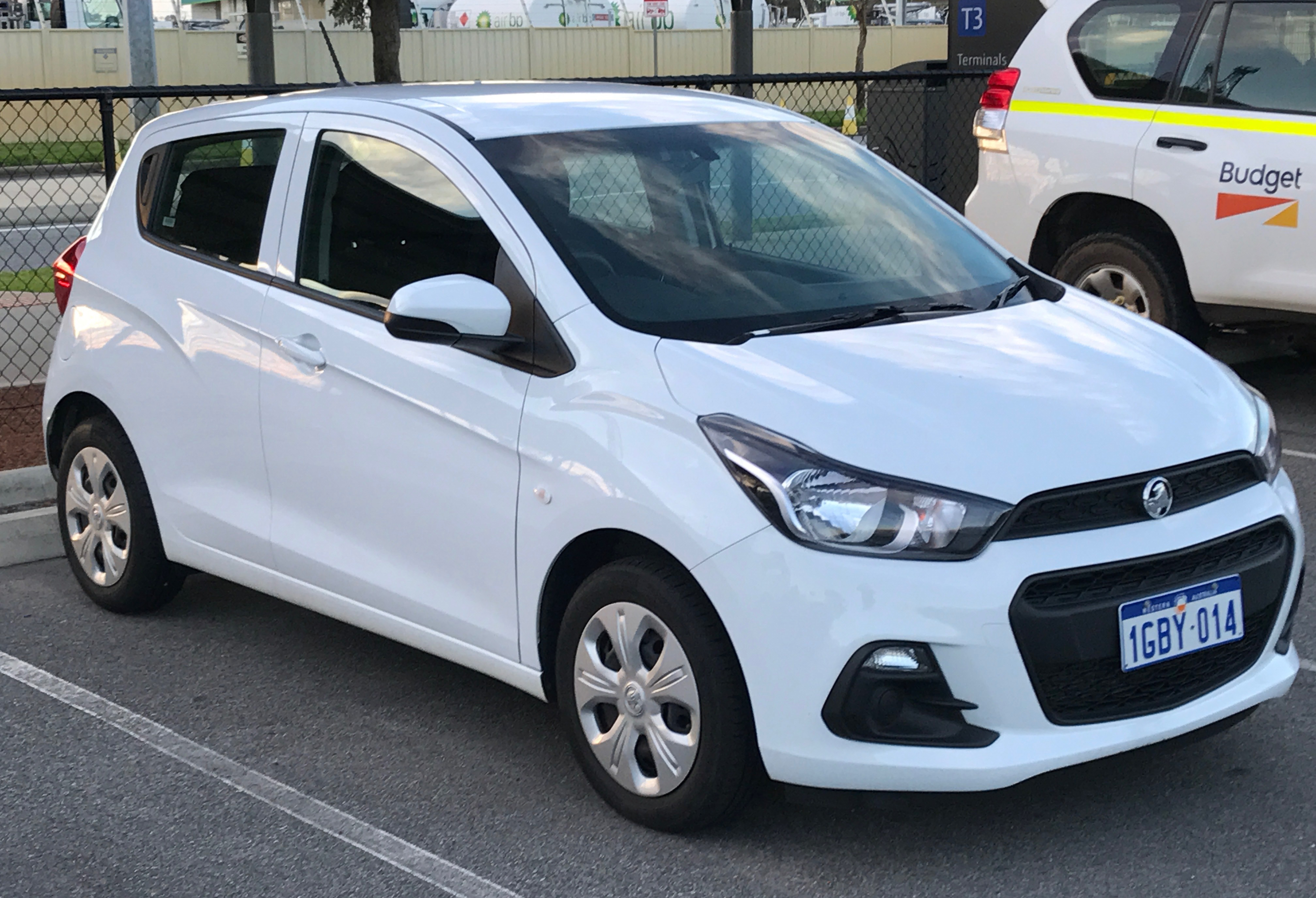

## المبيعات
| تقويم سنوي | الولايات المتحدة | كوريا الجنوبية |
| ---------- | ---------------- | -------------- |
| 2012       | 12385            |                |
| 2013       | 32853            |                |
| 2014       | 34130            |                |
| 2015       | 32853            |                |
| 2016       | 35511            |                |
| 2017       | 22589            | 47244          |
| 2018       | 23602            | 39868          |
| 2019       | 31281            | 35513          |
| 2020       | 33478            | 28935          |

## ذات صلة
الموقع الرسمي للولايات المتحدة

## وصلات خارجية
- Official website for U.S.
  - Chevrolet Spark EV